# 日本の書道史
日本の書道史（にほんのしょどうし）では、有史以来、現在までの日本における書道の歴史を記述する。この記事では時代ごとに、その背景・書風・筆跡・書人・教育など書に関連した事跡を記す。

## 概観
日本の書道は漢字の伝来に始まる。それ以前に日本独自の文字の文化はなかったとされている。神代文字で記した文献が存在したとの説が江戸時代から示されたが、現在の学界では認められていない。
日本に漢字が伝来したのは弥生時代にさかのぼるが、その時代の日本ではまだ文字を本来の意味で使用することはなかった。日本で作られた銘文を有する最古の遺物は5世紀前半ごろのもので、日本人は早くから漢字と出会いながらも、その時期まで文字を必要としなかったのである。そして、その遺物にはすでに万葉仮名の用法が見られ、書体は隷書から楷書への過渡期のものが使われた。それらは朝鮮半島を経由した中国の文字文化が基本となっている。
写経と晋唐書風の流行
続いて仏教が伝来し、日本の書道は急速に発展する。飛鳥時代の聖徳太子、奈良時代の聖武天皇によって写経が盛行し、国家事業として写経所が設けられて分業で制作されたのである。また遣隋使や遣唐使により、中国文化が直接日本に招来するようになった。特に唐代は中国書道の黄金時代で、王羲之書法が最も尊重されていたことから日本で晋唐の書風が流行した。
和様の完成と墨跡の勃興に始まる書の二極分化
平安時代初期の嵯峨天皇は唐風を好み、入唐した空海・橘逸勢らとともに晋唐の書に範をとった。しかし、これら三筆は中国の模倣だけにとどまらず、中国風を日本化しようとする気魄ある書を遺した。そして平安時代中期、唐の衰頽にともない遣唐使が廃止され、国風文化の確立によって「かな」が誕生した。さらに三跡によって漢字が和様化され、和様書の完成期を迎える。この和様書は鎌倉時代から分派し、さまざまな書流を形成した。
またこの時期に中国から禅僧が来朝し、日中両国の禅僧によって再び中国の書風が注入された。この禅僧による書は墨跡と呼ばれ、武士の趣向に合致して鎌倉時代の禅林の間に流行した。さらに室町時代に茶道が生まれて禅と結びつき、茶会の掛軸として墨跡が珍重されるようになり、江戸時代からは唐様として継承され発展した。一方、和様は尊円流が江戸幕府の公用書体として採用され庶民にも広まった。かくして日本の書は唐様と和様に二分されたのである。
六朝書道の盛行と上代様の復興
明治時代に入り、この時代の実権者の多くが漢学の素養があったことから唐様の書風に傾いていった。そして清国の楊守敬が漢魏六朝の碑帖を携えて来日し、日本の書道界に大きな衝撃を与え、この影響により巖谷一六・松田雪柯・日下部鳴鶴らを中心に六朝書道が盛んになった。これにともない漢字は和様が衰頽し、唐様は六朝書によって革新されたが、かなは明治時代中期に伝来の文化遺産の復古が叫ばれ、多田親愛・大口周魚・小野鵞堂を中心に上代様が復興された。そして日下部鳴鶴と西川春洞を中心に今日の漢字書道界の基礎が作られ、かな書道界においては小野鵞堂が多くの門人を育成した。
近代書壇史の始まりと現代書の出現
大正時代末期、当時のほとんどの書家を結集させた書道団体が誕生し、年1回、大展覧会を開催した。会名を「日本書道作振会」としたこの団体は豊道春海の尽力により結成し、ここに近代書壇史が始まった。そして離合集散の結果、「泰東書道院」「東方書道会」「大日本書道院」の安定した大規模な団体の結成に至る。「大日本書道院」は日下部鳴鶴門の比田井天来を中心とする団体で、この天来の門弟たちによって現代書が出現する。

## 飛鳥時代以前
朝鮮半島を経由して漢字や仏教などの中国文化が将来した。

### 漢字の伝来

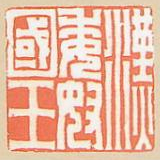
『漢委奴国王印』 印影

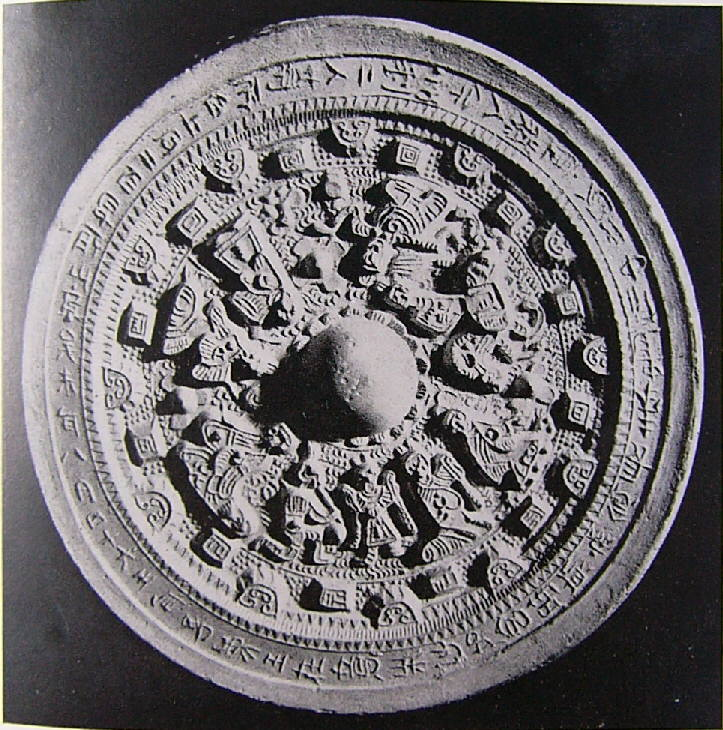
隅田八幡神社人物画像鏡

『日本書紀』と『古事記』には、百済王の使者、阿直岐（古事記には阿知吉師）が経典に通じていたため、応神天皇15年（284年）に皇太子、菟道稚郎子の師となり、その阿直岐の紹介により応神天皇16年（285年）2月に入朝した王仁（古事記には和邇吉師）が『論語』10巻、『千字文』1巻を献上したと記されている。
この時代に将来した筆跡
- 貨泉
紀元8年、漢の皇帝の外戚である王莽が漢の国を奪って「新」王朝を建てた。この新の時代にだけ作られた銅貨が日本の弥生時代の遺跡から発見された。この銅貨には「貨泉」という篆書体の文字が鋳込まれていたため貨泉（かせん）と呼ばれる。『漢書』「食貨志」によると、貨泉は天鳳元年（14年）に鋳造され、新が滅亡するまでの12年のあいだ流通したという。日本には1、2世紀のころに伝わったと考えられている[4]。この「貨泉」の文字が日本で出土した文字の遺品中、最古の製造物とされている。

- 漢委奴国王印
江戸時代後期の天明4年（1784年）、筑前国（現在の福岡県）の志賀島で金印が出土した。印には「漢委奴国王」と刻してあり、黒田藩の儒者、亀井南冥は『後漢書』の記事に符合するとした。それによると、この漢委奴国王印は後漢の建武中元2年（57年）光武帝が奴国の使者に賜わったとあり、先の貨泉に次いで古い年代のものとなる。

| 筆跡名           | 年代        | 書体       | 現所在                 |
| ---------------- | ----------- | ---------- | ---------------------- |
| 貨泉（硬貨）     | 14年 - 40年 | 篆書       | 国立歴史民俗博物館ほか |
| 漢委奴国王印文   | 57年        | 篆書       | 福岡市博物館           |
| 石上神宮七支刀銘 | 369年ごろ   | 楷書に近い | 石上神宮               |

### 仏教の伝来
欽明天皇の時代に漢字と同様に朝鮮半島を経て仏教（大乗仏教）が伝来し、仏典の書写が始まる。
この時代の筆跡
| 筆跡名                   | 筆者 | 年代             | 書体、書風                  | 現所在                                     |
| ------------------------ | ---- | ---------------- | --------------------------- | ------------------------------------------ |
| 銀象嵌銘大刀銘           | 張安 | 438年            | 隷書に近い 三国時代の鏡銘風 | 東京国立博物館                             |
| 隅田八幡神社人物画像鏡銘 | 不明 | 443年または503年 | 隷書に近い                  | 隅田八幡神社                               |
| 稲荷山古墳出土鉄剣銘     | 不明 | 471年または531年 | 楷書                        | 文化庁（埼玉県立さきたま史跡の博物館保管） |

## 飛鳥時代

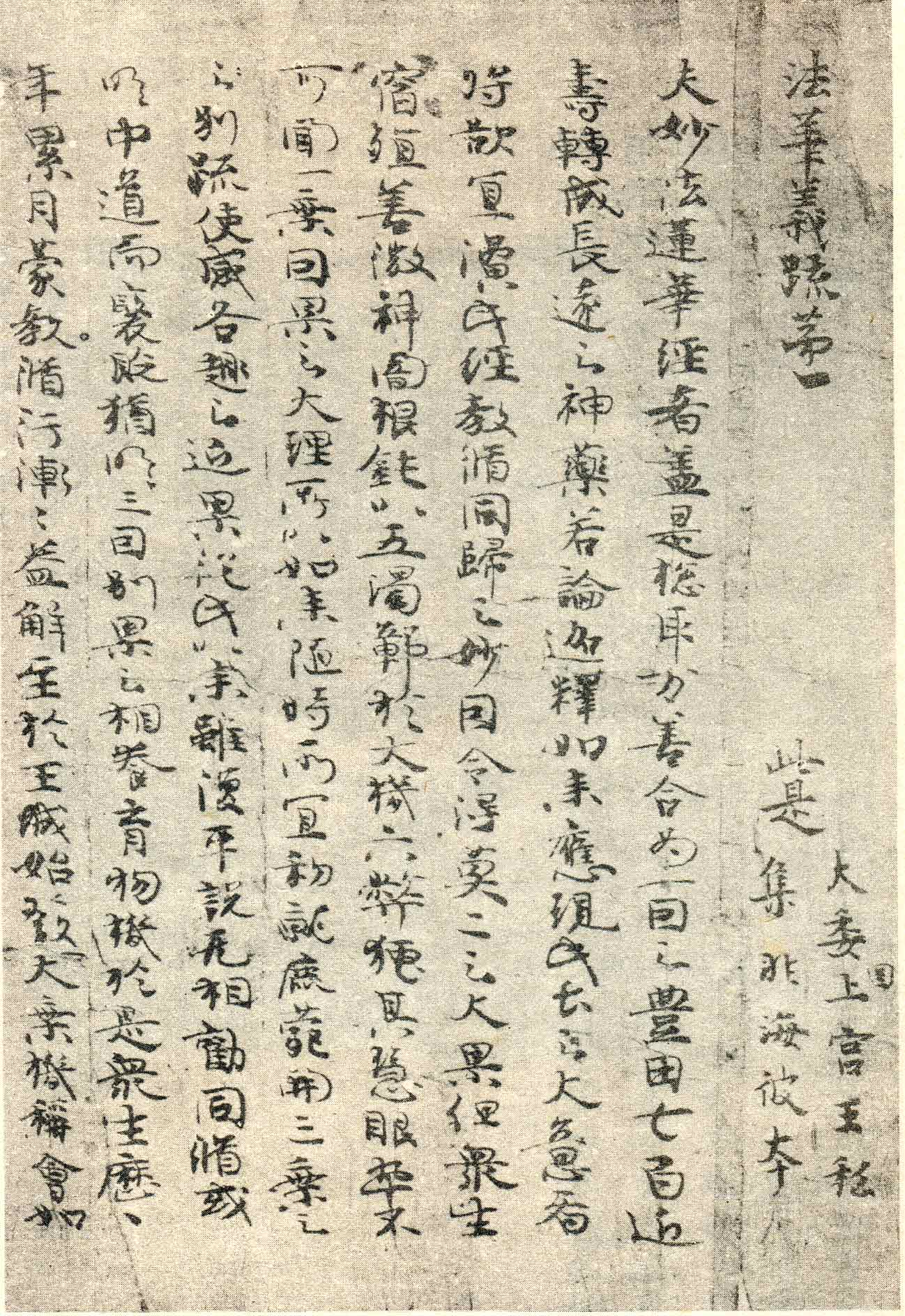
『法華義疏』（巻頭部分、伝聖徳太子筆）

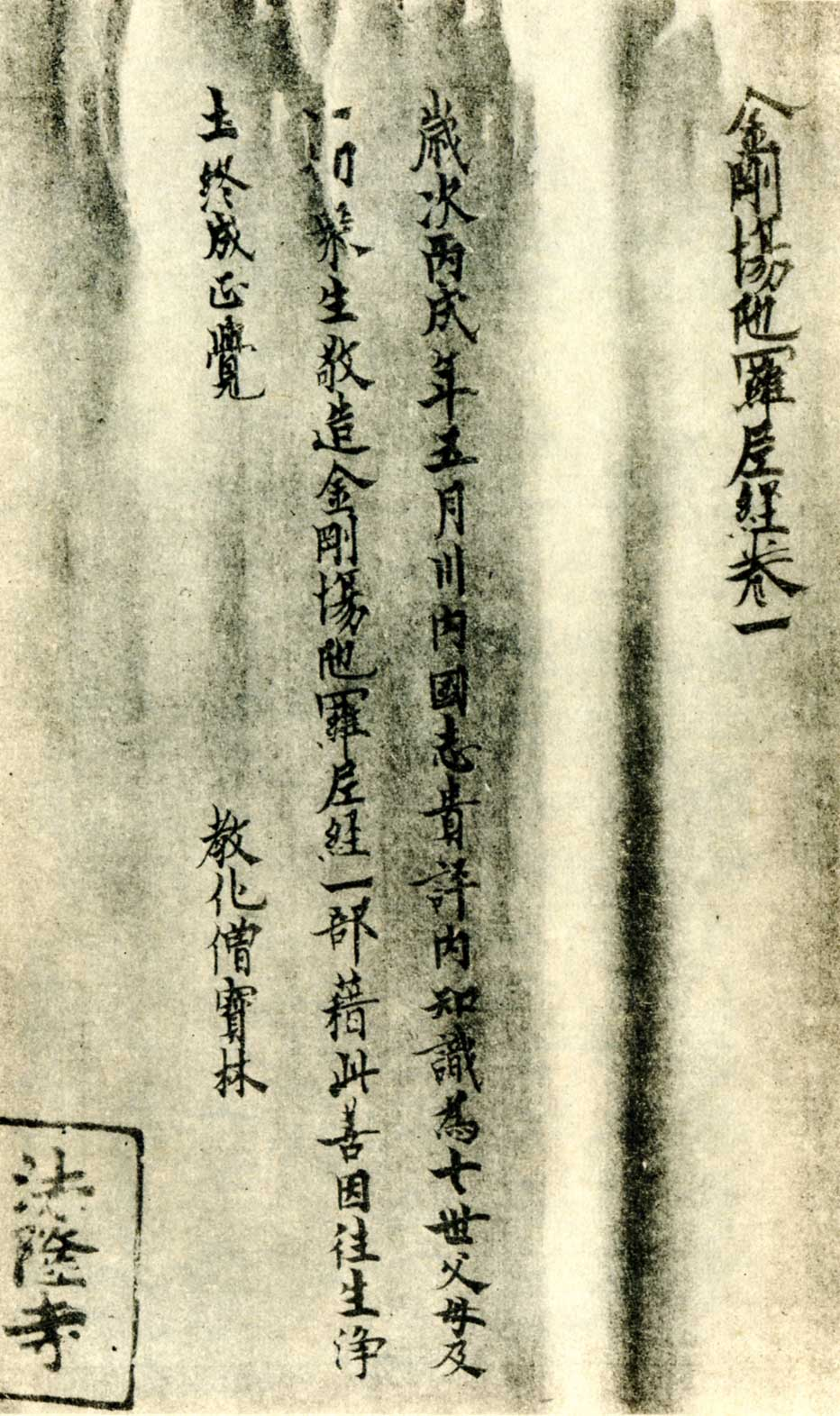
『金剛場陀羅尼経』（巻末奥書部分）

紙がどの時代に日本に入り、さらに製紙技術が伝わったのか定かでないが（曇徴の項参照）、聖徳太子が仏教を尊信し法隆寺を建立するなど、仏教の興隆に伴い写経が盛んになり、また国家機構が整理されはじめ、戸籍用紙のような公共紙が大量に必要とされる時代が到来するなどして、飛鳥時代には書道は急速に発展した。日本の書道は百済よりの六朝書道から始まるが、聖徳太子が遣隋使を派遣するなど、中国文化が朝鮮半島を経由せずに直接日本に招来されるようになり、隋唐の書の影響が現れるようになる。聖徳太子の自筆とされる『法華義疏』4巻は六朝風であるが、『金剛場陀羅尼経』が唐風であるのはその変遷の好例である。
この時代に書名のあった人物
この時代の筆跡
- 法華義疏（ほっけぎしょ）

聖徳太子41から42歳の書とされ、金石文を除いた現存する書跡では日本でもっとも古い。もと法隆寺に伝わり、今は皇室の御物となっている。各巻とも料紙は黄楮紙で、白紙が所々にわずかにまじっている。本文中には削字や貼紙や継紙があり、推敲された草稿であることが分かる。1紙に29行、1行23から24字で書かれ、書風は六朝写経に似ており、字体は扁平で波法が美しく軽妙で筆力がある。
- 船氏王後墓誌銘（ふなしおうごぼしめい、船王後墓誌銘（ふねの-）・船首王後墓誌銘（ふねのおぶと-）とも）

船王後の墓誌銘である。船氏は渡来系氏族で、祖父の時代から文筆をもって職としていたといわれる。銘文中に、戊辰年（668年）の年紀が見え、現存、日本最古の銅板墓誌とされている。しかし、銘文中の「官位」の用語から、668年よりやや下るとの説がある。銘文は縦29.4センチ、横6.6センチの薄い短冊形の銅板の表裏に、各4行、毎行20 - 24字、計162字が鏨で陰刻されている。その内容は、墓誌の主である船王後の出自・経歴・勲功・没年（641年）と、王後の死後27年の天智天皇7年（668年）に、妻の安理故能刀自（ありこのとじ）とともに松岳山に改葬したとある。文体は和様化された漢字文で記述され、書風は六朝書風（北魏）から隋唐書風に近づきつつある。書体は温雅な楷書体。出土の詳細は不明であるが、江戸時代に現在の松岳山古墳から出土したと伝わる。その後、西琳寺に伝来し、明治維新以後、三井家の所蔵となり、現在、三井記念美術館に保管されている。国宝。

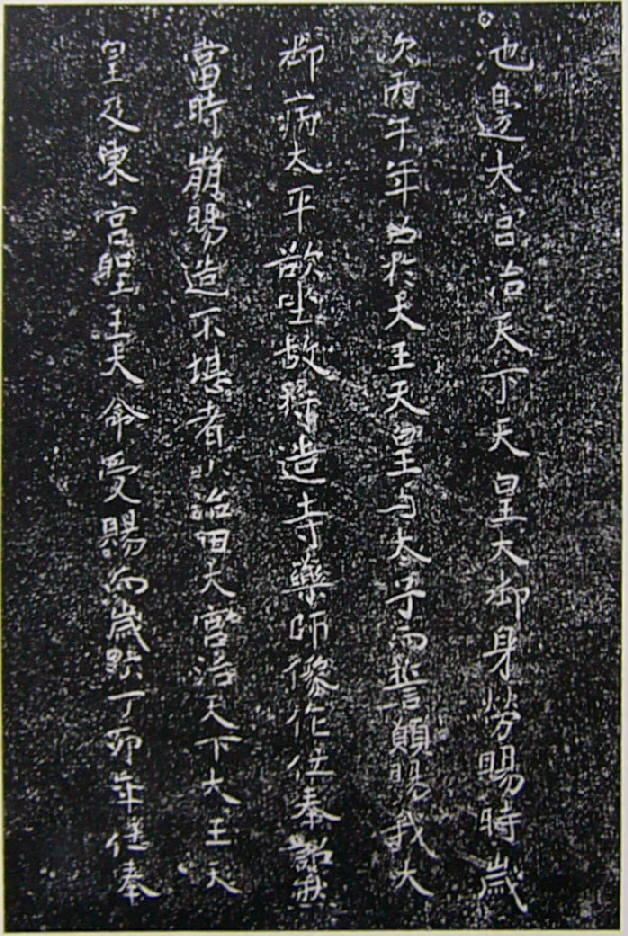
法隆寺金堂薬師如来像光背銘
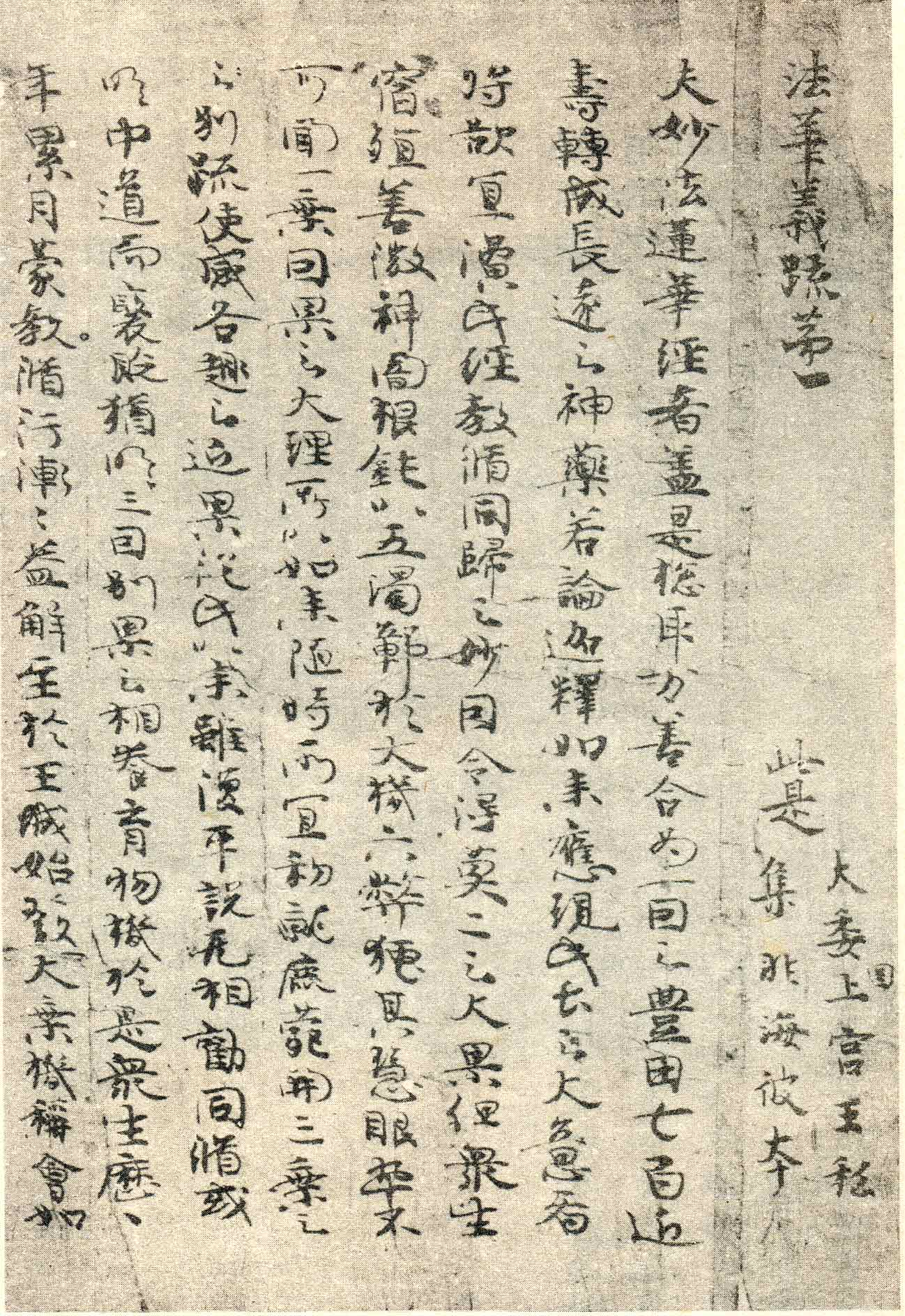
伝聖徳太子・法華義疏
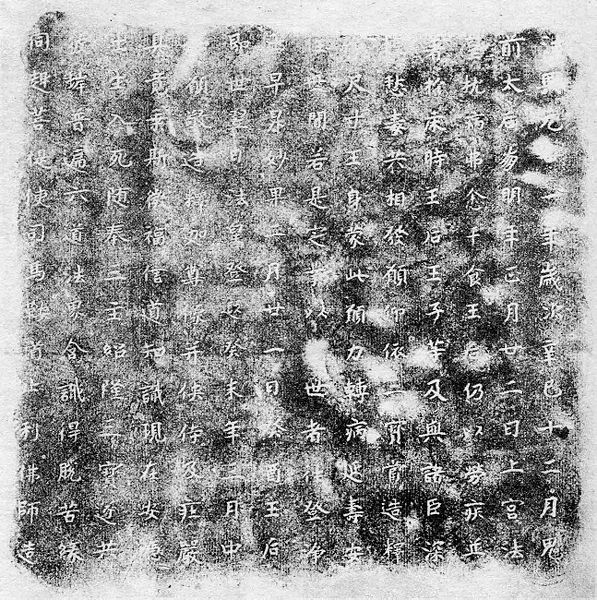
法隆寺金堂釈迦三尊像光背銘
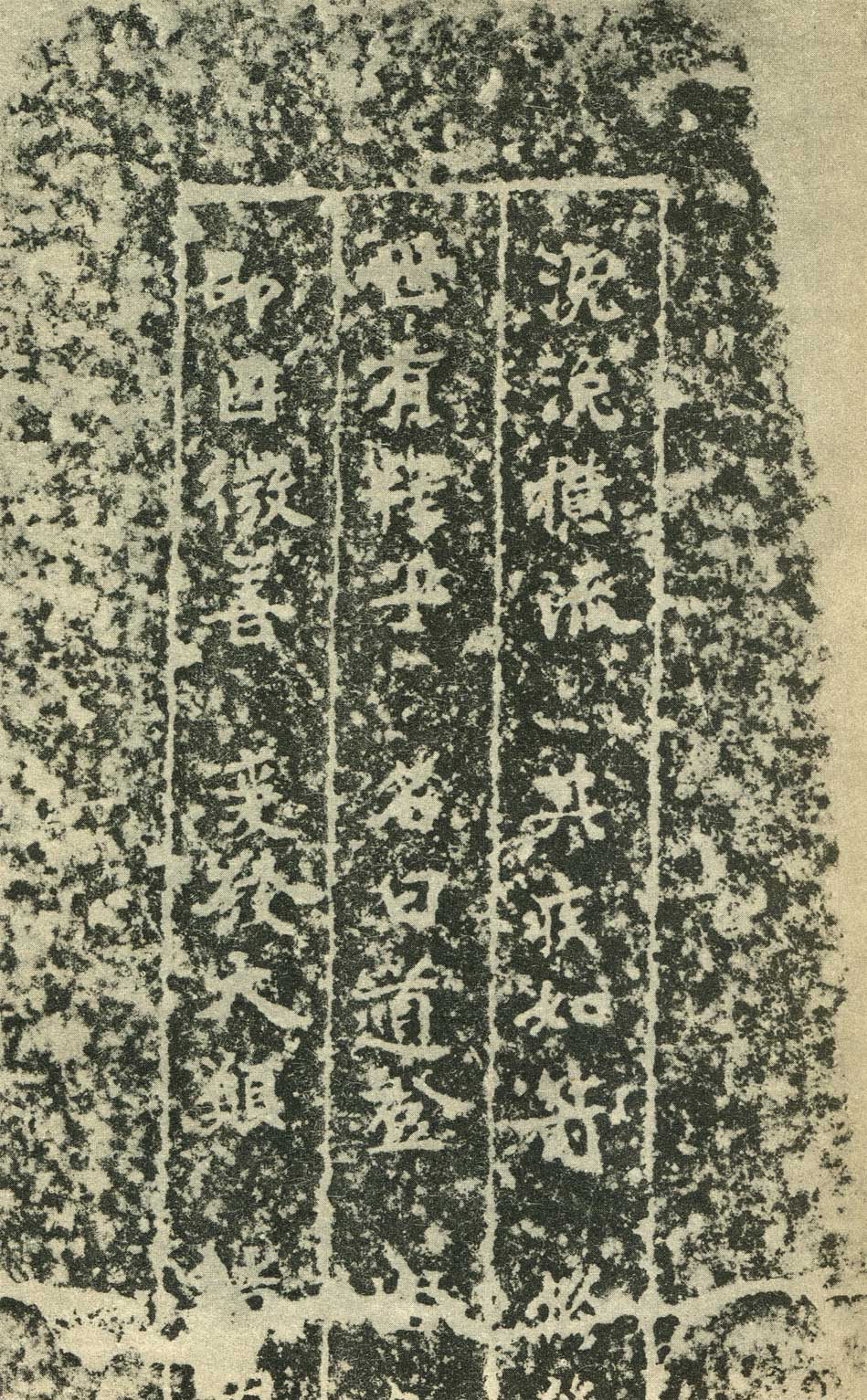
宇治橋断碑
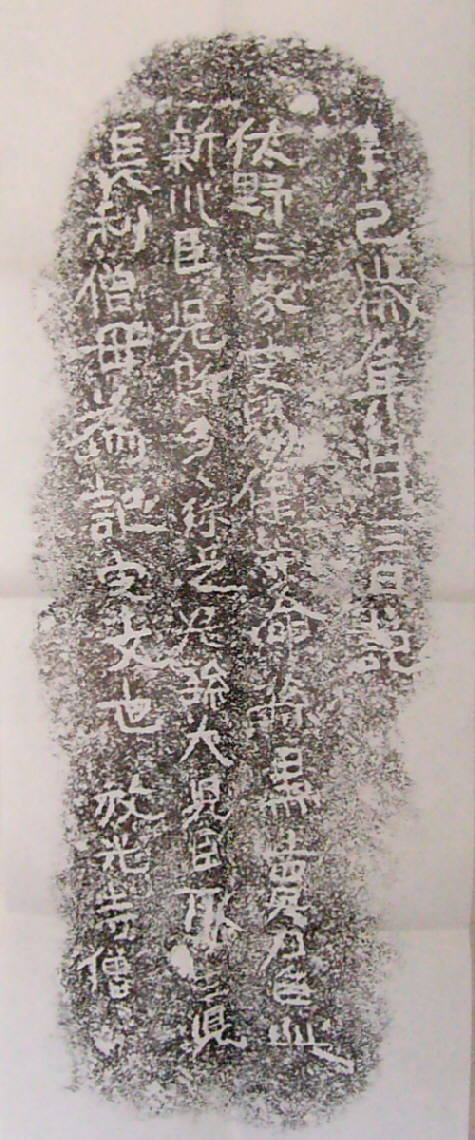
山ノ上碑
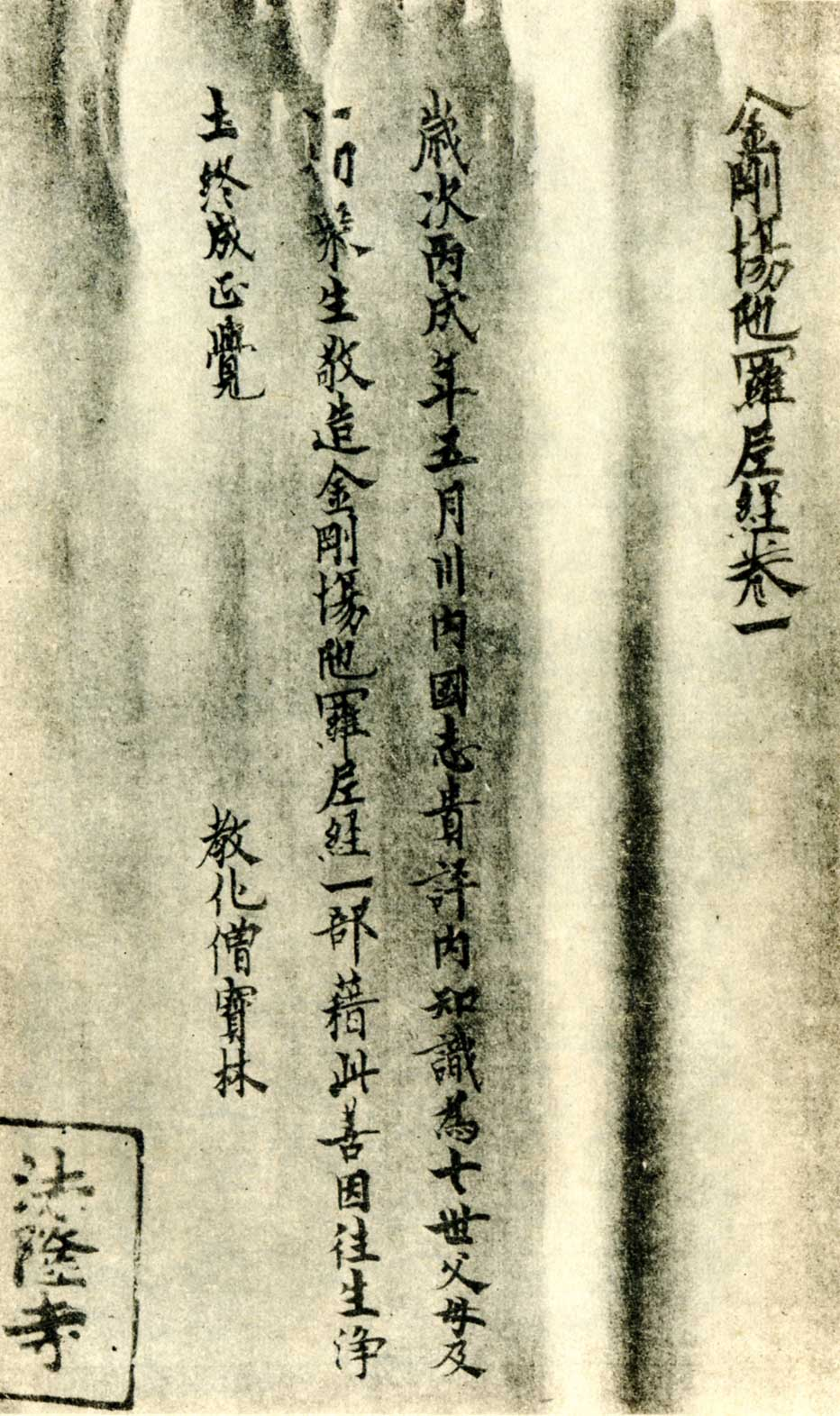
金剛場陀羅尼経（こんごうじょうだらにきょう）
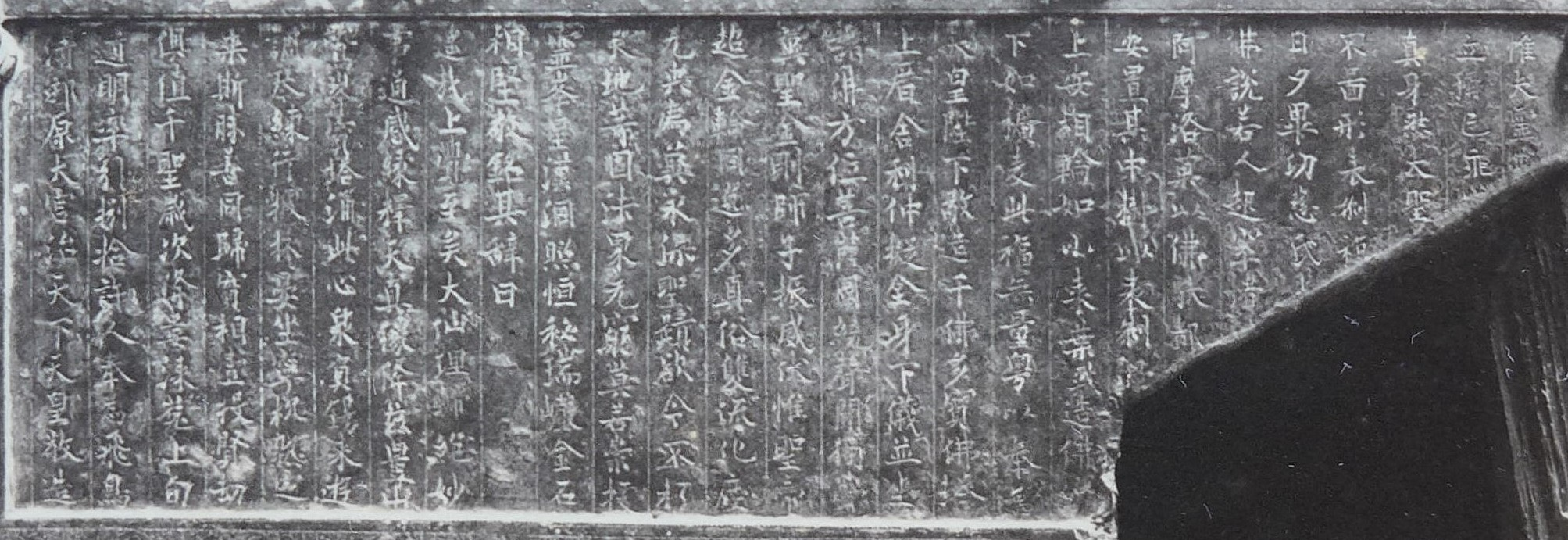
長谷寺銅板法華説相図銘
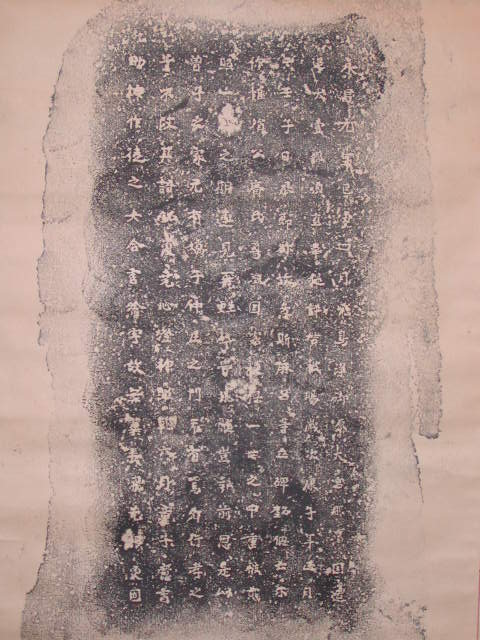
那須国造碑
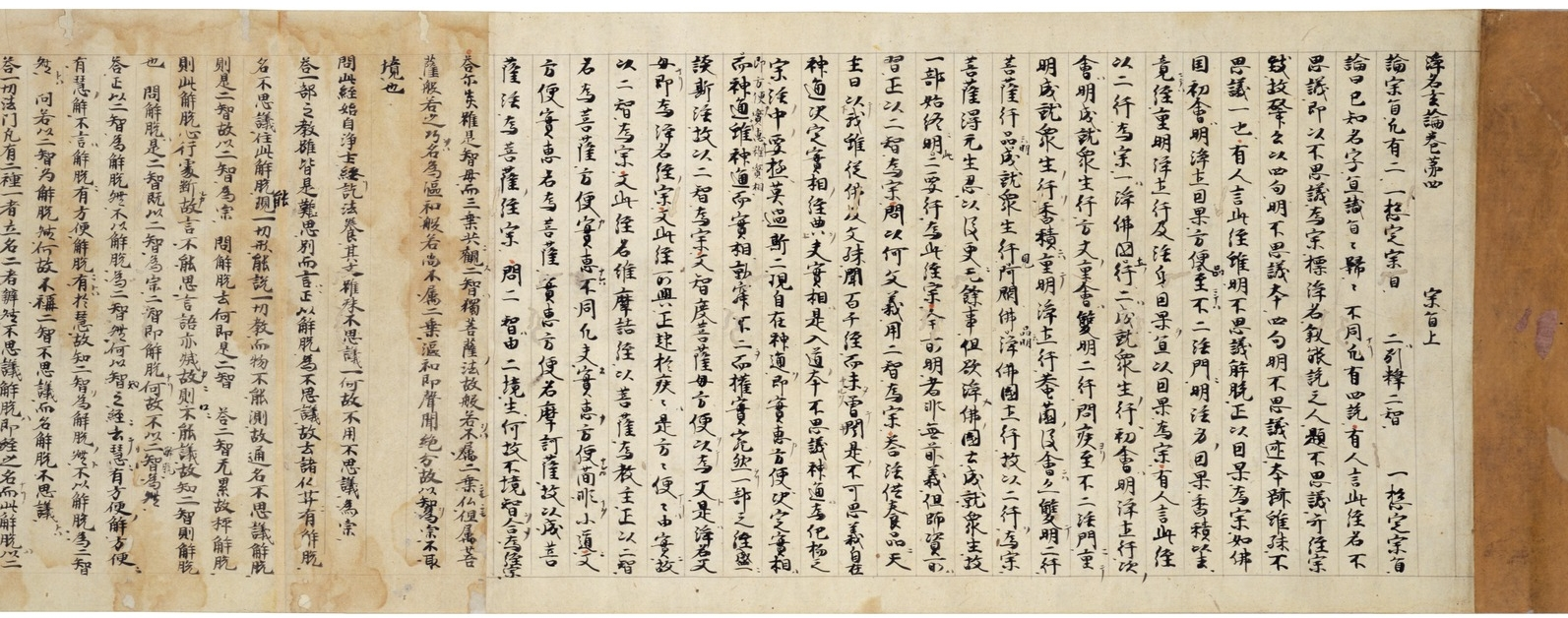
浄名玄論

587年に隋の闍那崛多（じゃなくった）が漢訳した経典を、河内国志紀郡の仏教信徒が僧・宝林の教化によって書写したものとされている。しかし、その教化を受けた者は渡来人ともいわれている。書風は、横画の終筆を右上に押し出しているなど、初唐の三大家の一人である欧陽詢の子、欧陽通の『道因法師碑』に似ている。書体は峻抜な楷書体、料紙は褐麻紙、大きさは縦26.1センチ、全長712.1センチ。現在、文化庁に保管されている。国宝。
奥書に見える年紀・丙戌年については、その書風や701年の大宝律令施行以前の用語「評」を使用していることなどから、686年に比定されており、本経は日本の写経で最古のものとなる。ただし、日本で写経がいつから行われたかについては不明である。『日本書紀』に、「673年に飛鳥の川原寺で初めて一切経を書写した」と記されているが、一切経が書写されたということは、写経がもっと以前から行われていたと考えられる。
そのような当時の写経の中で、本経の書風は特殊なものといえる。唐代までの写経の特徴は、1行を17字で書き、書体は楷書体、字形は扁平である。1行に17字という制約の中で、読みやすい大きな字を書くためには、字形は自ずと扁平になる。しかし、本経は欧法の書風であるがゆえに縦長の字形となっている。686年ないし698年の『長谷寺銅板法華説相図銘』が本経にきわめてよく似た欧陽詢風であるように、当時の日本では欧陽詢風がかなり流行していたが、写経に用いられているのは稀である。
| 筆跡名                       | 筆者       | 年代              | 書体、書風             | 現所在         |
| ---------------------------- | ---------- | ----------------- | ---------------------- | -------------- |
| 法隆寺金堂薬師如来像光背銘   | 不明       | 607年（異説あり） | 楷書、隋唐書風         | 法隆寺         |
| 法華義疏                     | 伝聖徳太子 | 615年ごろ         | 行草、六朝写経体       | 御物           |
| 法隆寺金堂釈迦三尊像光背銘   | 不明       | 623年             | 楷書、六朝書風         | 法隆寺         |
| 宇治橋断碑                   | 不明       | 646年             | 楷書、張猛龍碑風       | 放生院常光寺   |
| 船氏王後墓誌銘               | 不明       | 668年             | 楷書、六朝書風（北魏） | 三井記念美術館 |
| 山ノ上碑                     | 不明       | 681年             | 隷書、古隷風           | 群馬県高崎市   |
| 金剛場陀羅尼経               | 不明       | 686年             | 楷書、欧陽詢風         | 文化庁         |
| 長谷寺銅板法華説相図銘       | 不明       | 686年または698年  | 楷書、欧陽詢風         | 長谷寺         |
| 那須国造碑                   | 不明       | 700年             | 楷書、張猛龍碑風       | 栃木県笠石神社 |
| 浄名玄論                     | 不明       | 706年             | 楷書、六朝書風（北魏） | 京都国立博物館 |
| 王勃詩序                     | 不明       | 707年             | 行書、欧陽詢風         | 正倉院         |
| 法隆寺五重塔初層天井組木落書 | 不明       | 8世紀初め         | 楷書（万葉仮名）       | 法隆寺         |

- 法隆寺金堂薬師如来像光背銘
- 伝聖徳太子・法華義疏
- 法隆寺金堂釈迦三尊像光背銘
- 宇治橋断碑
- 山ノ上碑
- 金剛場陀羅尼経
- 長谷寺銅板法華説相図銘
- 那須国造碑
- 浄名玄論

## 奈良時代

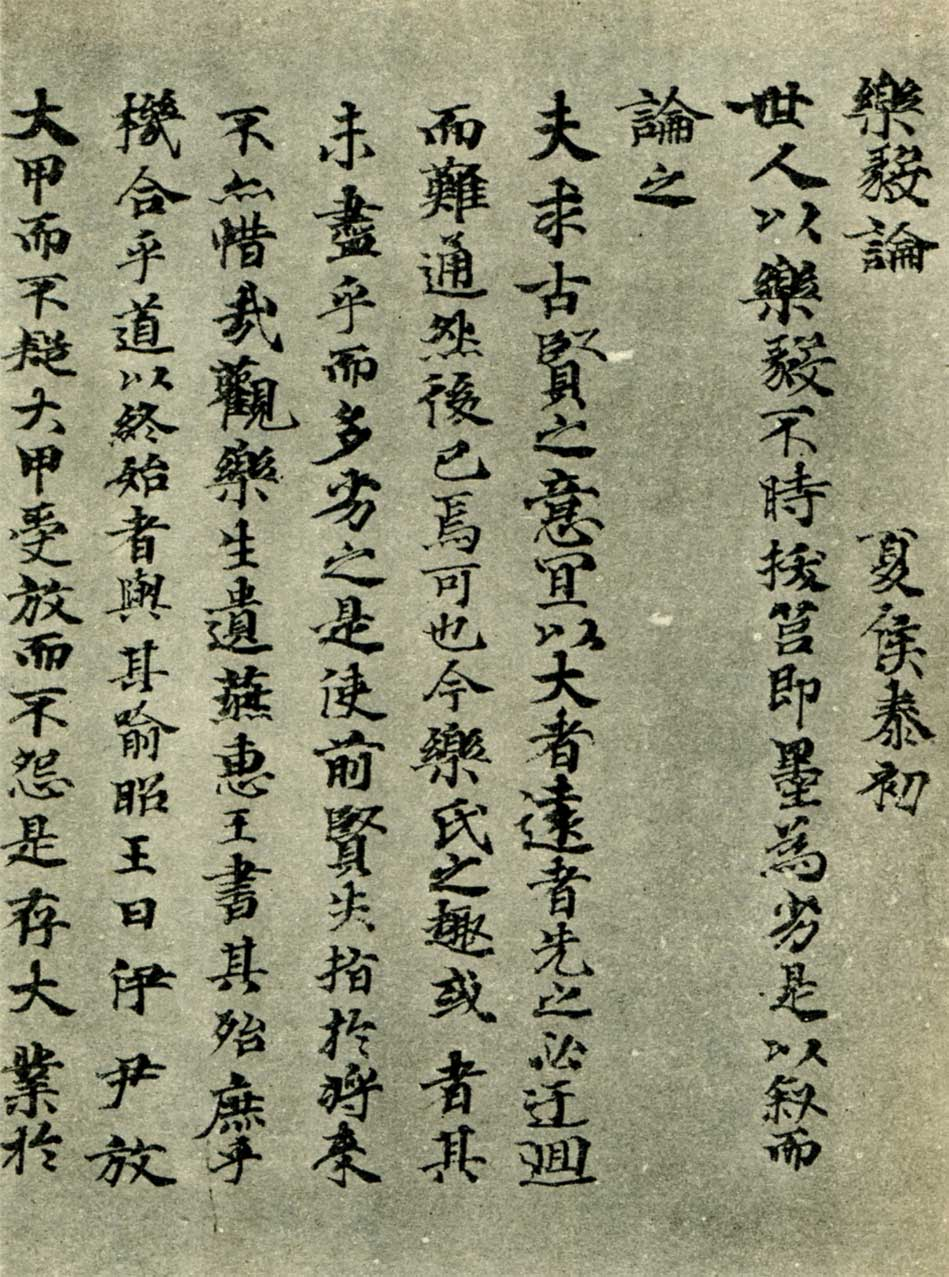
『楽毅論』（部分）
光明皇后臨

元明天皇が都を平城京に定めてからの時代で、中国では中唐の時代にあたる。遣唐使をはじめ、唐との交通が盛んになり多くの中国文化が伝わった。特に聖武天皇の天平年間は奈良文化の最盛期であり、書道の発展が著しかった。この時代の書風は、六朝風の外に、晋唐の書風が書かれ、王羲之の書法が学ばれた。光明皇后による王羲之の『楽毅論』の臨書が有名で正倉院に現存する。なお『万葉集』では「羲之」や「大王」を「テシ」と読ませており、この時代、王羲之が手師すなわち能書の代名詞であったことが分かる。

### 写経の盛行
聖武天皇は仏教を尊信し、奈良の東大寺などを建立し、国家事業としての仏教興隆を図った。これに伴い写経が盛行し、写経所を設けて写経生を養成し、写経体が生まれるに至る。この時代の写経の遺品は東大寺戒壇院に伝来した『賢愚経』（けんぐきょう、伝聖武天皇宸翰）をはじめ数多く現存する。

### 書道教育
律令制度下の教育機関である大学寮に書博士という役職が設置され、のちに「書道」と呼ばれる学科が形成されたが、早い段階で衰退している。

### この時代の筆跡

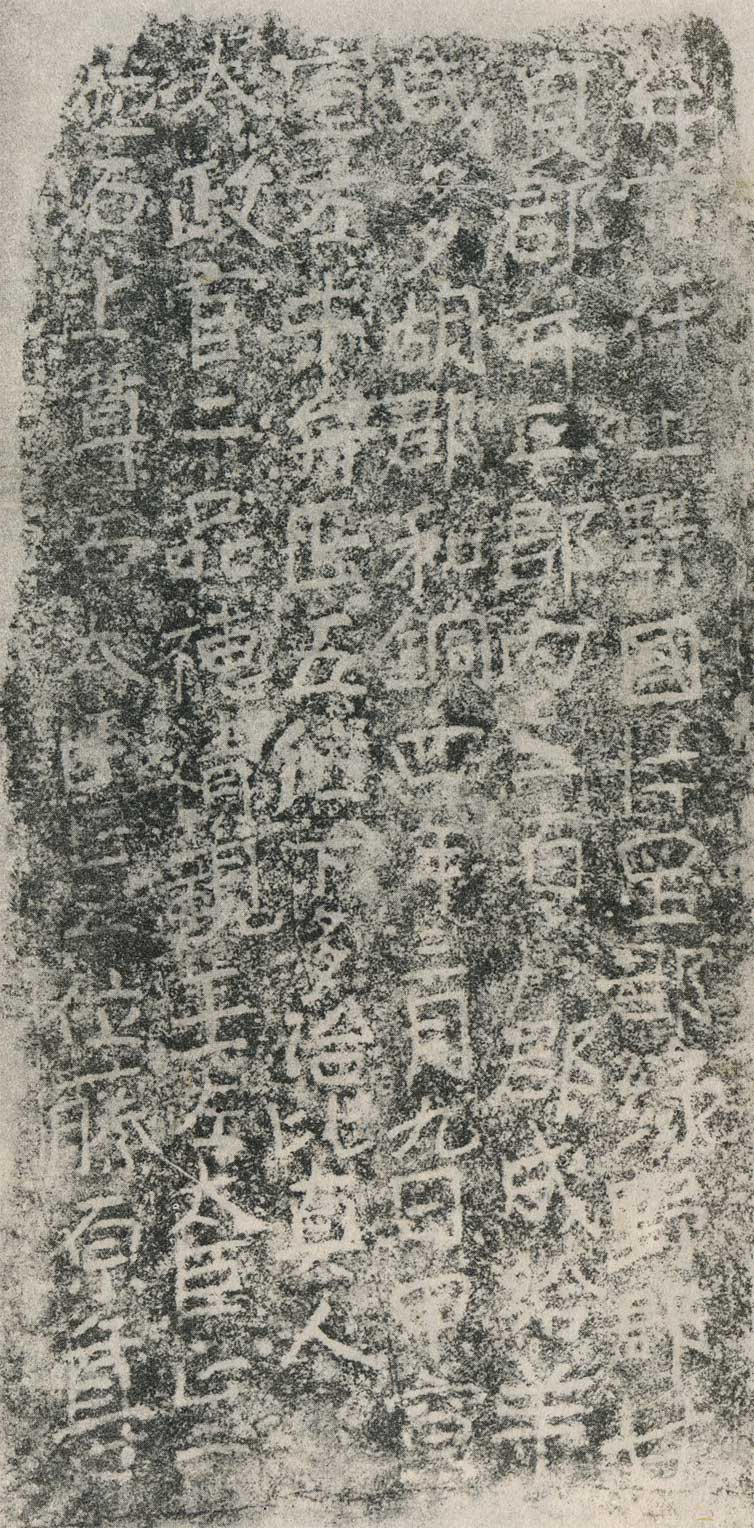
多胡碑
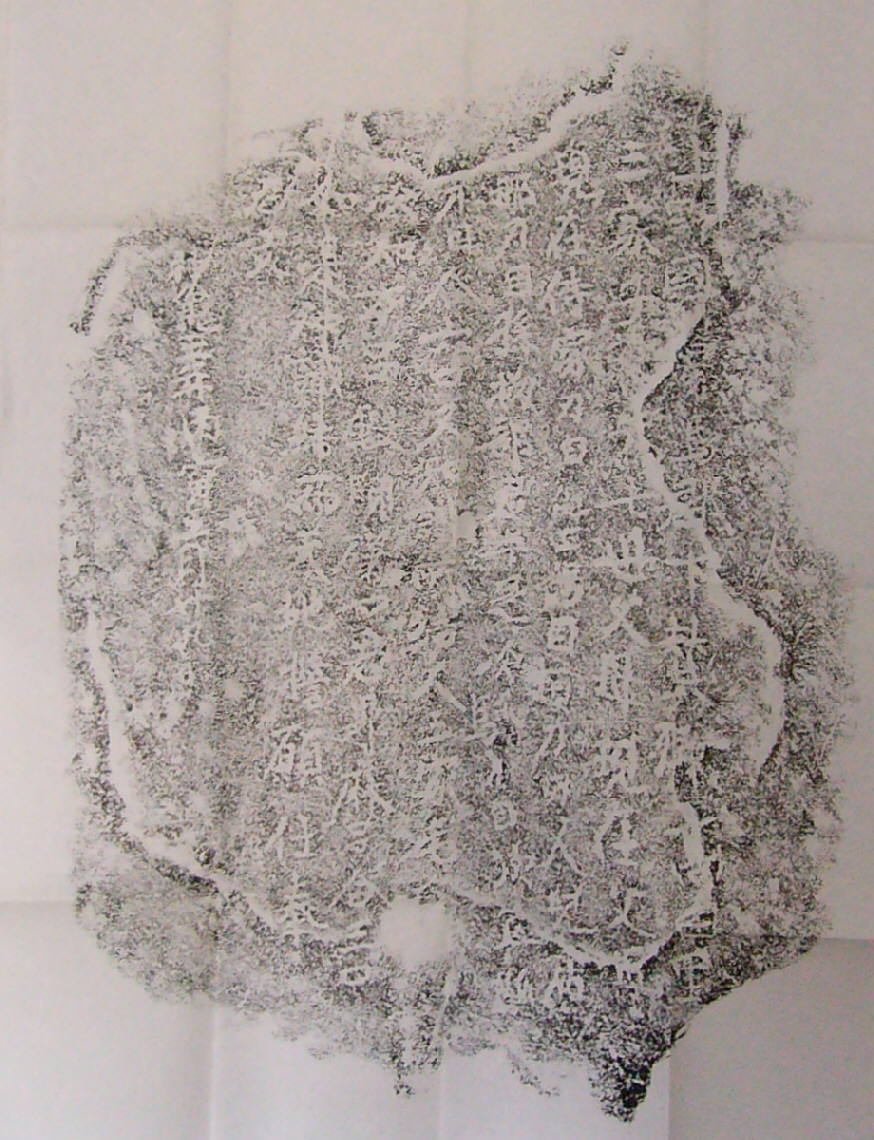
金井沢碑
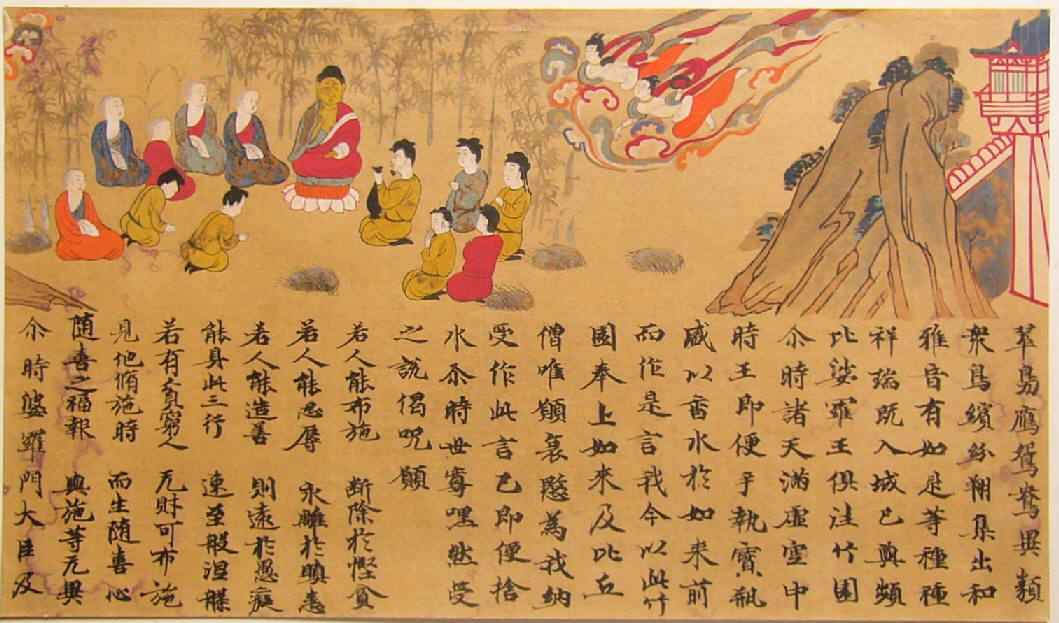
絵因果経
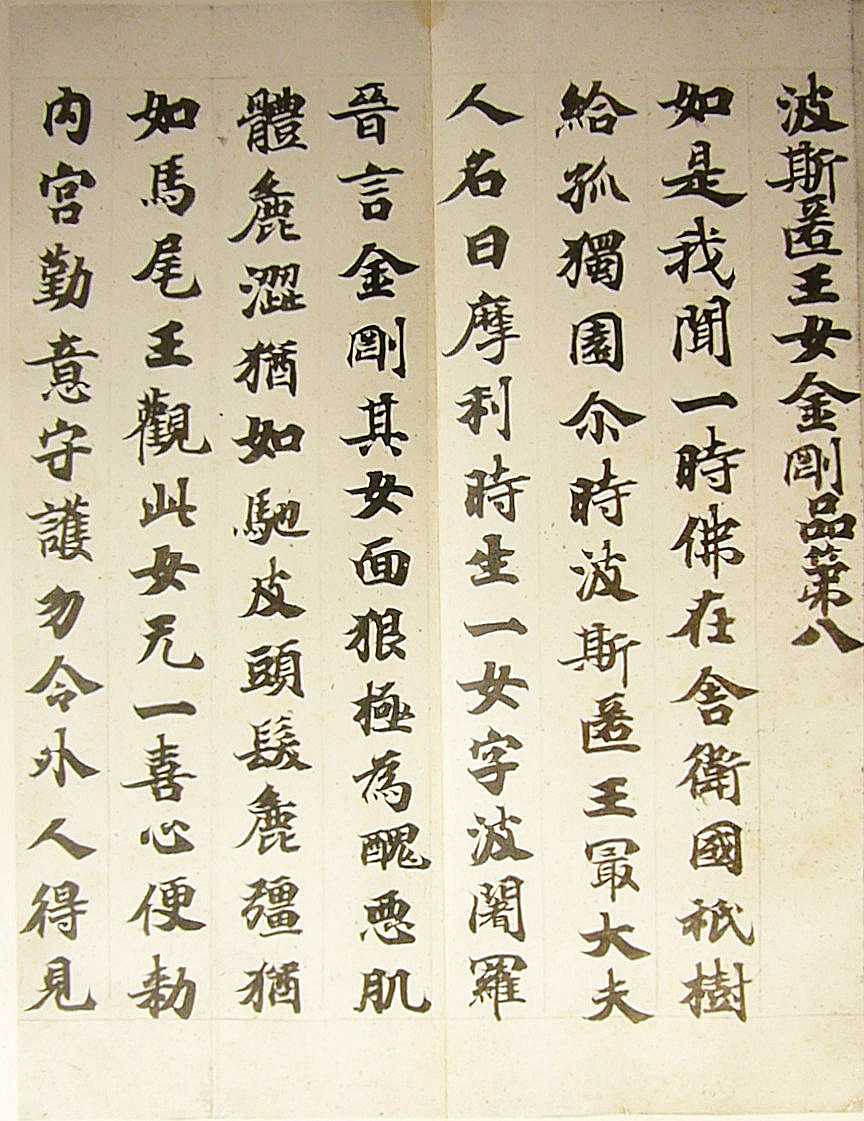
賢愚経（大聖武）
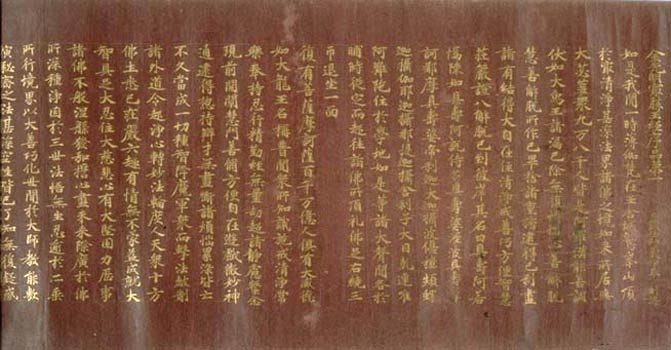
紫紙金字金光明最勝王経
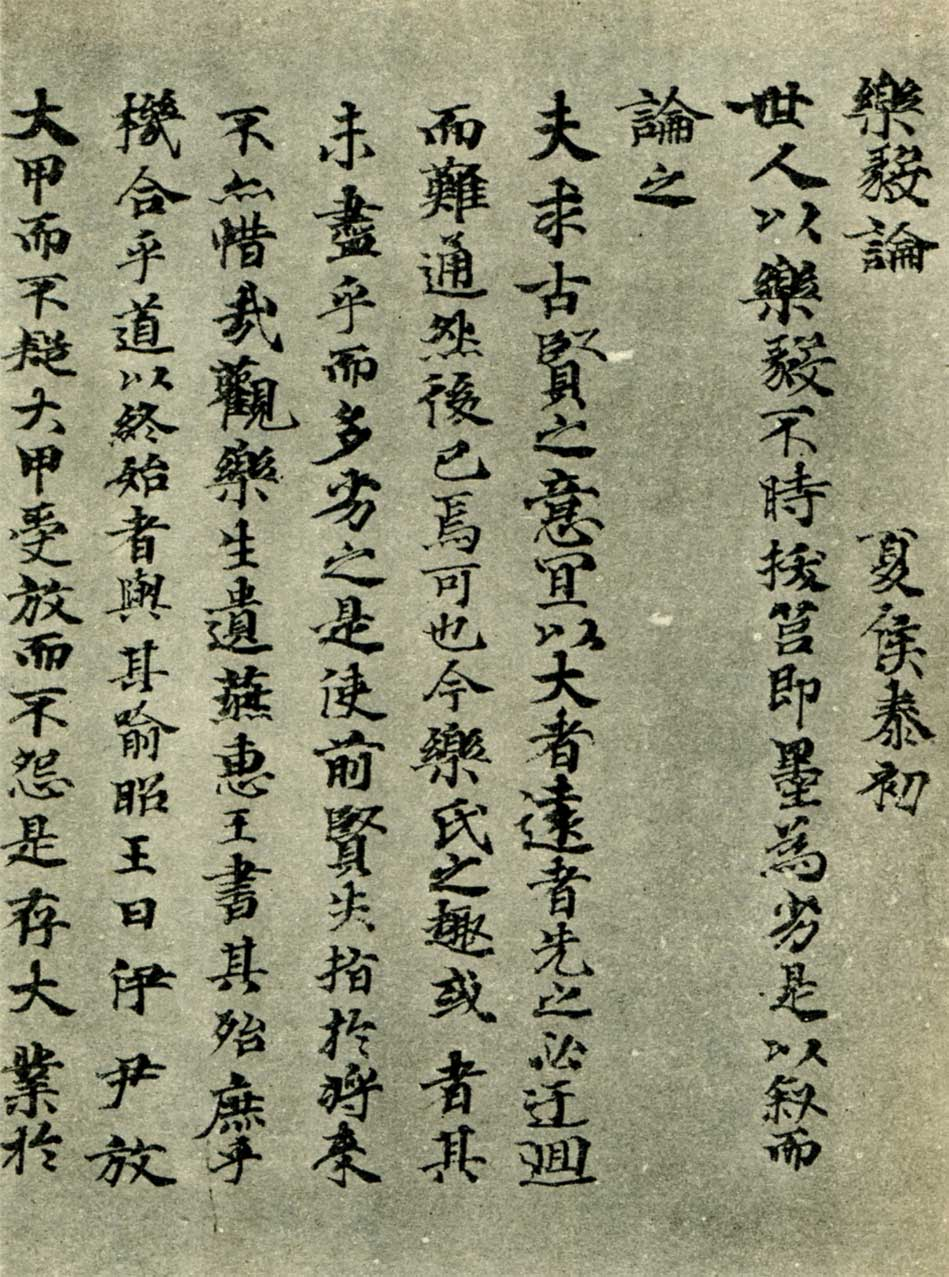
光明皇后・楽毅論
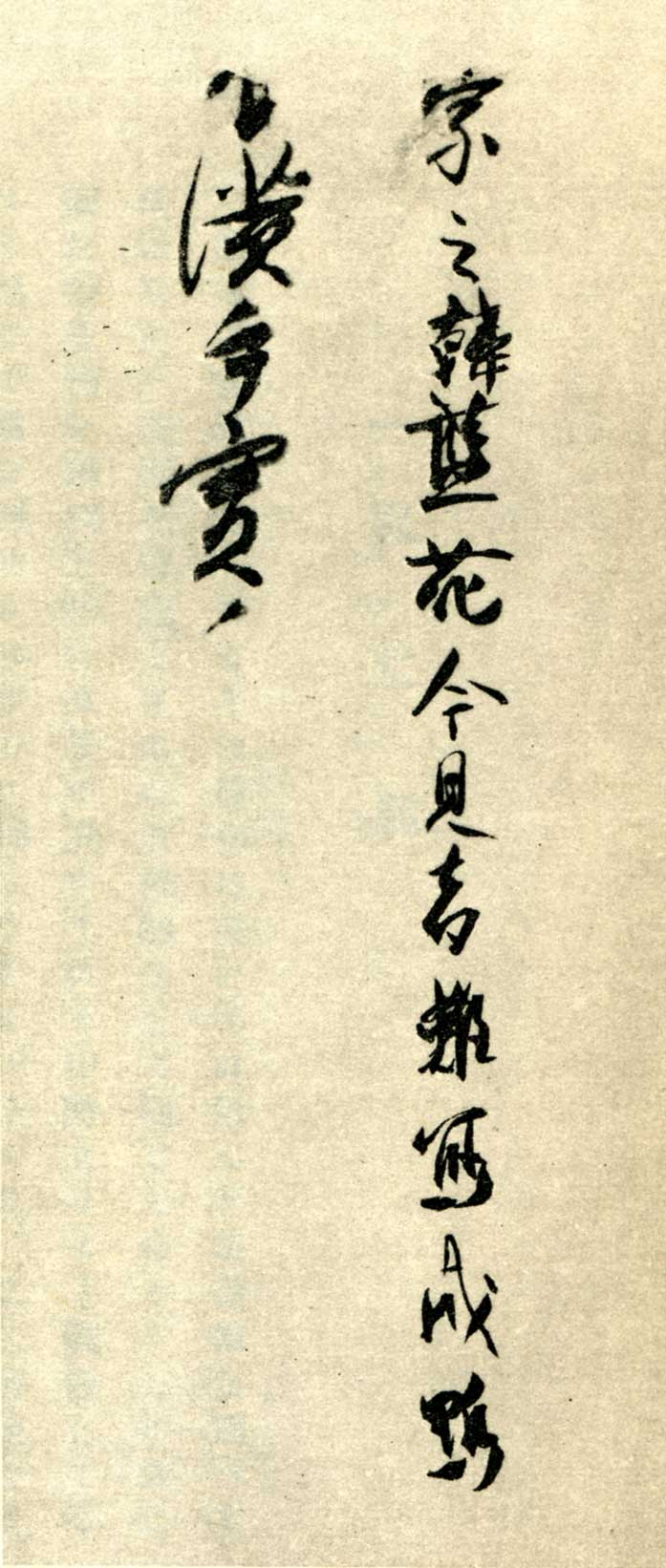
韓藍花歌切

| 筆跡名                             | 筆者          | 年代          | 書体、書風               | 現所在                                         |
| ---------------------------------- | ------------- | ------------- | ------------------------ | ---------------------------------------------- |
| 多胡碑                             | 不明          | 711年         | 楷書、鄭道昭風           | 群馬県多野郡                                   |
| 長屋王発願大般若経（和銅経）       | 6,7人の写経生 | 712年         | 楷書、隋風               | 太平寺、見性庵、常明寺、根津美術館ほか諸家分蔵 |
| 太安万侶墓誌                       | 不明          | 723年         | 楷書                     | 文化庁（奈良県立橿原考古学研究所保管）         |
| 金井沢碑                           | 不明          | 726年         | 隷書                     | 群馬県高崎市                                   |
| 長屋王発願大般若経（神亀経）       | 張上福        | 728年         | 楷書、初唐風             | 根津美術館、東京国立博物館など                 |
| 絵因果経                           | 不明          | 729年 - 748年 | 楷書                     | 東京芸術大学、上品蓮台寺、醍醐寺ほか           |
| 小治田安万侶墓誌                   | 不明          | 729年         | 楷書                     | 東京国立博物館                                 |
| 雑集                               | 聖武天皇      | 731年         | 楷書、褚遂良風・王羲之風 | 正倉院                                         |
| 聖武天皇勅願一切経                 | 治部卿門部王  | 734年         | 楷書、唐風               | 檀王法林寺ほか                                 |
| 賢愚経（大聖武）                   | 伝聖武天皇    | 740年以後     | 楷書、六朝風             | 東大寺ほか                                     |
| 光明皇后発願一切経（五月一日願経） | 不明          | 740年         | 隋唐風                   | 正倉院ほか                                     |
| 紫紙金字金光明最勝王経（国分寺経） | 不明          | 741年         | 楷書                     | 奈良国立博物館、高野山龍光院ほか               |
| 楽毅論                             | 光明皇后      | 744年         | 楷書、王羲之風（臨書）   | 正倉院                                         |
| 杜家立成雑書要略                   | 光明皇后      | 不詳          | 行書、王羲之風           | 正倉院                                         |
| 紺紙銀字華厳経（二月堂焼経）       | 不明          | 745年ごろ     | 楷書、初唐風             | 東大寺ほか                                     |
| 韓藍花歌切                         | 不明          | 751年ごろ     | 行書（万葉仮名）         | 正倉院                                         |
| 写経所食口帳断簡                   | 不明          | 8世紀ごろ     | 行書                     | フォッグ美術館                                 |
| 東大寺献物帳                       | 不明          | 756年 - 758年 | 楷書                     | 正倉院                                         |
| 法隆寺献物帳                       | 不明          | 756年         | 楷書                     | 東京国立博物館                                 |
| 正倉院万葉仮名文書2通              | 不明          | 762年以前     | 行草（万葉仮名）         | 正倉院                                         |
| 多賀城碑                           | 不明          | 762年         | 楷書、六朝風             | 宮城県多賀城市                                 |
| 石川年足墓誌                       | 不明          | 762年         | 楷書                     | 個人蔵                                         |
| 称徳天皇勅願一切経（神護景雲経）   | 不明          | 768年         | 楷書                     | 正倉院ほか                                     |
| 仏足跡歌碑                         | 不明          | 770年ごろ     | 楷書（万葉仮名）         | 薬師寺                                         |

- 多胡碑
- 金井沢碑
- 絵因果経
- 賢愚経（大聖武）
- 紫紙金字金光明最勝王経
- 光明皇后・楽毅論
- 韓藍花歌切

## 平安時代

### 初期

『風信帖』（部分） 空海筆

延暦13年（794年）都が平安京に遷り、政治・文化の中心地となった。聖武天皇が奈良時代の天平文化の中心者であったと同様に、この時代の弘仁文化は嵯峨天皇を中心に大きく発展した。平穏な政治情勢のもと、空海、橘逸勢をはじめ多くの名家が輩出し、名筆が遺存した時代である。
晋唐の書の流行と三筆

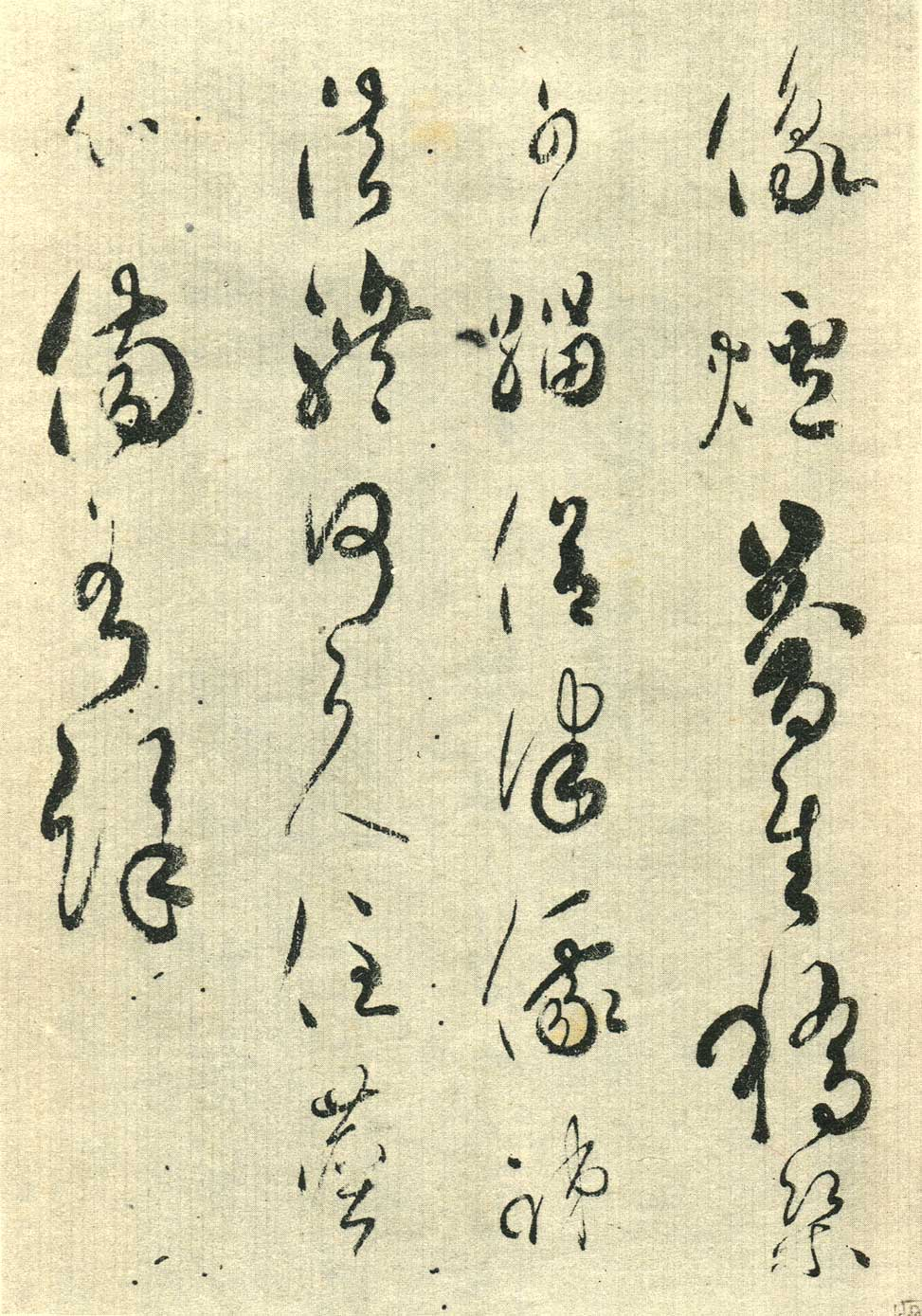
『哭澄上人詩』（部分）嵯峨天皇宸翰

延暦23年（804年）に遣唐使が派遣され、最澄、空海、橘逸勢らが入唐した。このころ、唐の文化はすでに衰頽期に入っており、彼らは当時の新風を模せず、晋および初唐の書を自主的に摂取し、王羲之や唐人の書跡などを日本に伝えた。晋唐の書風は日本の宮廷社会で愛好され、ことに嵯峨天皇は唐風を好み、宮城（きゅうじょう）の門額の名称を唐風に改め、自らも門額を書き、当時、書名の高かった空海・橘逸勢にも同様に門額を書かせた。この3人（嵯峨天皇・空海・橘逸勢）は平安時代初期の第一の能書として三筆と称された。特に空海は日本の王羲之ともいうべき不世出の能書であり、その重厚で装飾的な書風は大師流と称されている。また、この三筆の時代に特筆すべき能書として最澄がおり、嵯峨天皇の宸翰に最澄の入滅をなげき悲しんだ草書体の『哭澄上人詩』（こくちょうしょうにんし）がある。

空海・風信帖（風信帖）
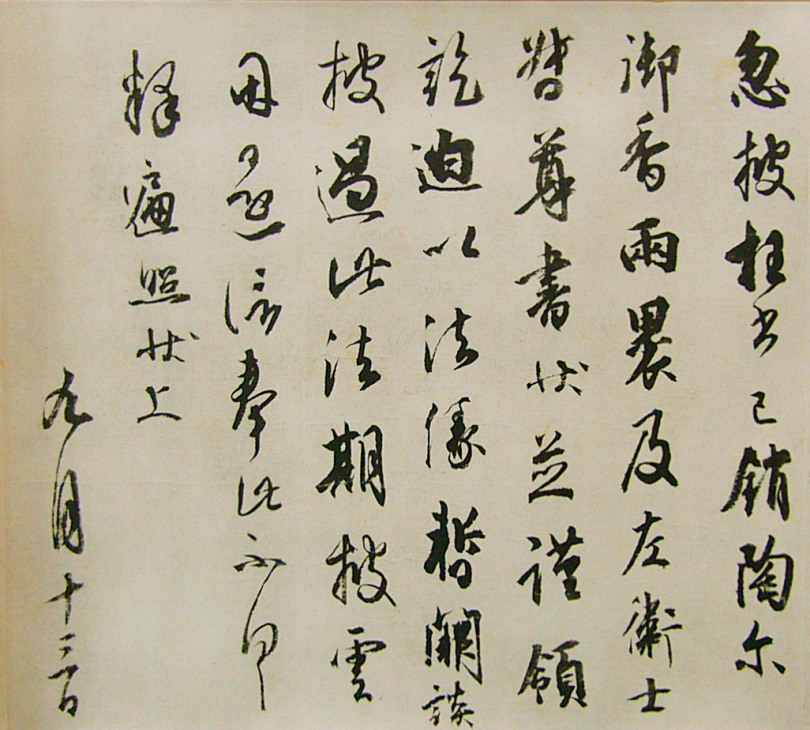
空海・風信帖（忽披帖）
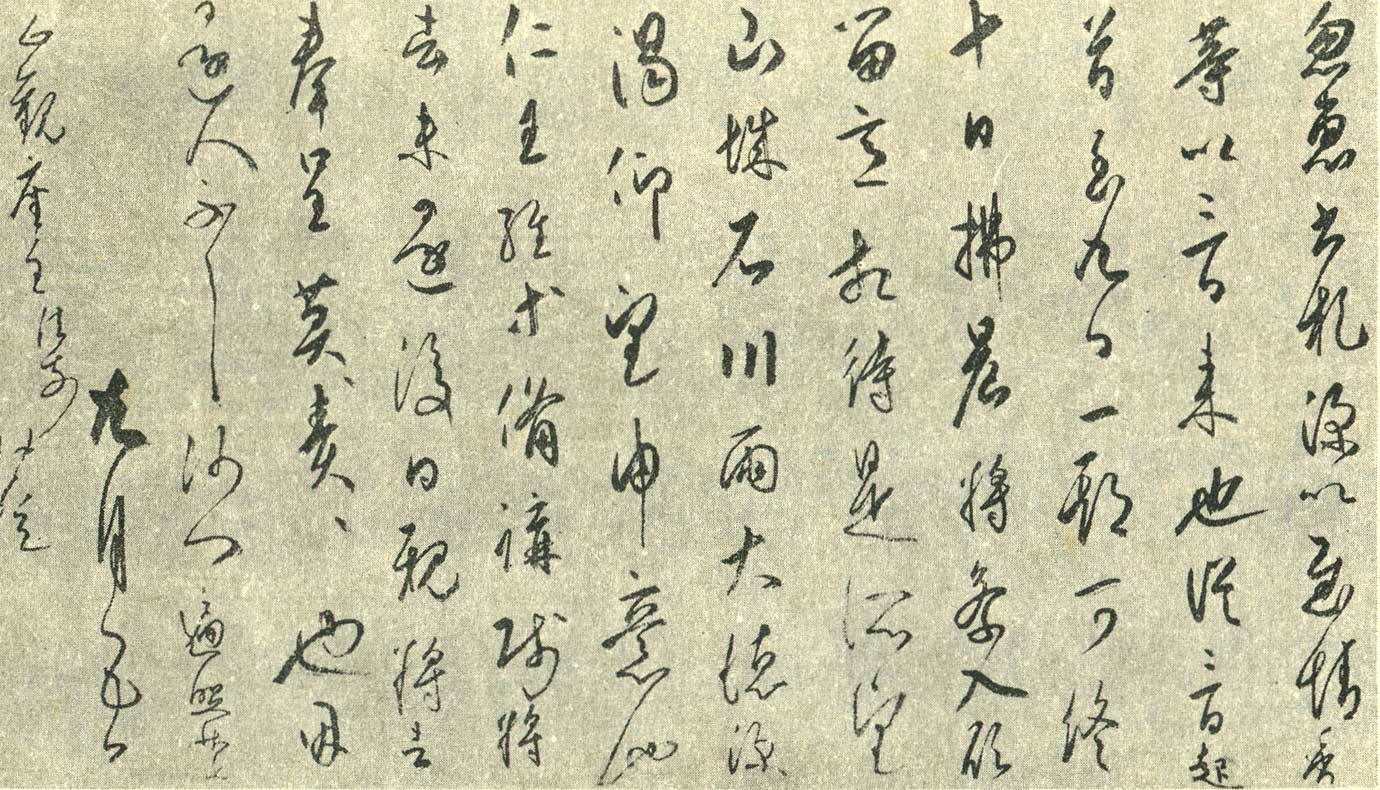
空海・風信帖（忽恵帖）
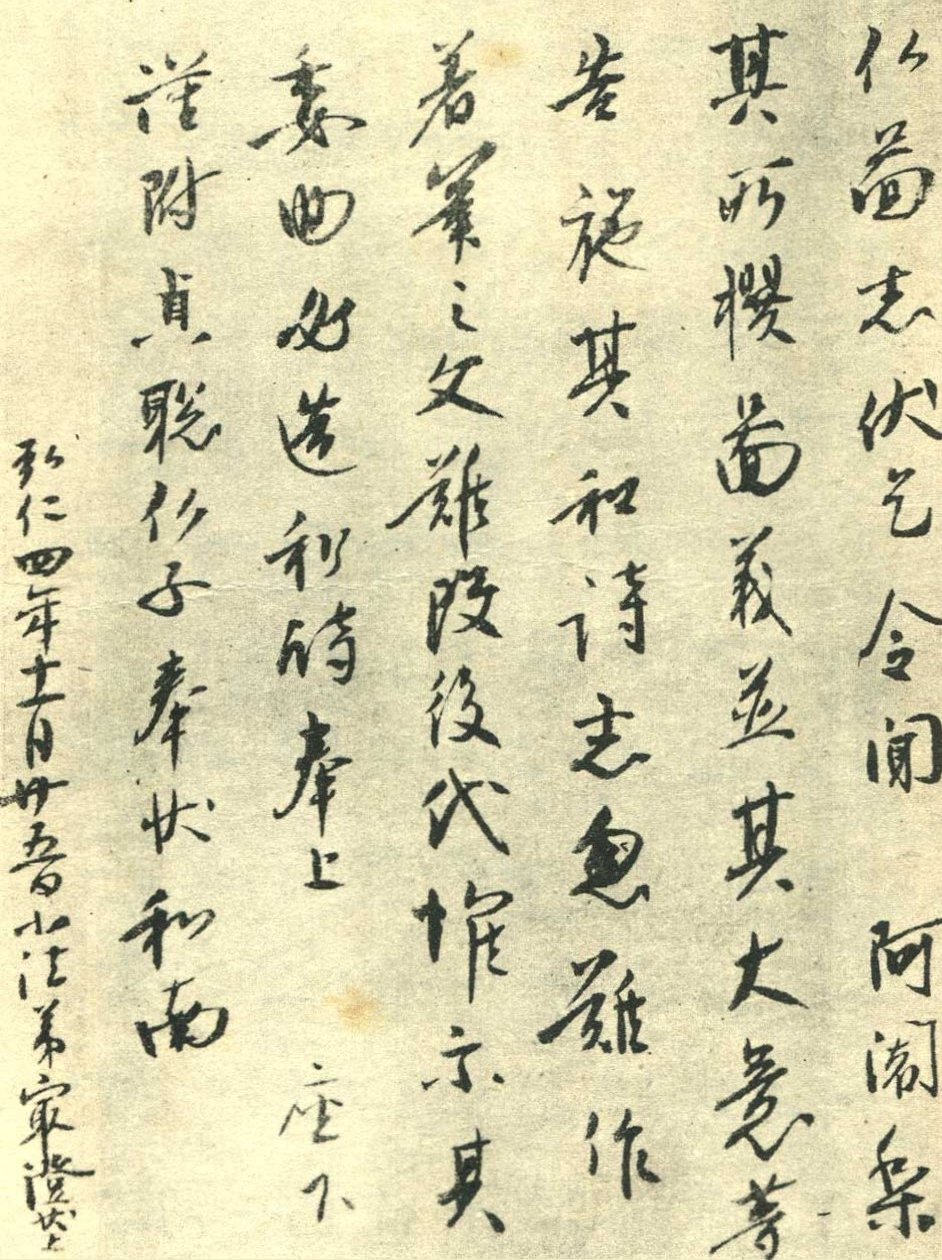
最澄・久隔帖
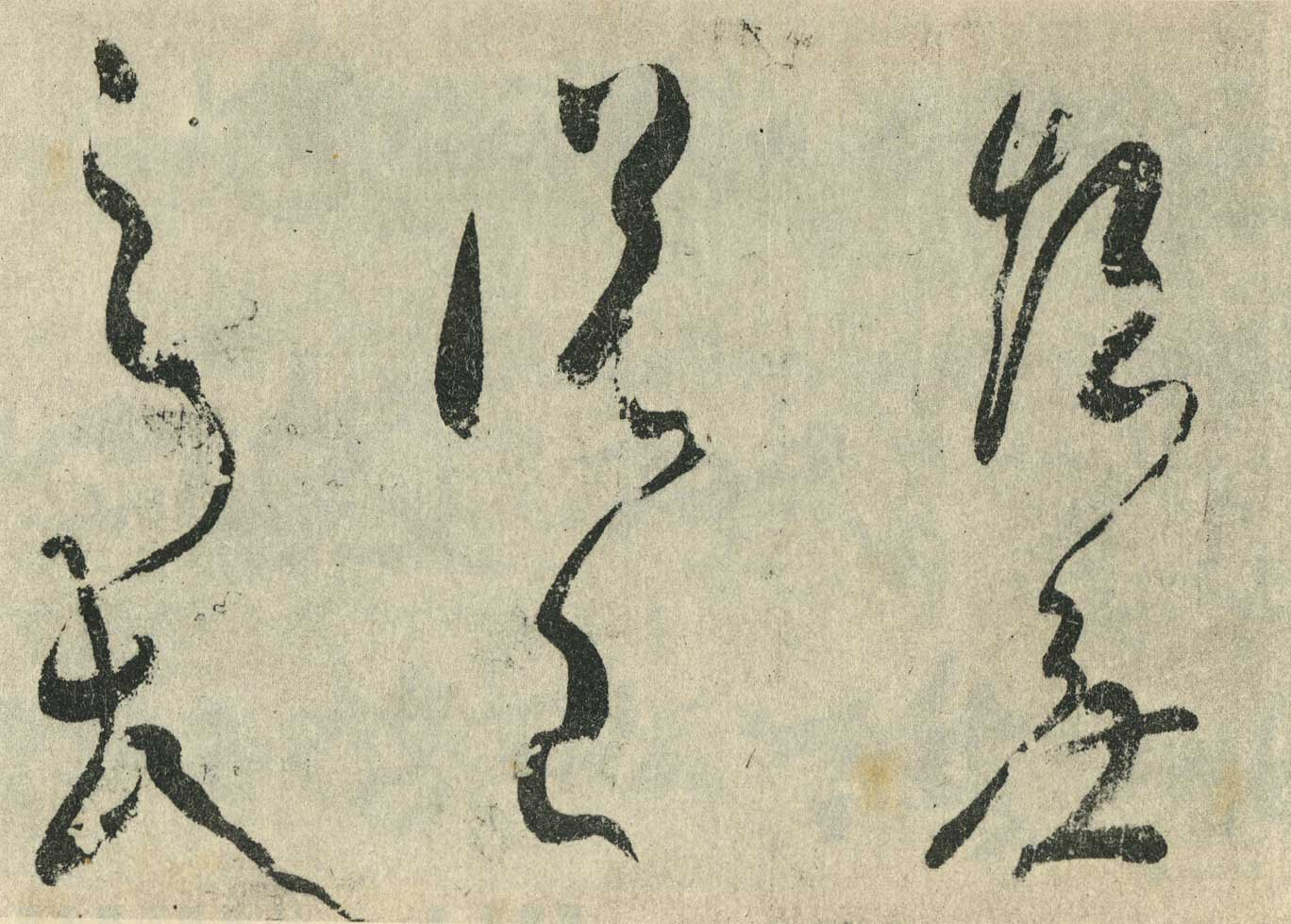
空海・崔子玉座右銘
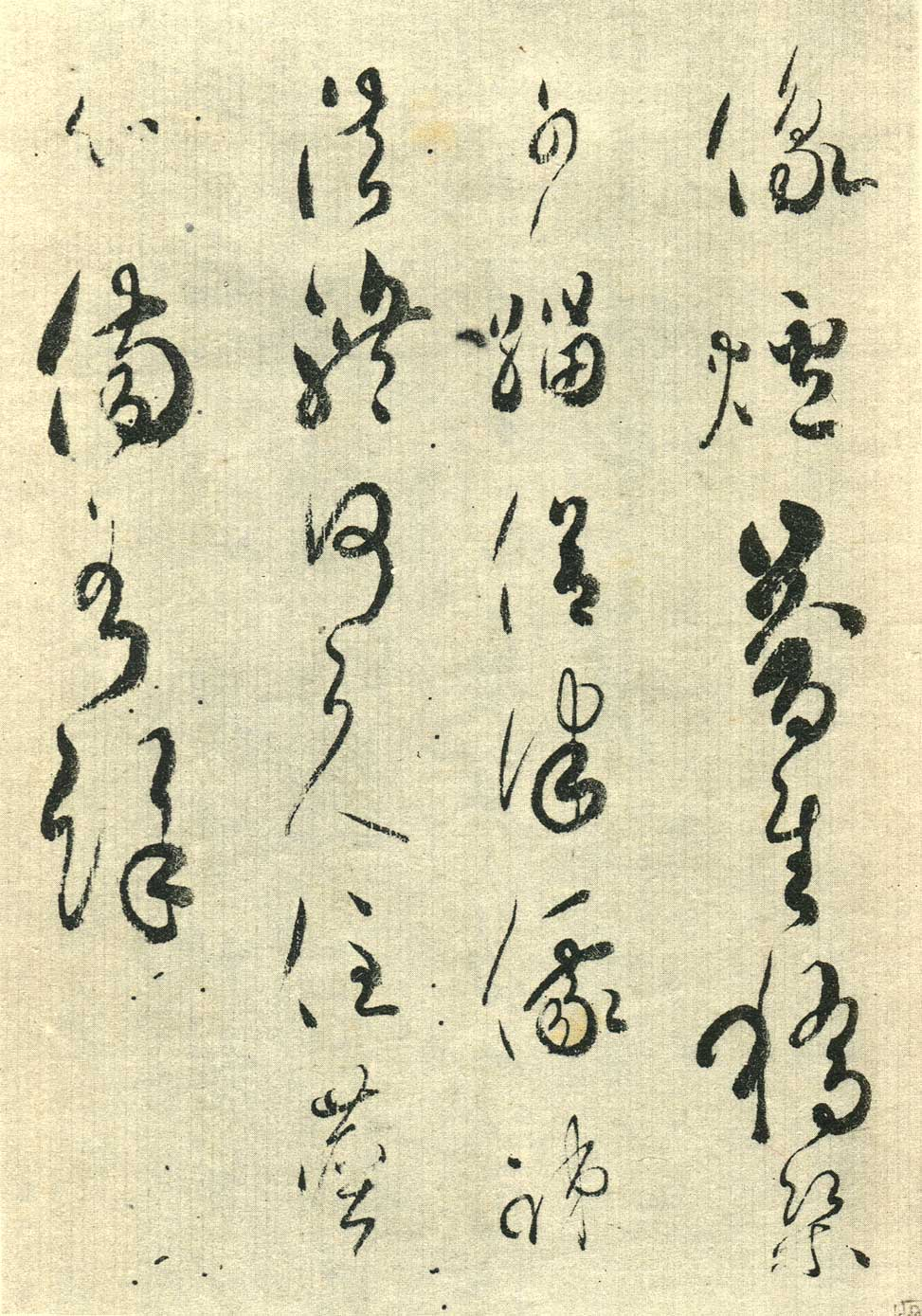
嵯峨天皇・哭澄上人詩
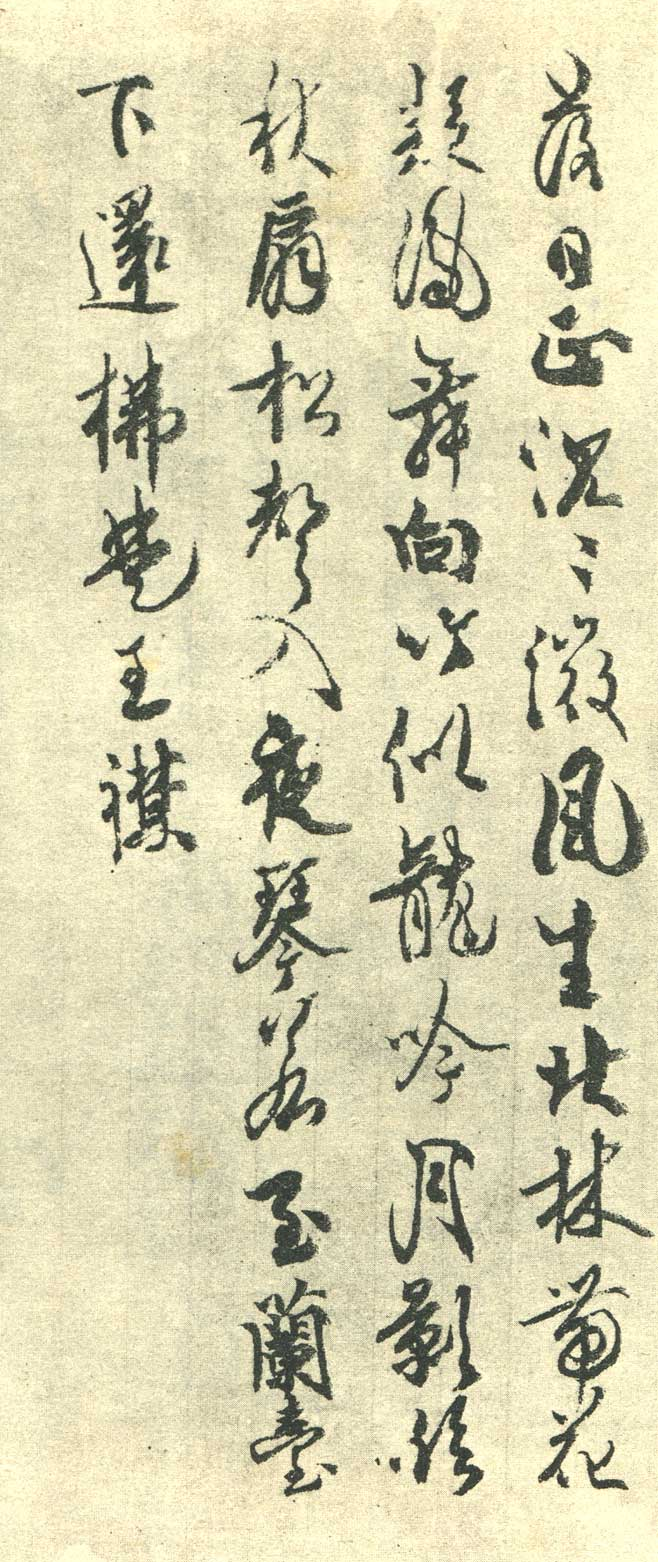
伝嵯峨天皇・李嶠百詠断簡
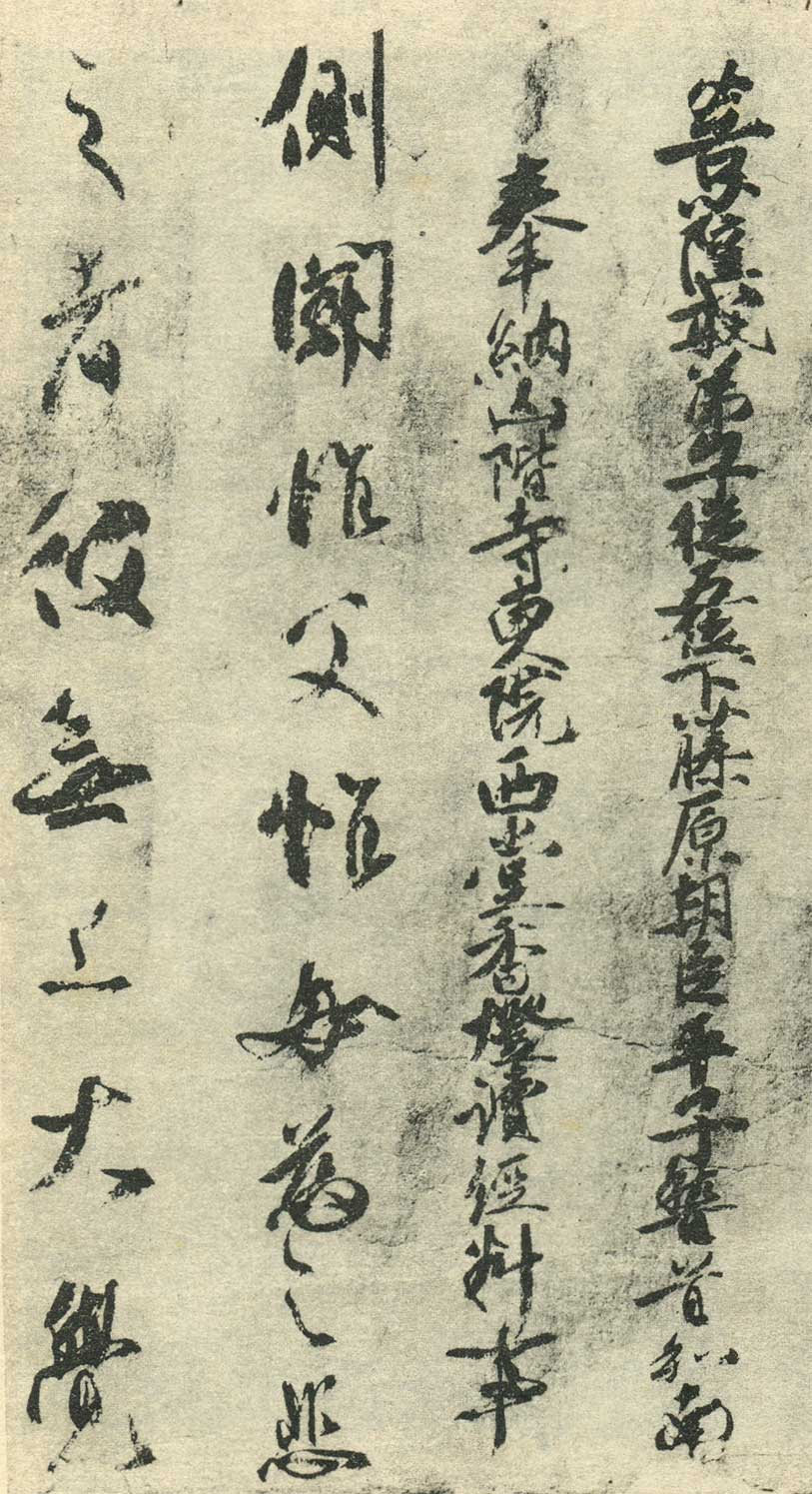
伝橘逸勢・伊都内親王願文

この時代に書名のあった人物（初期）
この時代の筆跡（初期）
| 筆跡名                   | 筆者       | 年代              | 書体、書風                   | 現所在                             |
| ------------------------ | ---------- | ----------------- | ---------------------------- | ---------------------------------- |
| 三十帖冊子               | 空海       | 805年             | 楷行草                       | 仁和寺                             |
| 請来目録（越州録）       | 最澄       | 805年             | 楷書、王羲之風               | 延暦寺                             |
| 羯磨金剛目録             | 最澄       | 811年             | 行書、王羲之風               | 延暦寺                             |
| 風信帖                   | 空海       | 812年ごろ         | 行草、王羲之風               | 東寺                               |
| 灌頂歴名                 | 空海       | 812年             | 行書、王羲之風・顔真卿風     | 神護寺                             |
| 金剛般若経開題           | 空海       | 813年             | 草書                         | 京都国立博物館、奈良国立博物館ほか |
| 久隔帖                   | 最澄       | 813年             | 行書、集字聖教序風           | 奈良国立博物館                     |
| 興福寺南円堂銅燈台銘     | 伝橘逸勢   | 816年             | 楷書、晋唐風                 |                                    |
| 般若心経                 | 嵯峨天皇   | 818年             | 楷書、欧陽詢風               |                                    |
| 崔子玉座右銘             | 空海       | 820年ごろ         | 草書                         | 高野山宝亀院ほか                   |
| 哭澄上人詩               | 嵯峨天皇   | 822年             | 草書、大師流                 | 個人蔵                             |
| 光定戒牒                 | 嵯峨天皇   | 823年             | 楷行草、欧陽詢風・大師流     | 延暦寺                             |
| 李嶠百詠断簡             | 伝嵯峨天皇 | 不詳              | 行書、欧陽詢風               | 御物                               |
| 伊都内親王願文           | 伝橘逸勢   | 833年             | 行草、王羲之風・唐風         | 御物                               |
| 三聚浄戒示               | 円仁       | 848年 - 860年ごろ | 行書、橘逸勢風               | 園城寺                             |
| 充内供奉持念禅師治部省牒 | 藤原関雄   | 850年ごろ         | 行書、唐風                   | 東京国立博物館                     |
| 太政官給公験牒           | 時原春風   | 866年             | 楷書、唐風                   | 園城寺                             |
| 藤原有年申文             | 藤原有年   | 867年             | 草書・万葉仮名・草仮名・かな | 東京国立博物館                     |
| 神護寺鐘銘               | 藤原敏行   | 875年             | 楷書、不空和尚碑風           | 神護寺                             |

- 空海・風信帖（風信帖）
- 空海・風信帖（忽披帖）
- 空海・風信帖（忽恵帖）
- 最澄・久隔帖
- 空海・崔子玉座右銘
- 嵯峨天皇・哭澄上人詩
- 伝嵯峨天皇・李嶠百詠断簡
- 伝橘逸勢・伊都内親王願文

### 中期

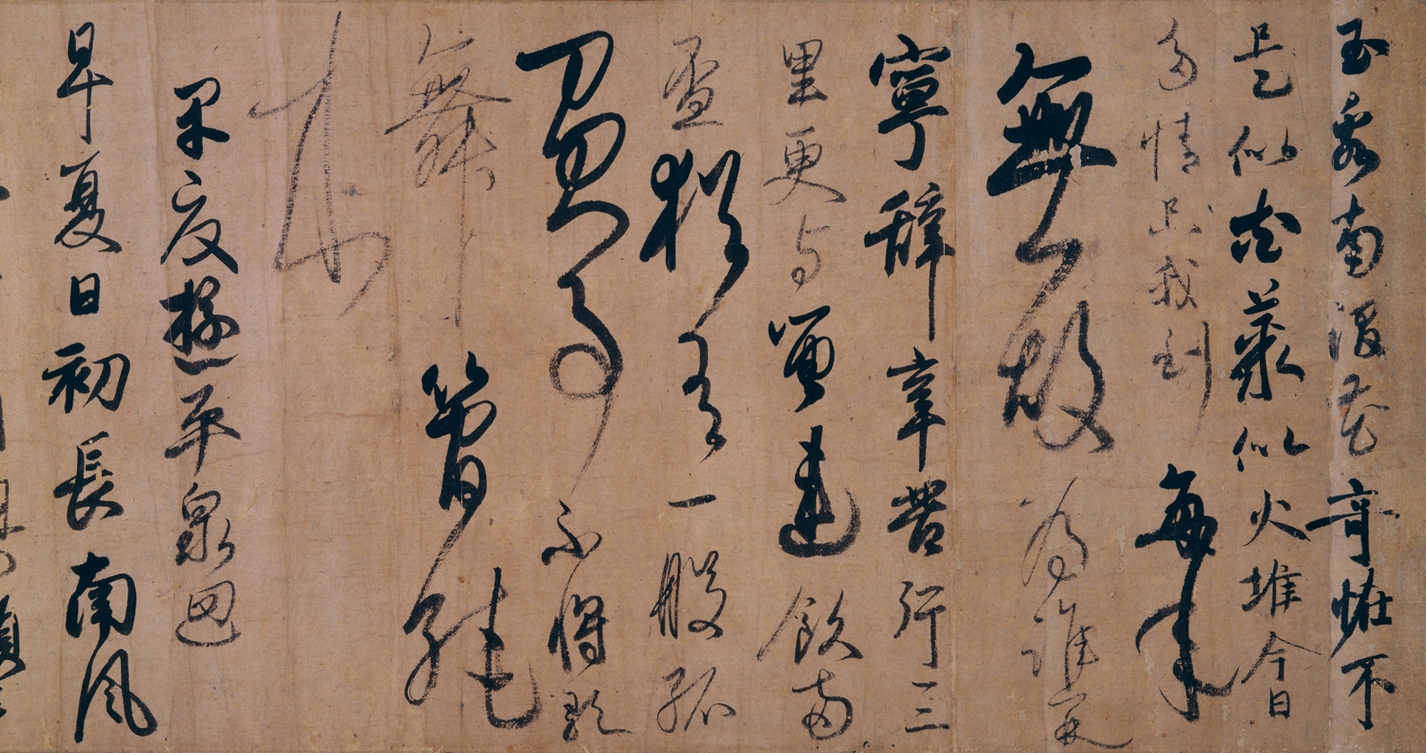
『玉泉帖』（部分）
小野道風書

宇多天皇が遣唐使を停めて以来、日本の書道は日本趣味を増した。中でも注目すべきは、かなの出現である。かくて、かなと漢字との調和が日本書道の大きな課題として提示され、これに応じて和様書道が完成された。その完成者は、小野道風である。彼の後、藤原佐理、藤原行成と、いわゆる三跡が相継ぎ、黄金時代を現出したのが中期の特色である。

#### かなの成り立ち
漢字の伝来により、漢字を使って日本語の文章を記す努力が始まり、この表記法は時代とともに変化した。『山ノ上碑』（681年）では、漢字を日本語の語順に並べ、「送りがな」や「てにをは」など後世かなで書かれる部分を記さない文章となっている。
借字（万葉仮名）

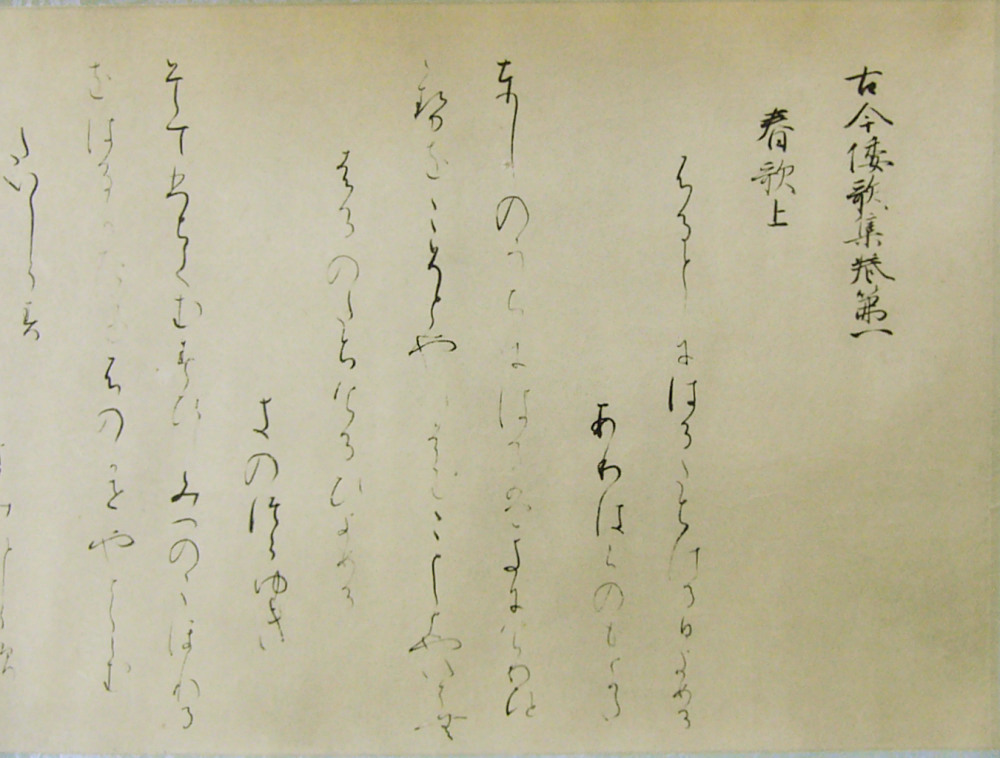
『高野切第一種』（部分）

奈良時代、天皇の命令を記した宣命という文書では、「送りがな」や「てにをは」は漢字の音を借りて小さく書き入れている。「の」には「乃」、「は」には「波」、「を」には「乎」などを一定して使っている。このように漢字を使い日本語の音に当てはめて書き記す表記法を借字（しゃくじ）という（真仮名〈まがな〉とも呼ばれる）。借字は後世（江戸時代から）万葉仮名と呼ばれるようになった。4,500首あまりの和歌を収録する『万葉集』に、この借字が用いられていることによる。和銅4年（711年）成立の『古事記』には日本語の音を表現するために、借字と漢字の訓を交えて読ませる工夫が施されている。
正倉院万葉仮名文書
『正倉院万葉仮名文書』（しょうそういんまんようがなもんじょ）とは正倉院の中倉に伝わる紙背文書で、一字一音の借字ばかりで書かれた文書2通のことである。2通のうちの1通（文頭が「和可夜之奈比乃（わがやしなひの）…」）の紙背には、天平宝字6年（762年）1月のものと考えられる記録『造石山寺所食物用帳』が記されており、この仮名文書は天平宝字6年より以前のものであることがわかる。もう1通（文頭が「布多止己呂乃（ふたところの）…」）の紙背には、天平宝字6年1月30日と2月1日付の『造石山寺公文案』という文書があり、筆者は異なるものの、前の1通と同時期に書かれたことがわかる。両文書とも行書体と草書体を交えて書かれており、1つの音には1つの字を統一して使い、あまり画数の多い字は使っておらず、現在の「かな」の感覚に近い使い方をしている。また筆者は能書ではなく、一般の人の書きぶりである。
借字の文字数の減少
奈良時代は上代特殊仮名遣により音の数は87音（最大で88音）あり、各音に対して数種から十数種の漢字をあてたため、1,000字近くの借字があった。その後、画数が少なく書きやすい字に淘汰されていったことや、甲類・乙類の混合で音の数が少なくなったことにより、平安時代後期には約300字に字母が減少した。
草仮名（草の手）、片仮名
文字数の減少と平行して字体の簡略化が進み、平安時代初期、借字を草書体で美しく表現した草仮名（そうがな）が使われた。草仮名の筆跡として、『秋萩帖』（あきはぎじょう）、『綾地歌切』（あやじうたぎれ）などがある。草仮名は草の手（そうのて）とも呼ばれた。「手」とは筆跡のことである。
また、主として借字の一部を用いて片仮名が誕生した。片仮名は平安時代初期のころより僧侶が経典を読むための訓点として、その行間や余白に記入したのが最初である。小さく書けること、速く書けることの必要性から当初から記号的な性質の強いものだった。平安時代の中ごろになって現在の片仮名に近くなったが、それまではもとの漢字の字形に近いものも多く、筆者による差異が小さくなかった。
女手（平仮名）

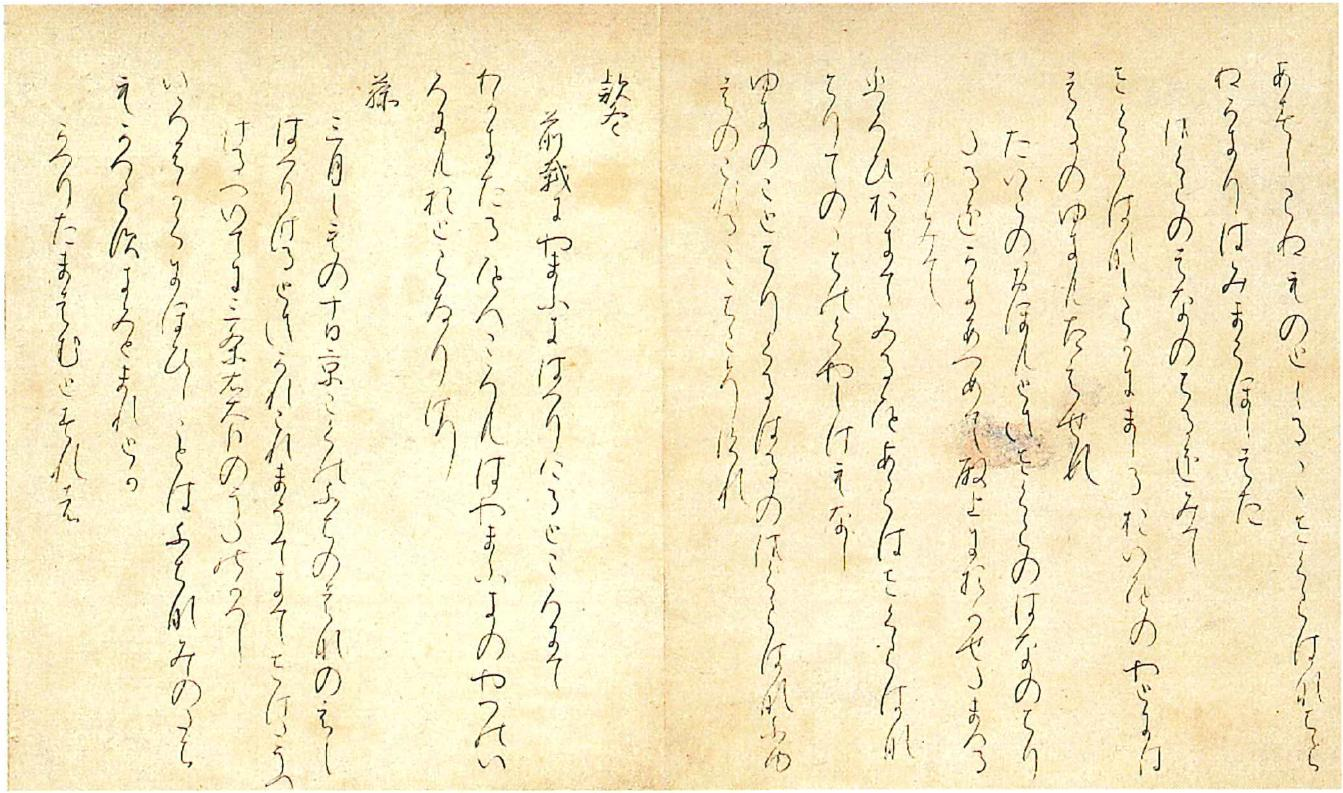
『堤中納言集』（部分）
伝紀貫之書

平安時代中期になると、草仮名をさらに崩し簡略化して記した仮名すなわち平仮名が誕生する。当時の仮名は数字分を続け字にするいわゆる連綿でもって綴られ、女性が使うことが多かったことから女手（おんなで）とも称した。これは貴族をはじめとする宮中の男子官人がその職務上、漢字文を多く書き記さなければならなかったことから、男の書いたものを男手（おとこで）と称したのと対照したものである。ただし仮名の文でもたいていの漢語は漢字で書くように当時慣習づけられており、女性もそれら漢語を漢字を書くことができなければ仮名の文を綴ることができなかったし、男性も和歌は女手すなわち仮名で綴っていた。このころの貴族の男女の交際はもっぱら和歌のやりとりであり、和歌の内容はもちろんのこと、仮名の書きぶりもその人物の評価を決めるひとつであった。また『古今和歌集』をはじめとする勅撰和歌集の編纂などもあって、かな書道は全盛期を迎えるに至る。
この時代に書名のあった人物（中期）
この時代の筆跡（中期）
| 筆跡名                         | 筆者           | 年代           | 書体、書風           | 現所在                   |
| ------------------------------ | -------------- | -------------- | -------------------- | ------------------------ |
| 周易抄                         | 宇多天皇       | 897年ごろ      | 行書・草仮名・片仮名 | 宮内庁                   |
| 紀家集                         | 大江朝綱       | 919年          | 行草、唐様           | 宮内庁書陵部             |
| 白詩巻                         | 醍醐天皇       | 不詳           | 草書、狂草           | 東山御文庫               |
| 智証大師諡号勅書               | 小野道風       | 927年          | 行書、和様           | 東京国立博物館           |
| 屏風土代                       | 小野道風       | 928年          | 行書、和様           | 三の丸尚蔵館             |
| 玉泉帖                         | 小野道風       | 不詳           | 楷行草、唐様・和様   | 三の丸尚蔵館             |
| 継色紙                         | 伝小野道風     | 11世紀末前半   | 草仮名・かな         | 諸家分蔵                 |
| 秋萩帖                         | 伝小野道風     | 10世紀末ごろ   | 草仮名               | 東京国立博物館           |
| 虚空蔵菩薩念誦次第紙背仮名消息 | 不明           | 967年ごろ      | かな                 | 石山寺                   |
| 詩懐紙                         | 藤原佐理       | 969年          | 行書、和様           | 香川県立ミュージアム     |
| 国中文帖                       | 藤原佐理       | 982年          | 草書                 | 春敬記念書道文庫         |
| 離洛帖                         | 藤原佐理       | 991年          | 草書                 | 畠山記念館               |
| 綾地歌切                       | 伝藤原佐理     | 不詳           | 草仮名               | 畠山記念館               |
| 稿本北山抄紙背仮名消息         | 不明           | 11世紀初頭     | かな                 | 京都国立博物館           |
| 御堂関白記                     | 藤原道長       | 998年 - 1021年 | 楷行・かな           | 陽明文庫                 |
| 稿本北山抄                     | 藤原公任       | 11世紀         | 行草                 | 京都国立博物館           |
| 巻子本和漢朗詠集               | 伝藤原公任     | 不詳           | 行草                 | 三の丸尚蔵館             |
| 白楽天詩巻                     | 藤原行成       | 1018年         | 行草、和様           | 東京国立博物館           |
| 本能寺切                       | 藤原行成       | 不詳           | 行草、和様           | 本能寺                   |
| 三宝感応要録紙背仮名消息       | 伝藤原行成     | 不詳           | かな                 | 京都鳩居堂               |
| 升色紙                         | 不明           | 11世紀後半     | かな                 | 諸家分蔵                 |
| 関戸本古今集                   | 不明           | 11世紀後半     | かな                 | 個人蔵ほか               |
| 粘葉本和漢朗詠集               | 不明           | 不詳           | 行草・かな           | 三の丸尚蔵館             |
| 高野切一種                     | 不明           | 不詳           | かな                 | 土佐山内家宝物資料館ほか |
| 高野切二種                     | 源兼行（推定） | 不詳           | かな                 | 毛利博物館ほか           |
| 高野切三種                     | 不明           | 11世紀中ごろ   | かな                 | 諸家分蔵                 |
| 寸松庵色紙                     | 不明           | 11世紀後半     | かな                 | 諸家分蔵                 |
| 藍紙本万葉集                   | 藤原伊房       | 不詳           | 行書・かな           | 京都国立博物館           |
| 堤中納言集                     | 伝紀貫之       | 不詳           | かな                 |                          |

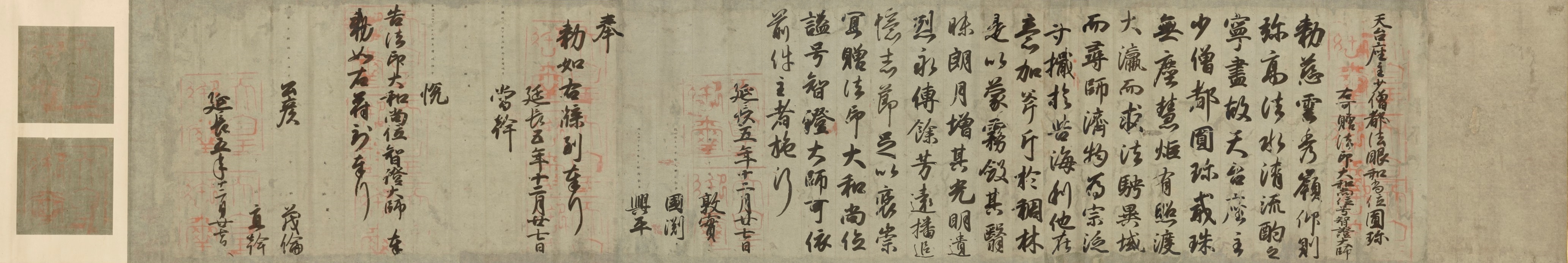
小野道風・智証大師諡号勅書
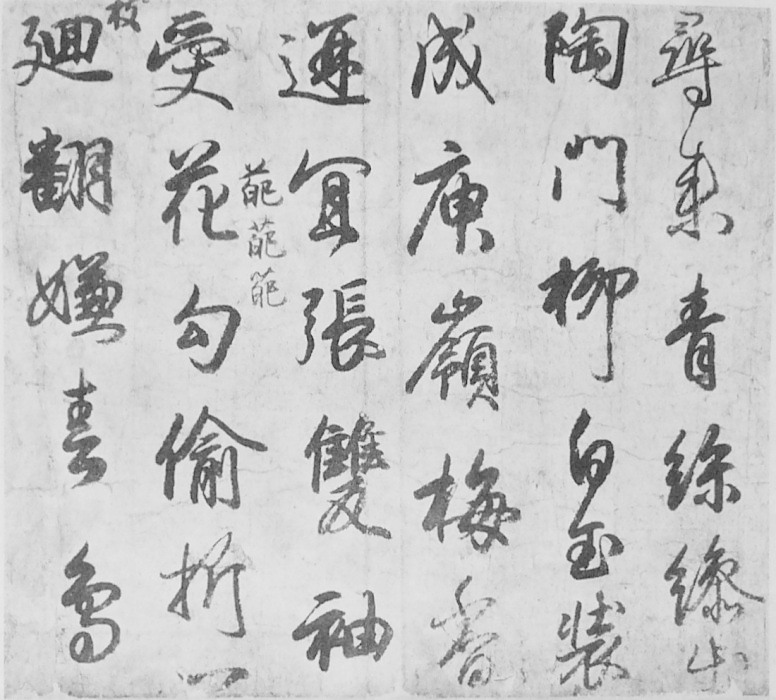
小野道風・屏風土代
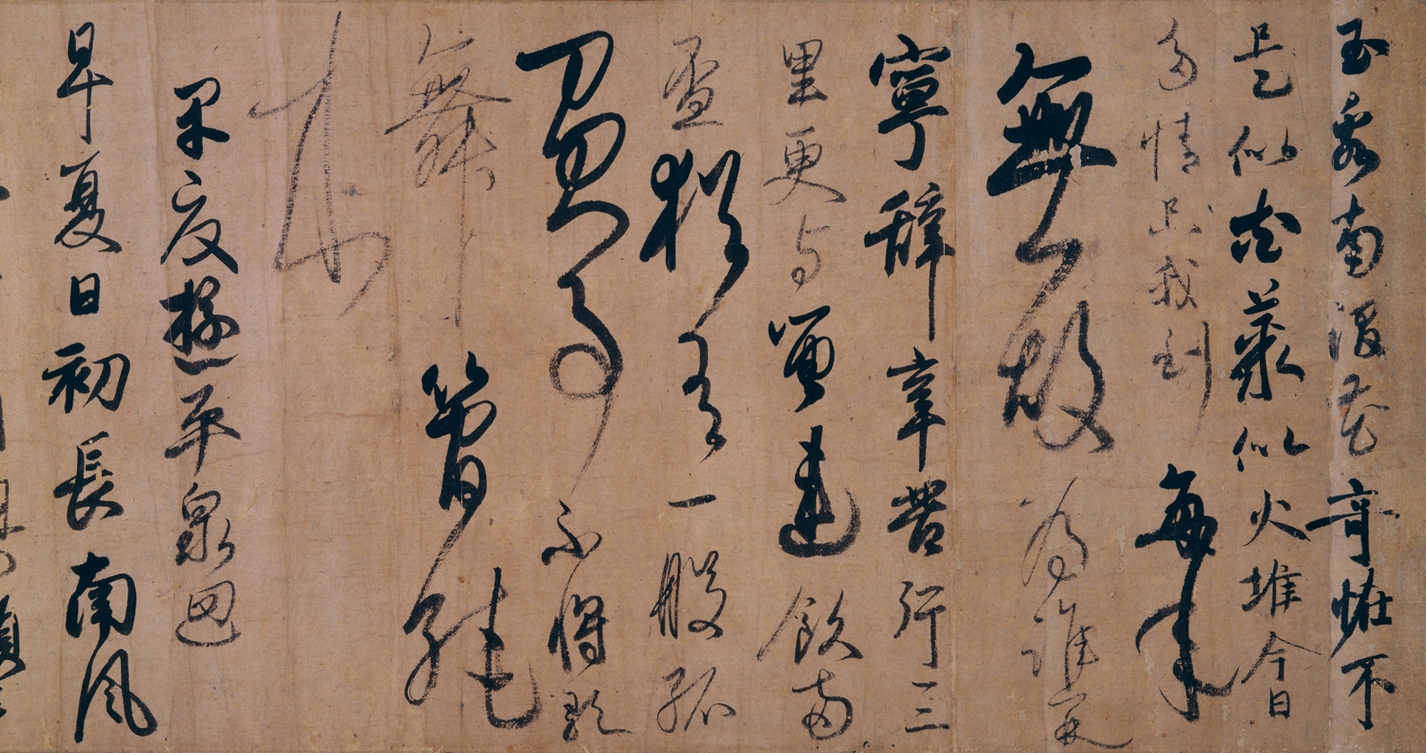
小野道風・玉泉帖
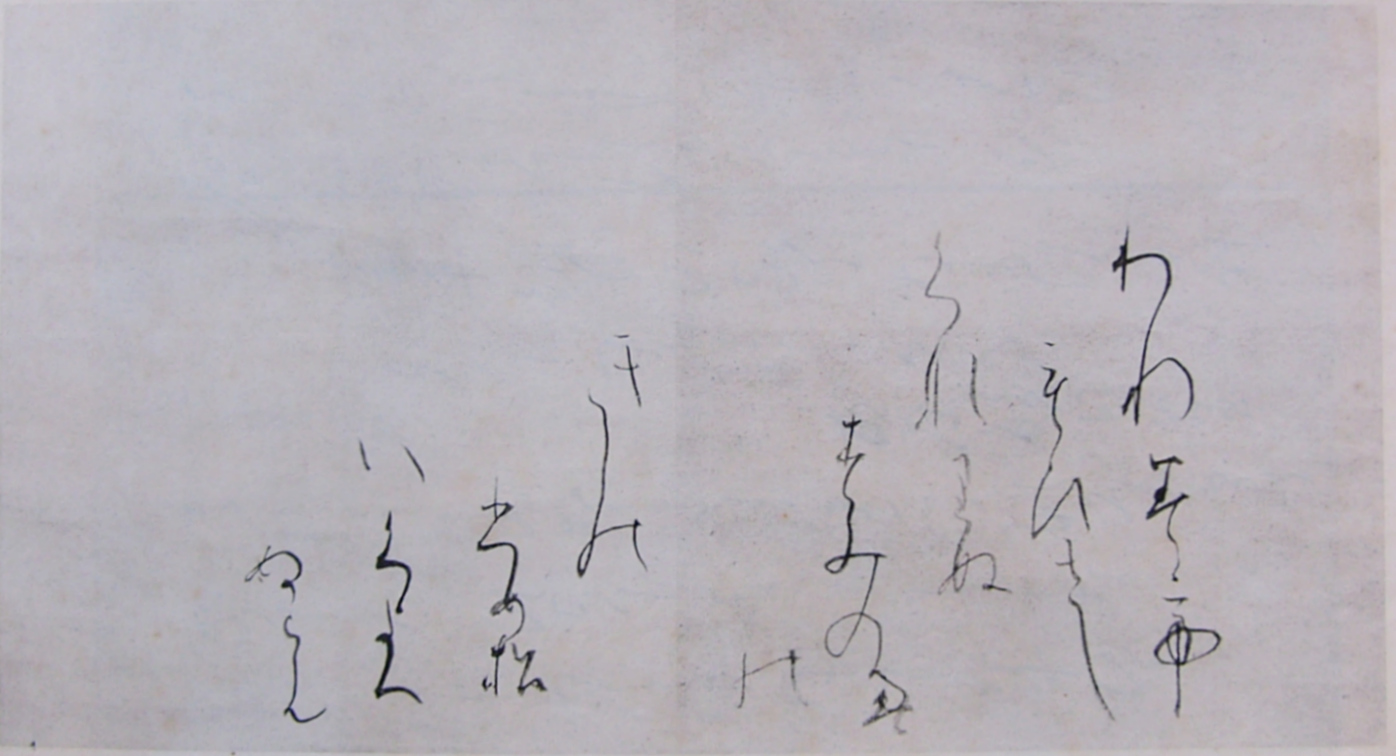
継色紙
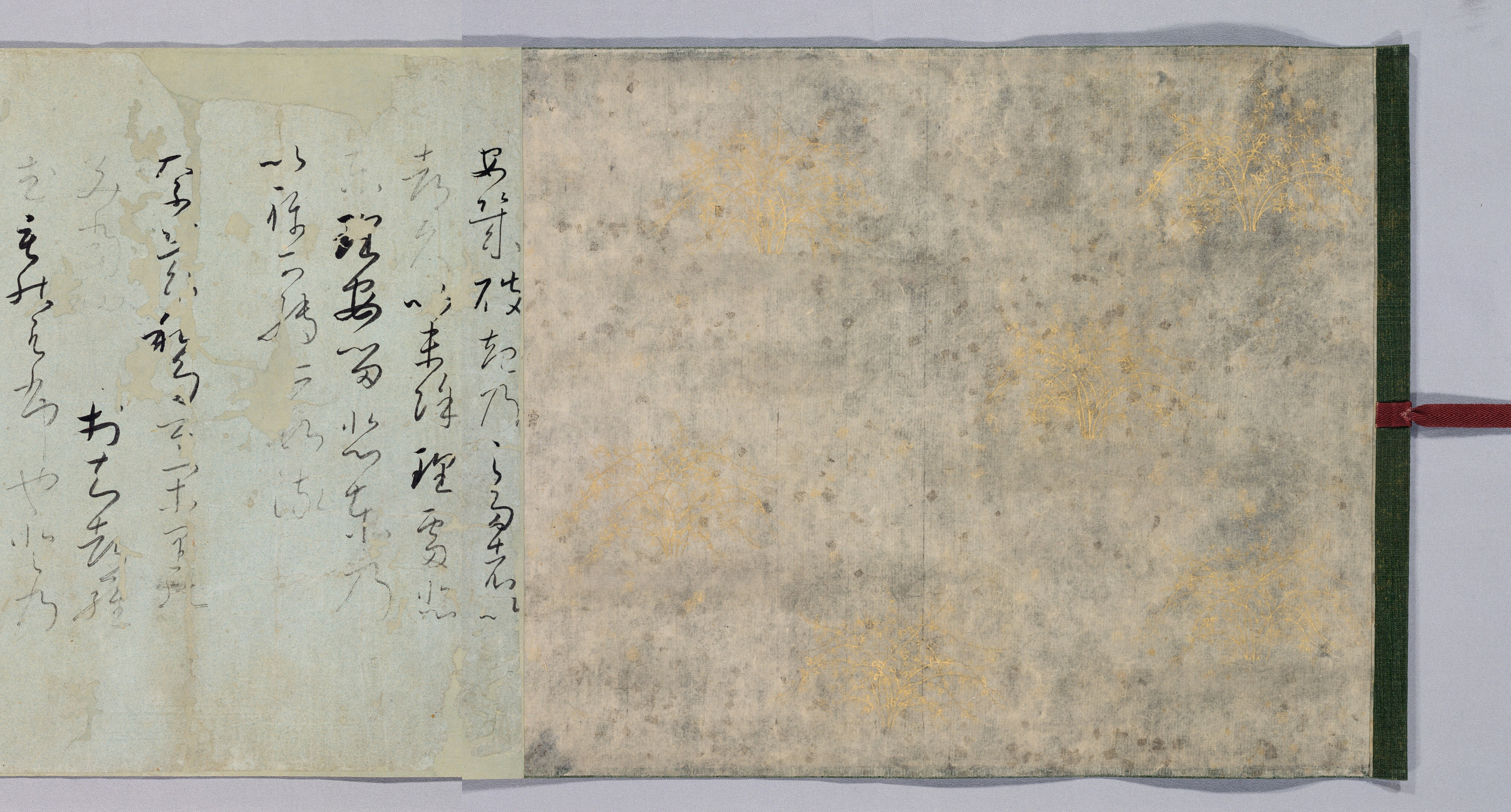
秋萩帖
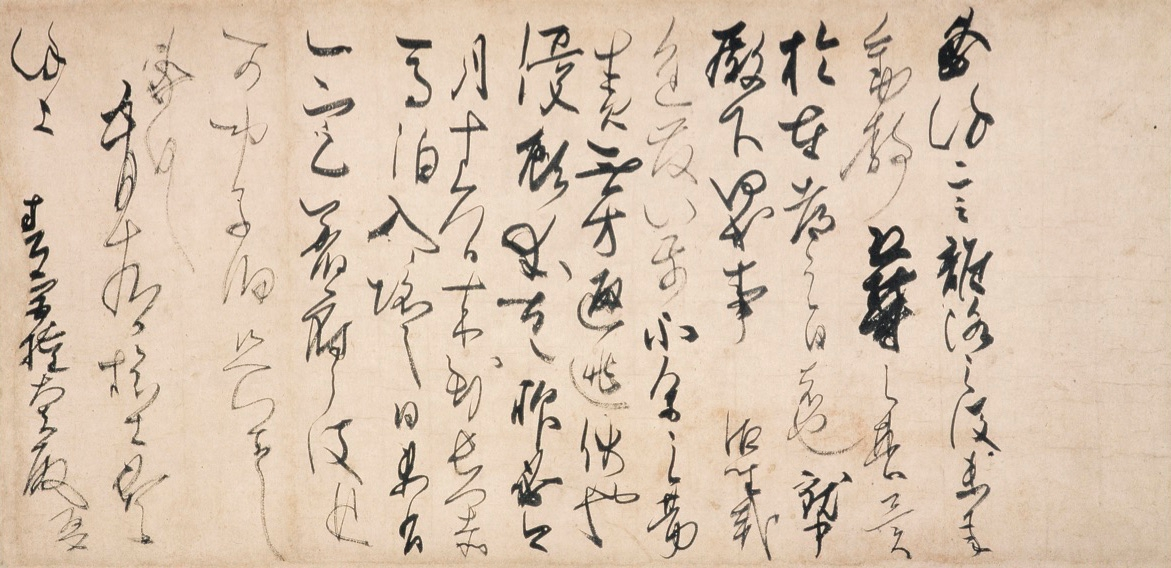
藤原佐理・離洛帖
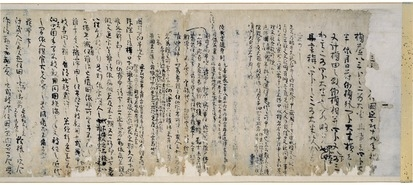
藤原公任・稿本北山抄
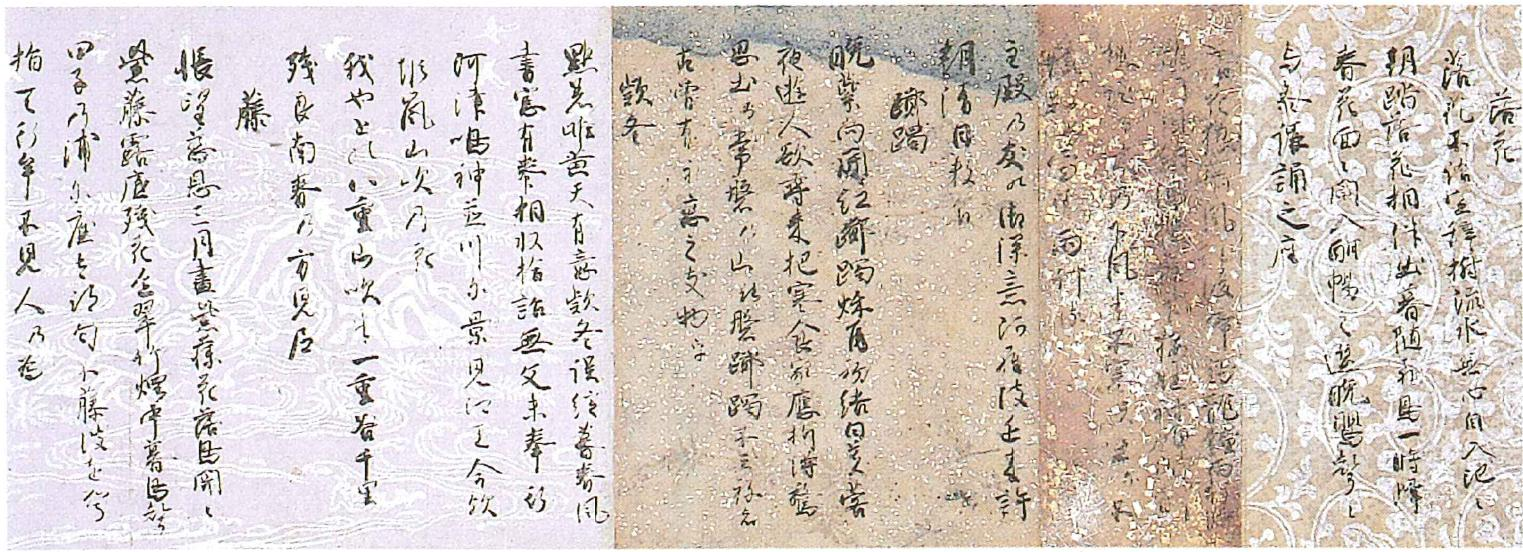
伝藤原公任・巻子本和漢朗詠集
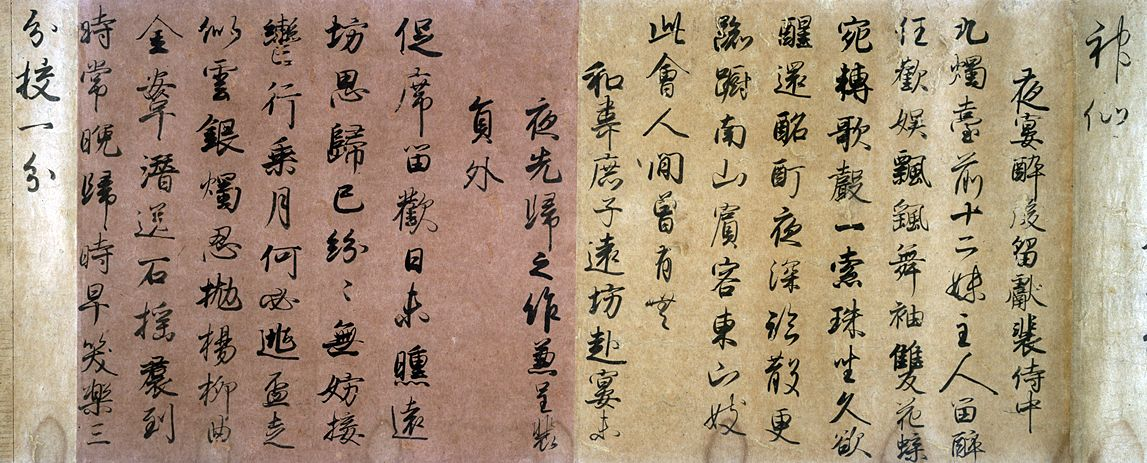
藤原行成・白楽天詩巻
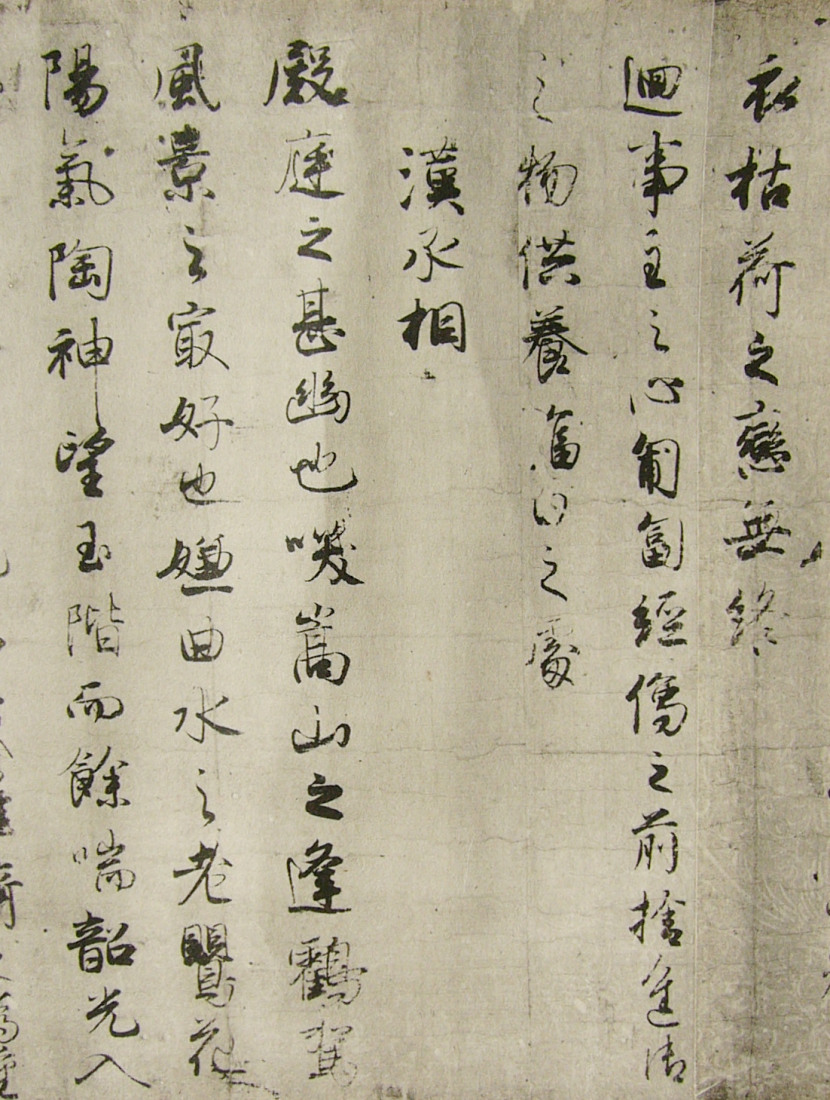
藤原行成・本能寺切
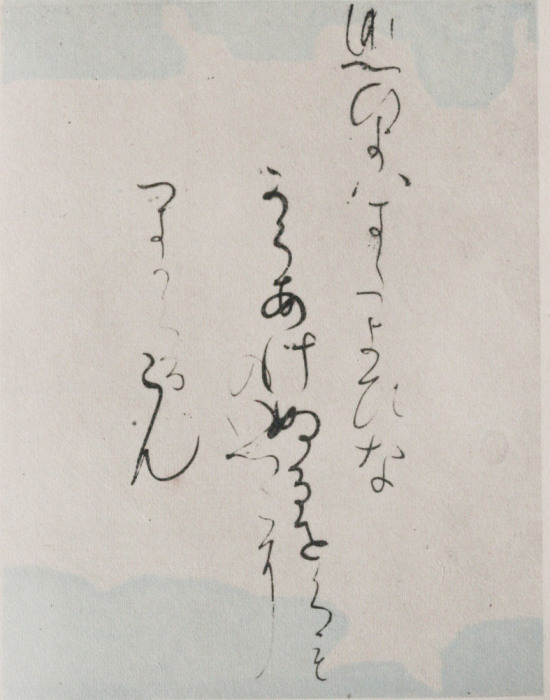
升色紙
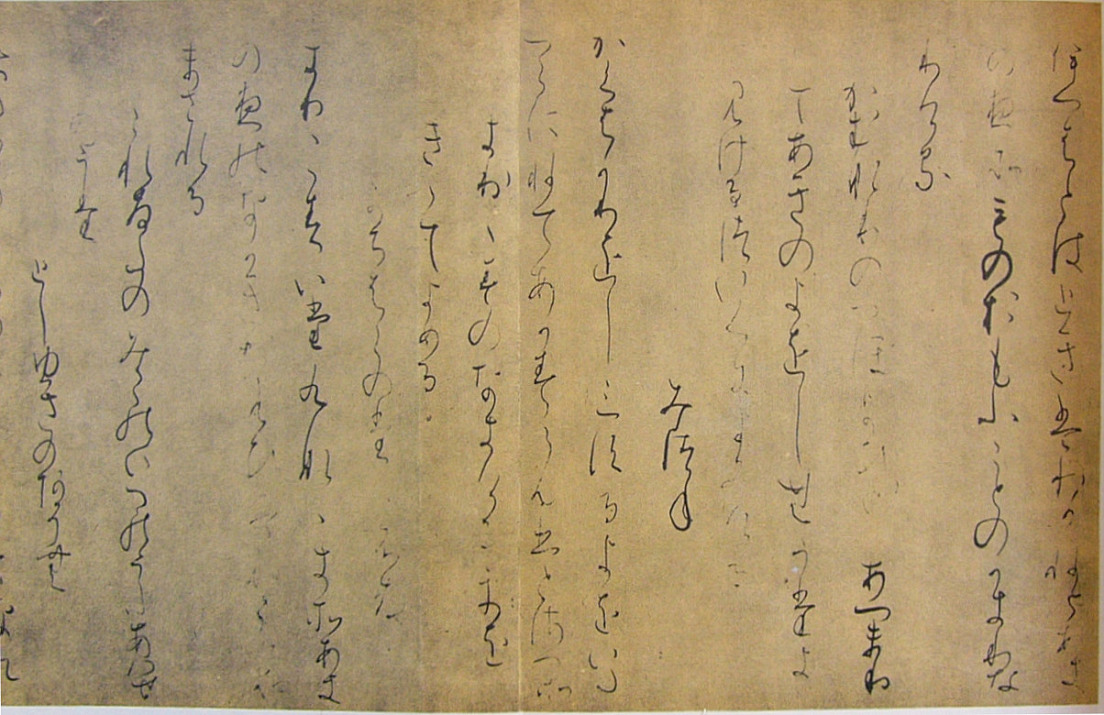
関戸本古今集
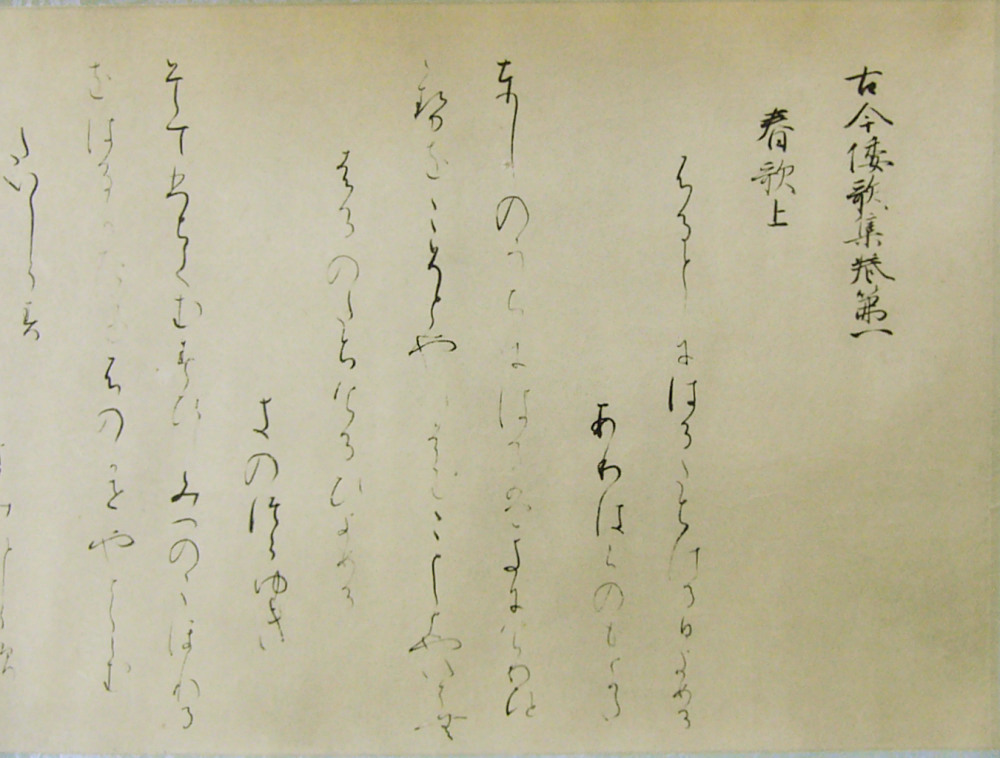
高野切一種
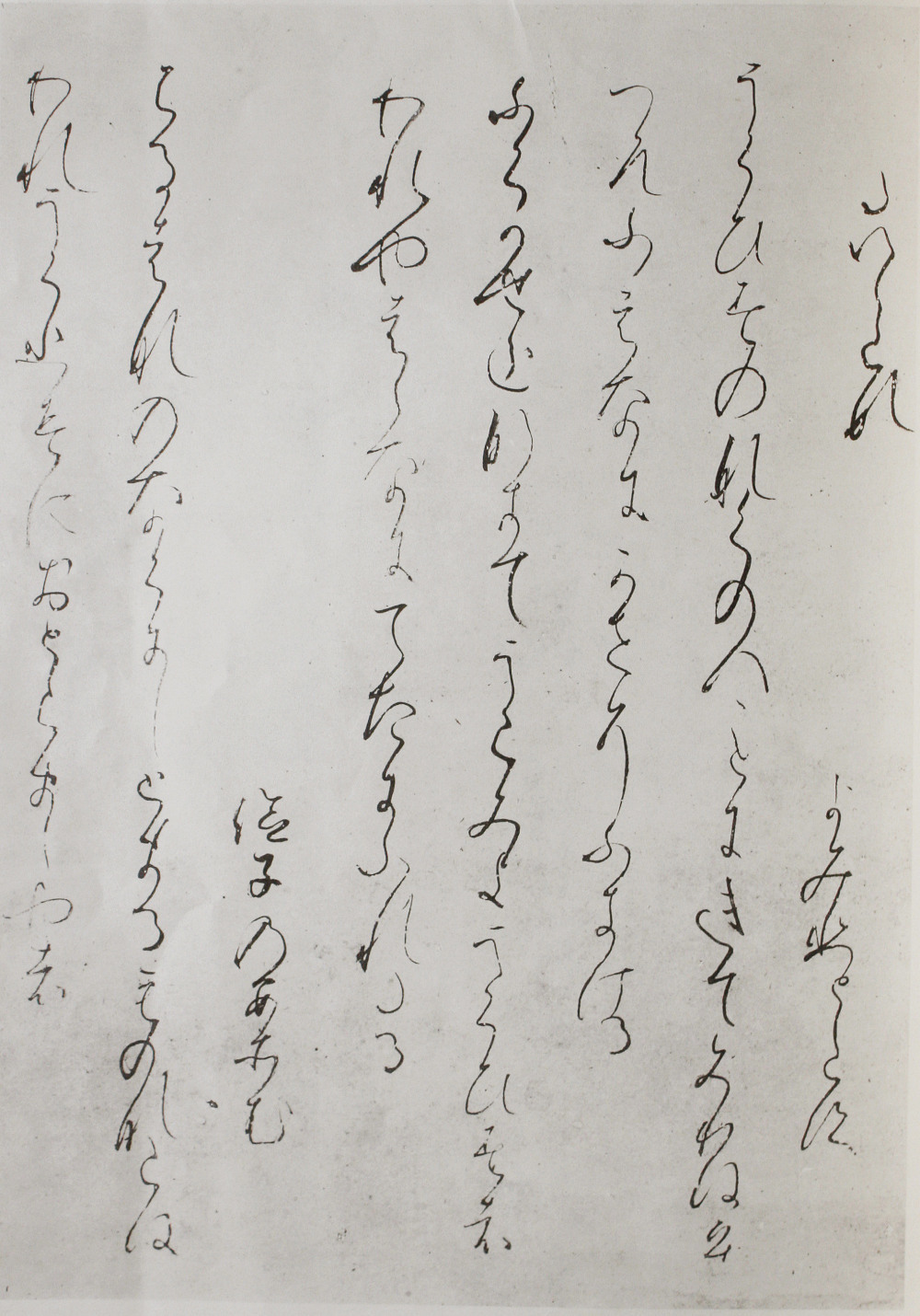
高野切二種
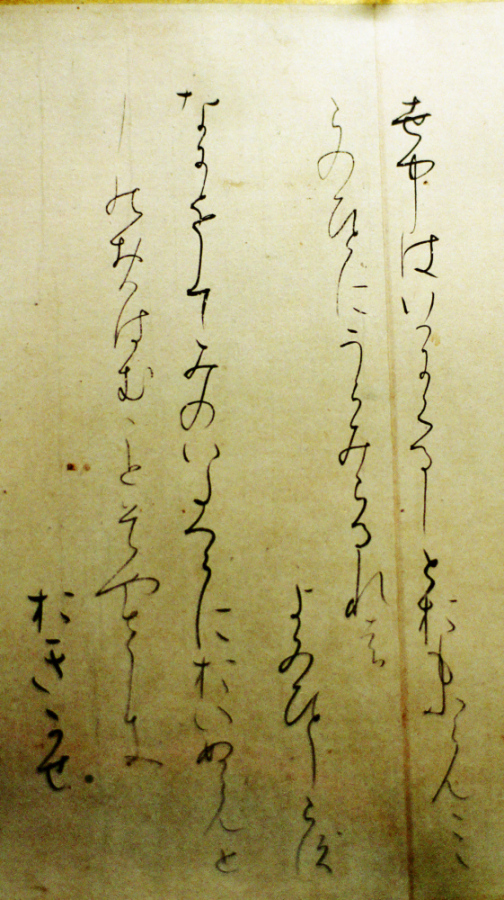
高野切三種
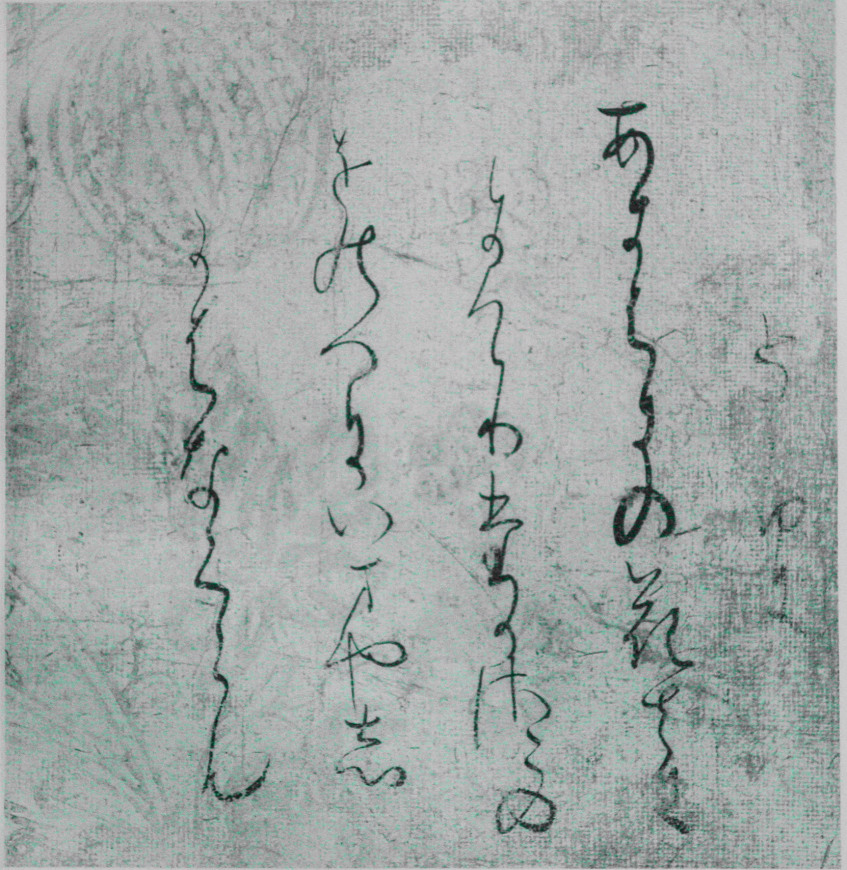
寸松庵色紙
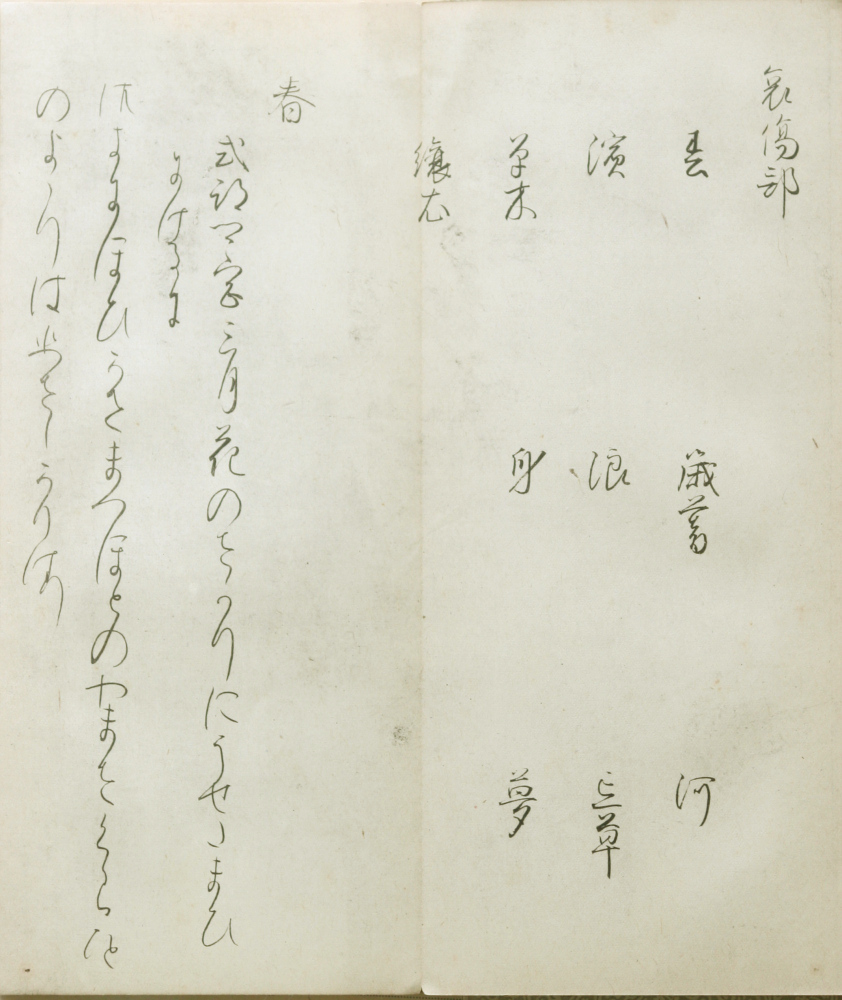
伝紀貫之・堤中納言集
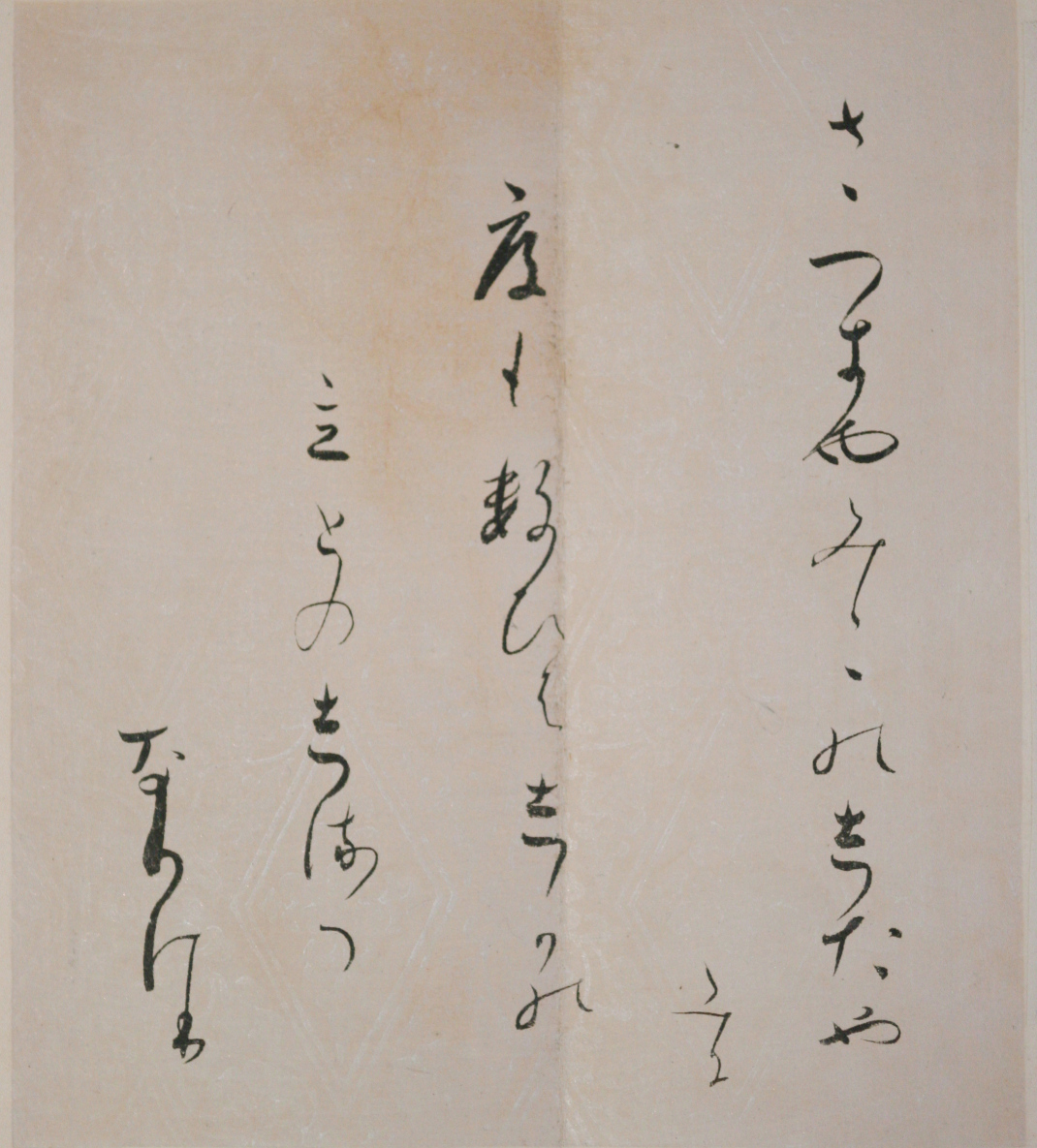
伝藤原公任・大色紙

### 後期

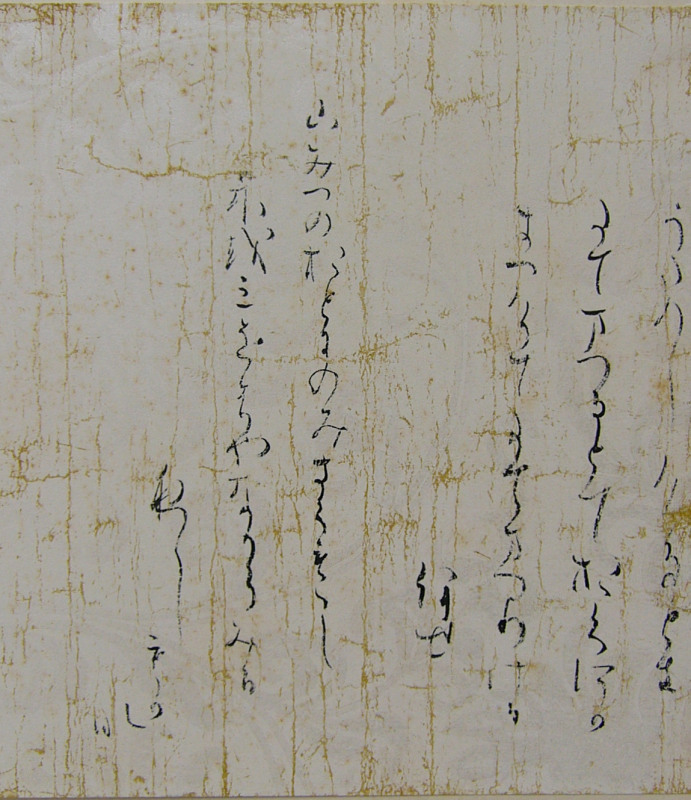
『本阿弥切』（部分）

平安時代末期は院政の開始と武家の台頭による貴族社会の混乱衰頽を反映して、優美なものから個性的意思的な傾向を示し、華麗な装飾写本が盛行した。代表される書に『西本願寺本三十六人家集』がある。この書は三十六歌仙の和歌を能書20人が分担して書写したが、筆者が明らかなのは藤原道子、藤原定実、藤原定信の3人だけである。この3人を中心に宮廷の能書が活躍した。なお、この『西本願寺本三十六人家集』は1896年（明治29年）大口周魚が西本願寺の書庫から発見したものである。
世尊寺家

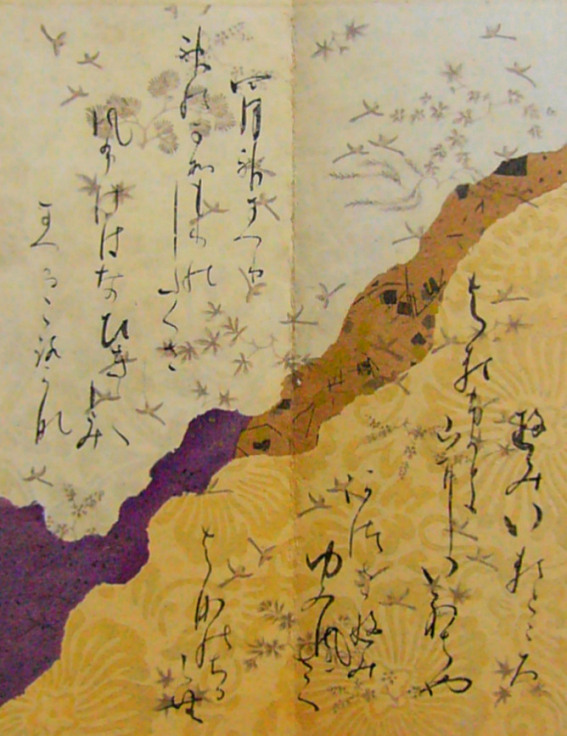
糟色紙藤原定信書

世尊寺家は藤原行成を祖とし、行経（2代目）、伊房（3代目）が平安中期に、定実（4代目）、定信（5代目）、伊行（6代目）が平安後期にと、歴代能書を輩出し、後世、世尊寺流と称された。世尊寺家は8代行能から世尊寺の家名を名乗り、17代行季で終焉となる。6代目の伊行は日本最初の書論書『夜鶴庭訓抄』を遺している。
装飾経の盛行
写経も盛行したがその経典の多くは『法華経』であり、美しい装飾経に仕上げられた。その代表作は『久能寺経』と『平家納経』で、『久能寺経』中の「譬喩品第三」の筆者は藤原定信である。なお、藤原定信は一切経5048巻を42歳から64歳までの23年間で完成させた。
この時代に書名のあった人物（後期）
この時代の筆跡（後期）
| 筆跡名                   | 筆者                               | 年代         | 書体、書風   | 現所在                               |
| ------------------------ | ---------------------------------- | ------------ | ------------ | ------------------------------------ |
| 香紙切                   | 伝小大君                           | 11世紀末？   | かな・草仮名 | 諸家分蔵                             |
| 元暦校本万葉集           | 不明                               | 1089年ごろ   | かな         | 東京国立博物館                       |
| 本阿弥切                 | 不明                               | 12世紀初頭   | かな         | 京都国立博物館、三の丸尚蔵館ほか     |
| 巻子本古今集             | 藤原定実                           | 1110年ごろ   | 草仮名       | 大倉集古館、三の丸尚蔵館ほか         |
| 西本願寺本三十六人家集   | 藤原道子 藤原定実 藤原定信など20人 | 1112年       | かな・草仮名 | 西本願寺（断簡「石山切」は諸家分蔵） |
| 元永本古今集             | 藤原定実                           | 1120年       | 草仮名・かな | 東京国立博物館                       |
| 補任切                   | 藤原俊成                           | 1124年       | 行書         | MOA美術館                            |
| 久能寺経                 | 「譬喩品第三」は藤原定信           | 1141年ごろ   | 行書         | 静岡・鉄舟寺ほか                     |
| 葦手下絵和漢朗詠集       | 藤原伊行                           | 1160年       | 行草・かな   | 京都国立博物館                       |
| 平家納経                 | 不明                               | 1164年       | 楷書         | 巌島神社                             |
| 書状                     | 藤原忠通                           | 1164年       | 行草         | 陽明文庫                             |
| 今城切                   | 藤原教長                           | 1177年       | かな         | 諸家分蔵                             |
| 扇面法華経冊子           | 不明                               | 12世紀中ごろ | 楷書、和様   | 四天王寺、東京国立博物館ほか         |
| 源氏物語絵巻＜橋姫＞詞書 | 藤原教長                           | 不詳         | かな         | 徳川美術館                           |
| 源氏物語絵巻＜横笛＞詞書 | 不明                               | 不詳         | かな         |                                      |
| 日野切                   | 藤原俊成                           | 1188年       | かな         | 諸家分蔵                             |
| 中務集                   | 伝西行                             | 1180年ごろ   | かな         | 出光美術館                           |

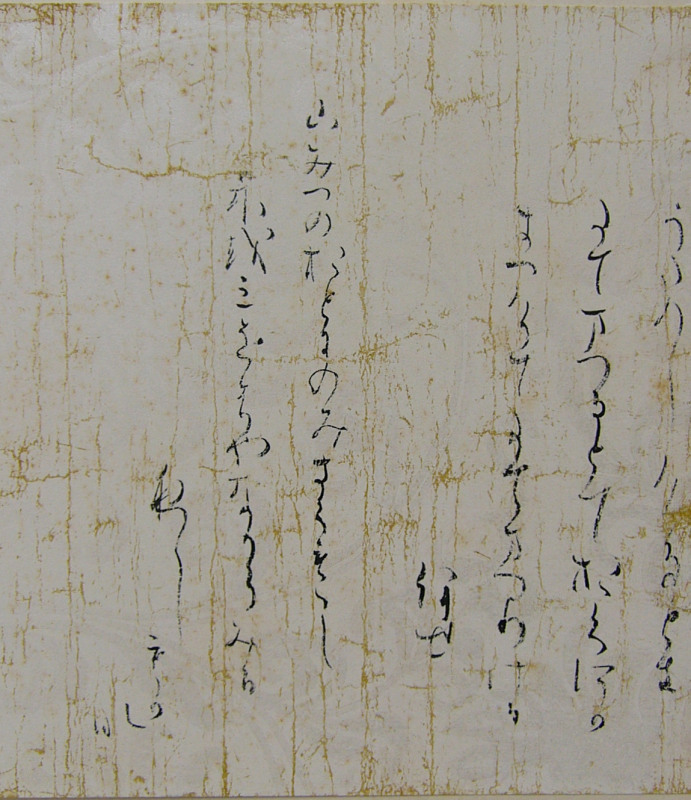
本阿弥切
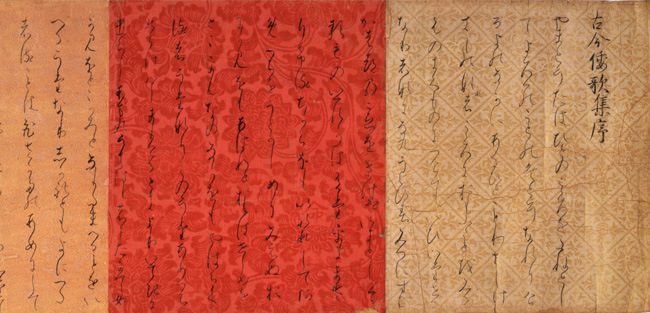
巻子本古今集
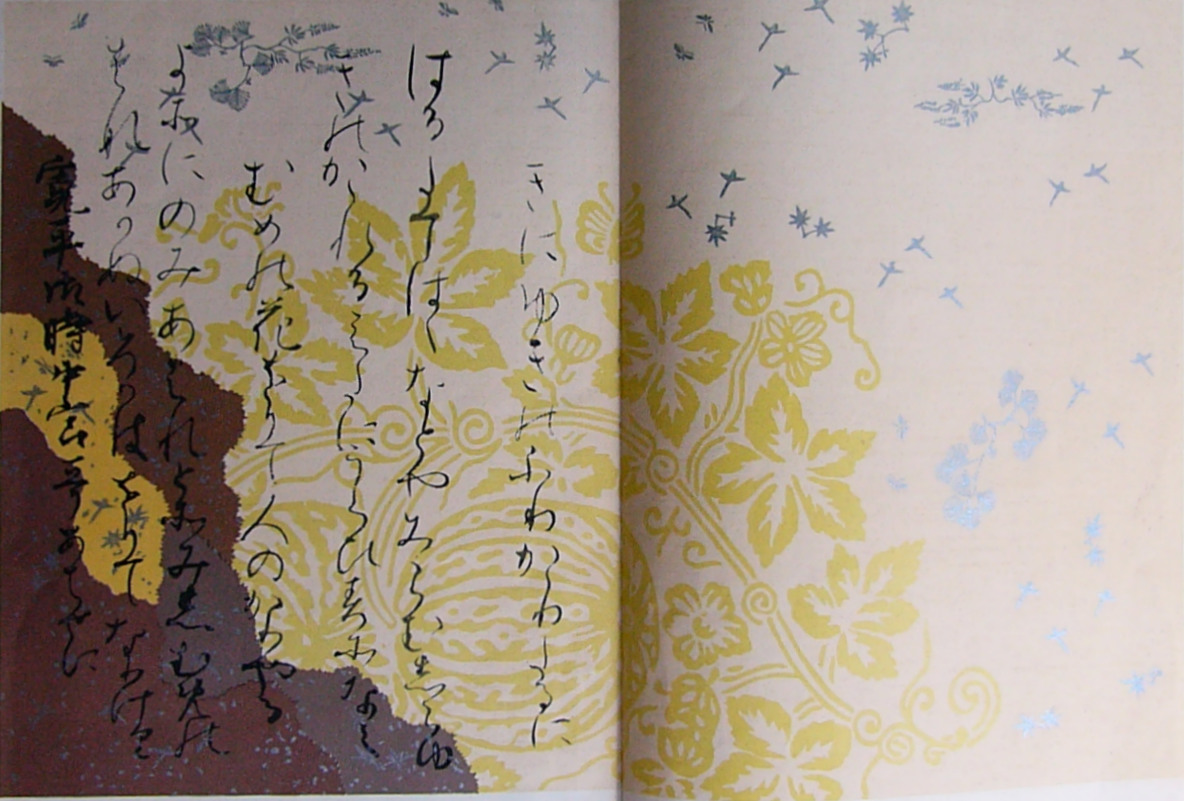
西本願寺本三十六人家集＜素性集＞
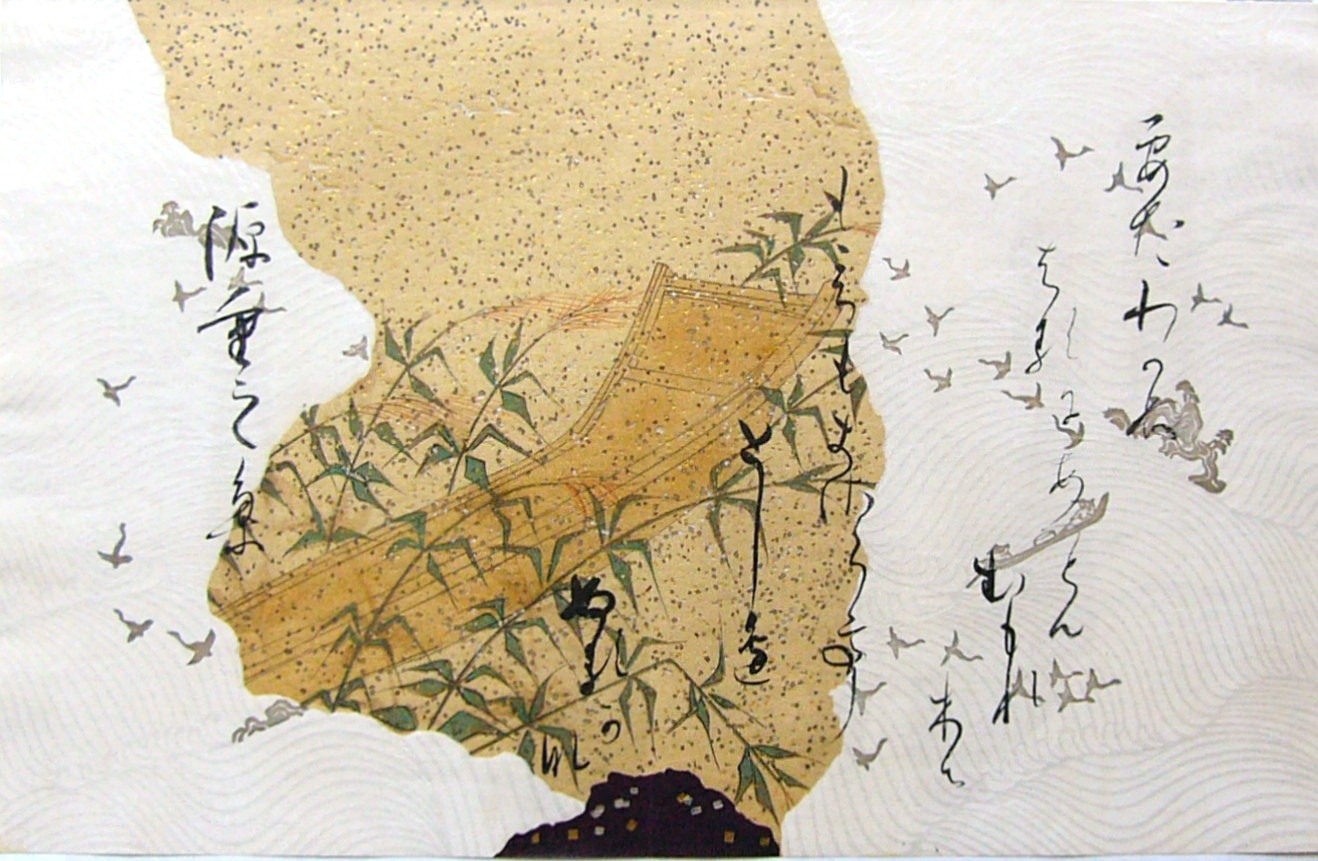
西本願寺本三十六人家集＜重之集＞
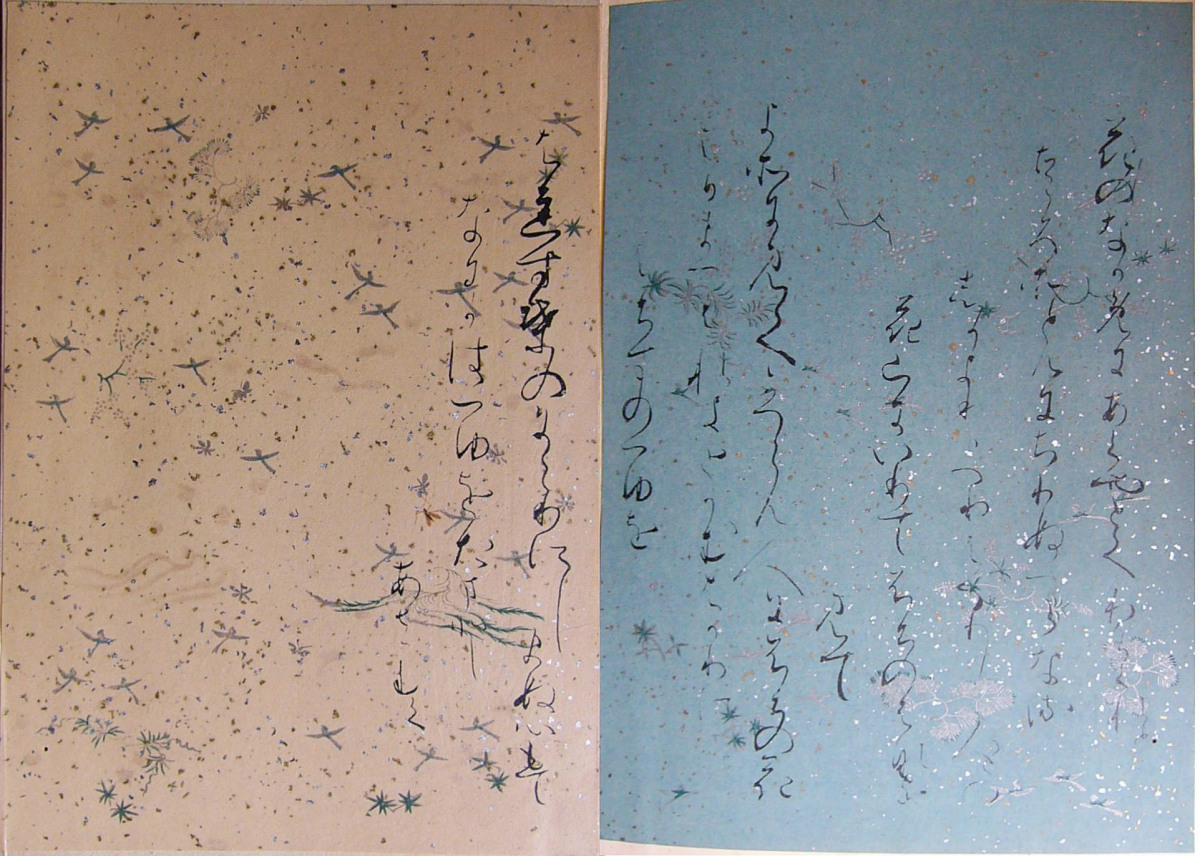
西本願寺本三十六人家集＜遍照集＞
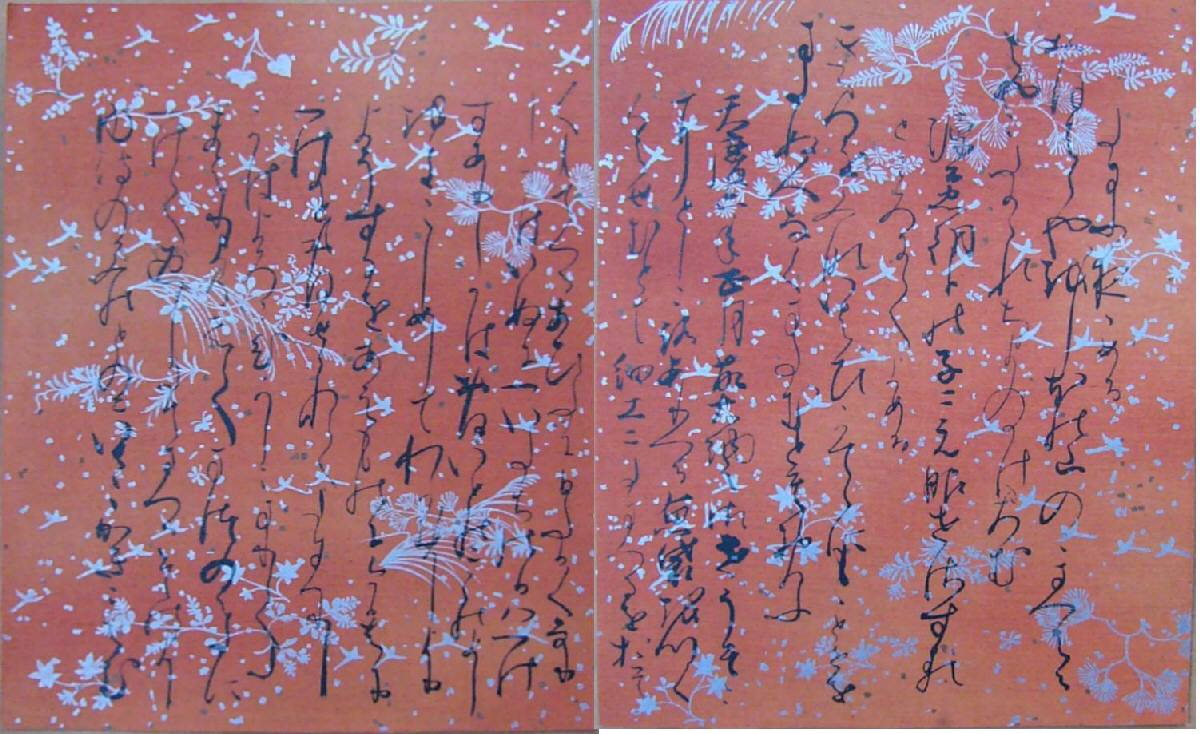
藤原定信・西本願寺本三十六人家集＜貫之集下＞（石山切）
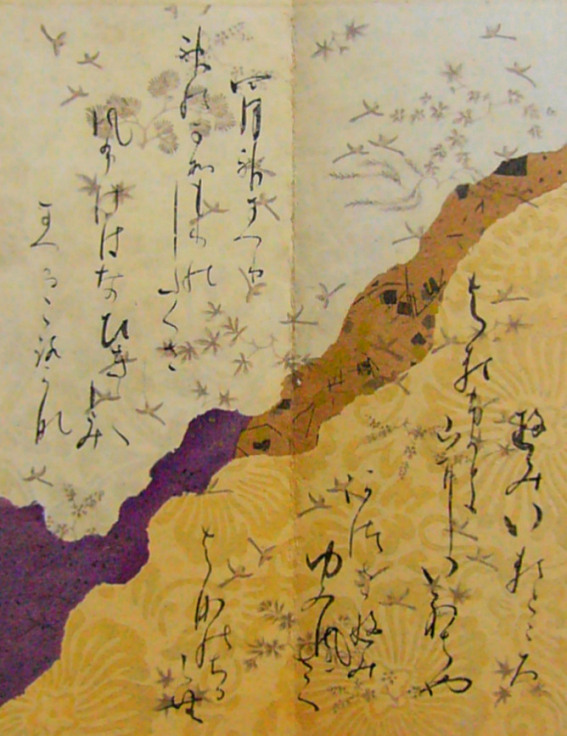
藤原定信・西本願寺三十六人集＜順集＞（糟色紙）
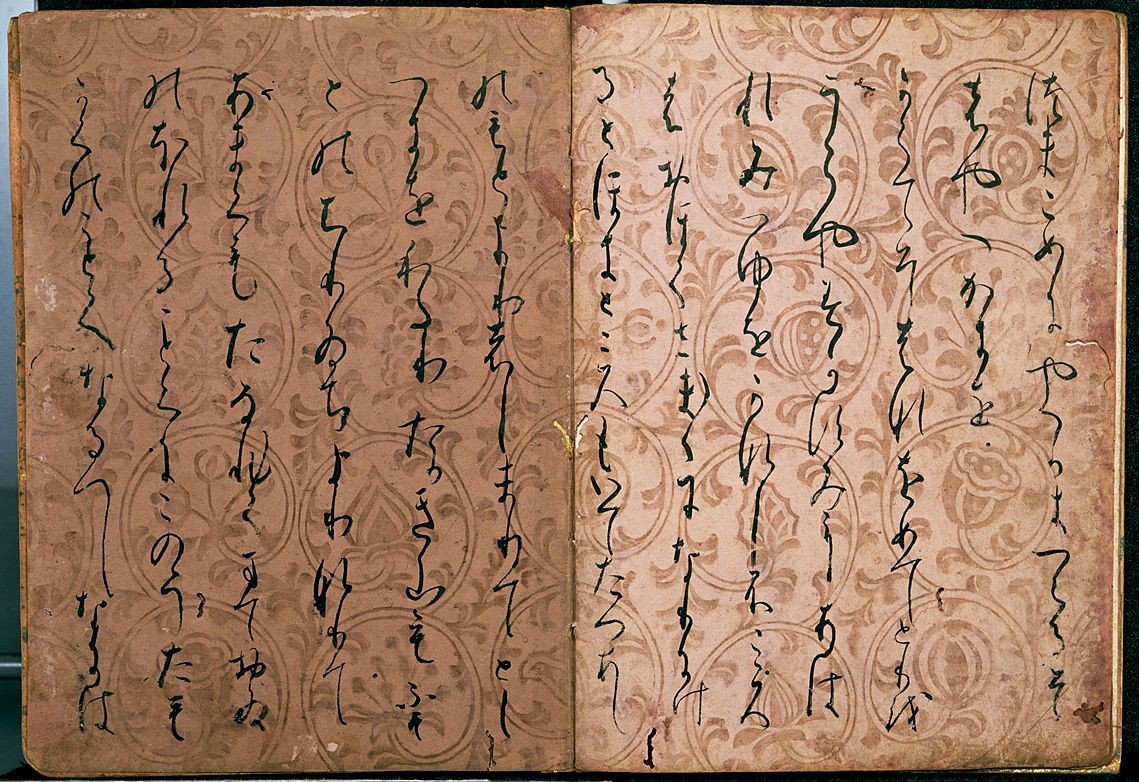
元永本古今集
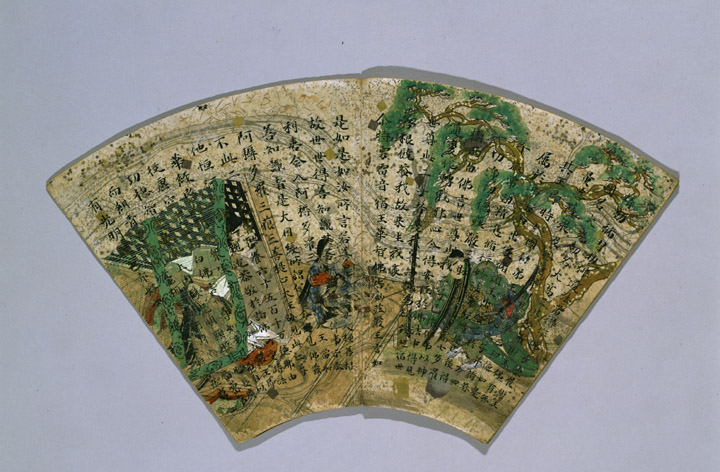
扇面法華経冊子＜巻第八＞
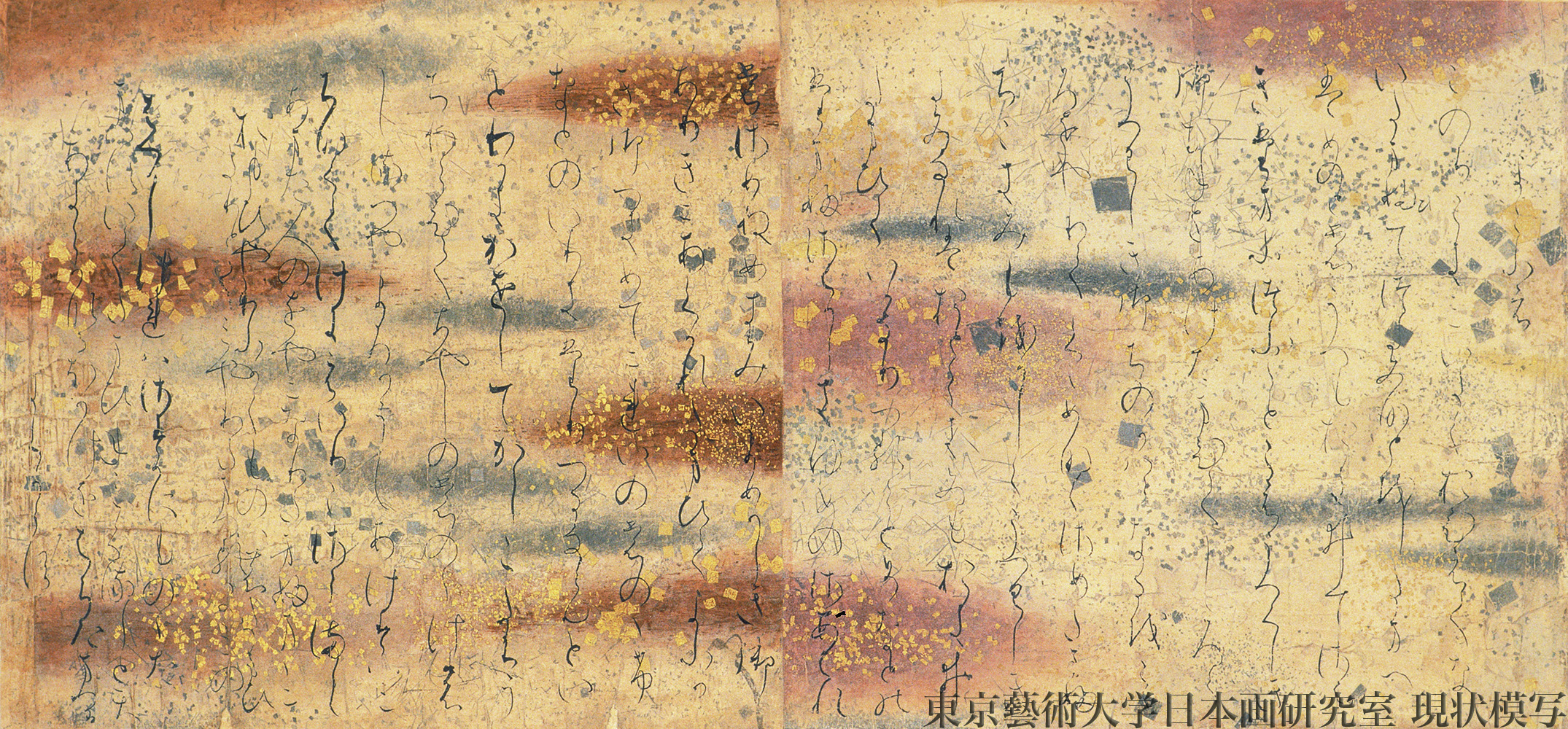
源氏物語絵巻＜横笛＞詞書

## 鎌倉時代

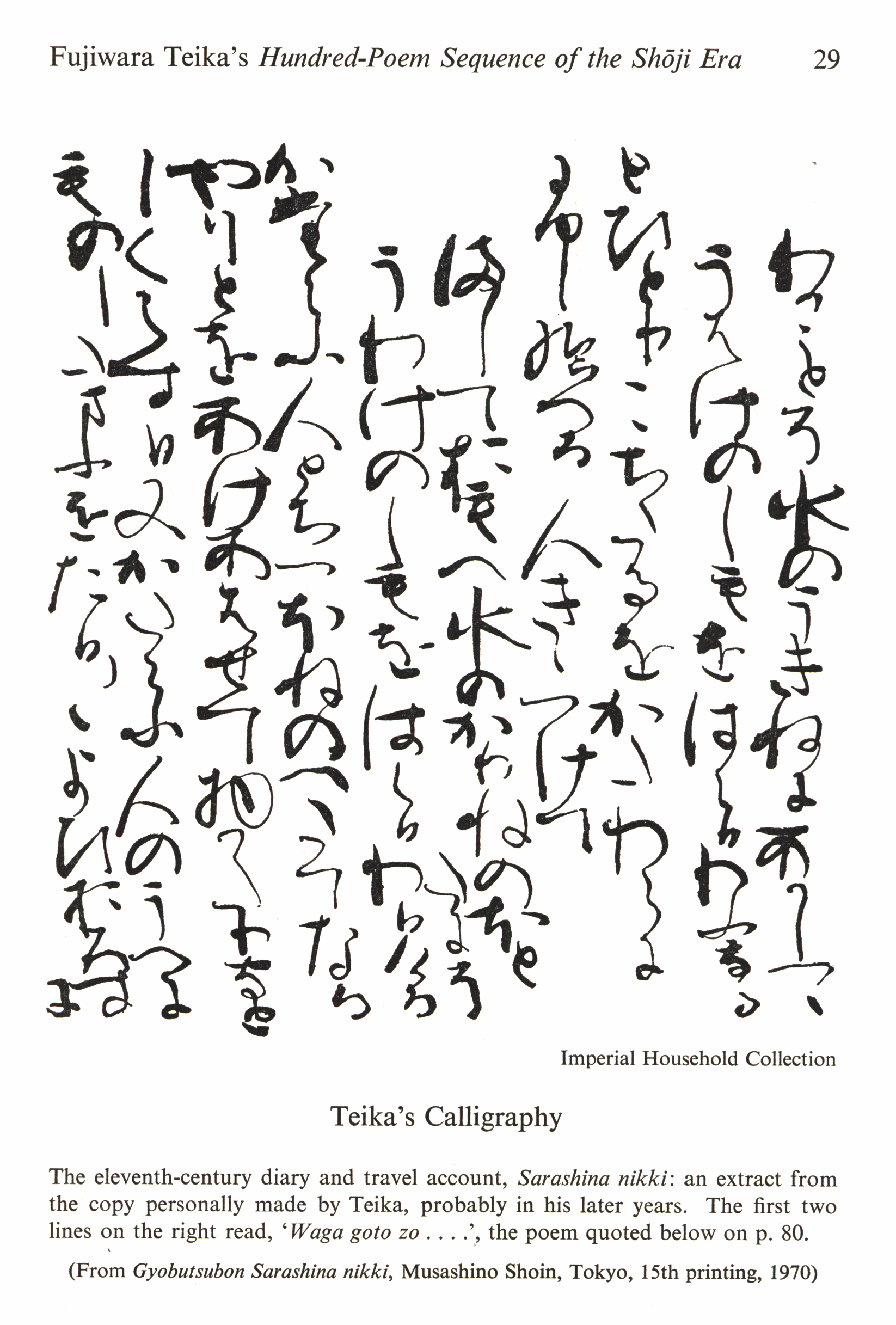
更級日記（部分）
藤原定家書

源頼朝が鎌倉に幕府を開いてからの時代で、中国では宋、元の時代にあたる。政権が公家から武家に移り、浄土宗、真宗、日蓮宗などが興って武家と僧侶が権力を振るった時代である。禅僧の来朝により、日本と中国両国の禅僧によって禅様が盛行し、その簡明高雅な書法は力強く、和様書道界に清風を注いだ。和様と禅様とが並び行われた時代、また、文字の美の追求から実用性を重視する変革がなされ漢字かな交じり文が一般化された時代でもある。
禅様（墨跡）
禅様とは宋代の書風で、中国の禅僧の間に流行した蘇軾、黄庭堅、米芾、張即之などの書を指し、晋唐の規範や伝統から解放された自由剛健なもので、奈良朝以来行われた線の軟らかい王羲之風のものとはまったく趣きを異にするものである。宋の滅亡後、元が興ったが、禅僧の往来は益々頻繁であった。この禅僧のもたらした中国書法による筆跡を墨跡と呼ぶ。近来では、宋、元時代のほかに、江戸時代の黄檗派の禅僧の書風も墨跡と呼ぶのが一般的となっている。
和様、宸翰様
和様の諸流派、すなわち世尊寺流、世尊寺流から平安時代末期より藤原忠通によって分かれた法性寺流、藤原俊成による俊成流、藤原定家による定家様などの書風が確立し、特に法性寺流がこの時代に入り大流行した。また、鎌倉時代以降の天皇家の書風を後世、宸翰様（しんかんよう）と呼んでいる。宸翰様には伏見天皇による伏見院流、後円融天皇らによる勅筆流、後柏原天皇による後柏原院流などがある。

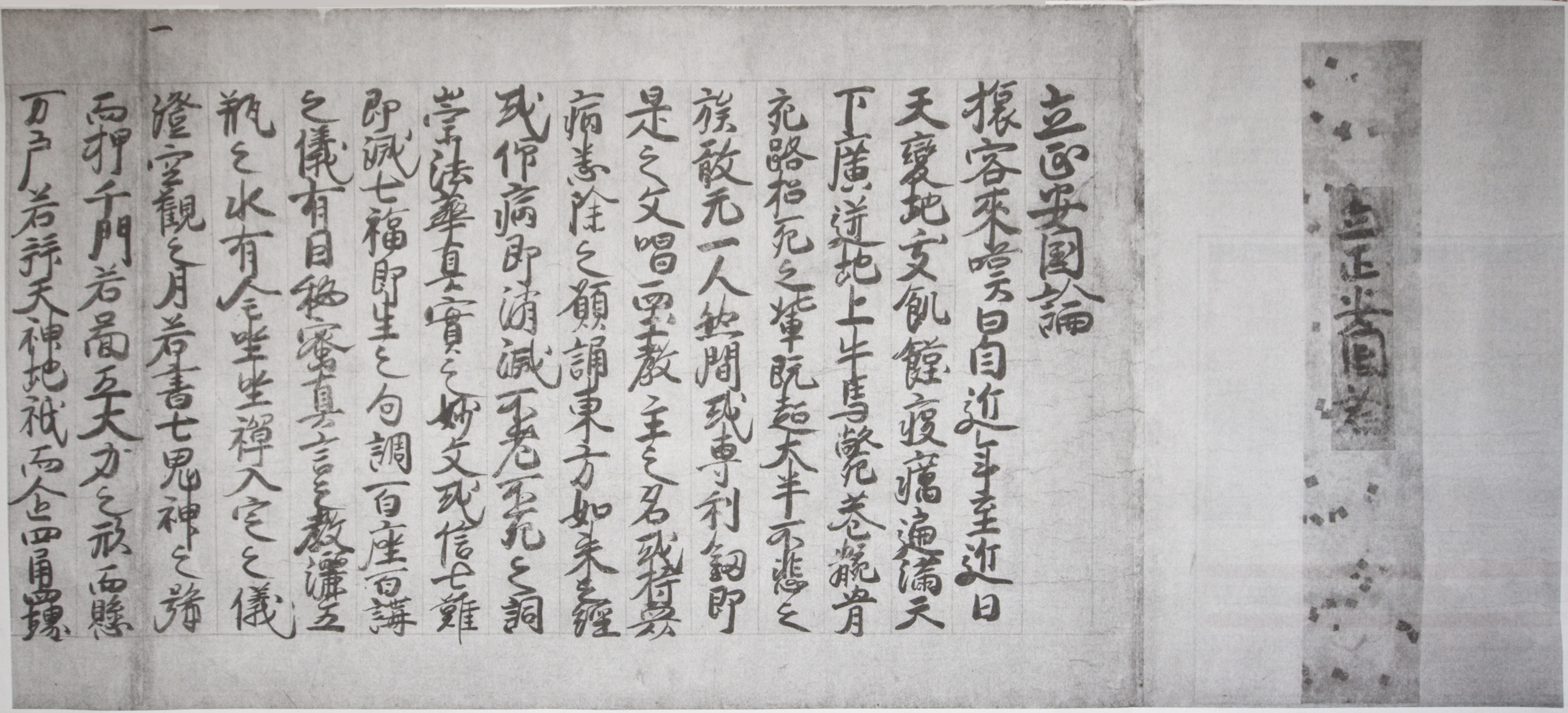
日蓮・立正安国論
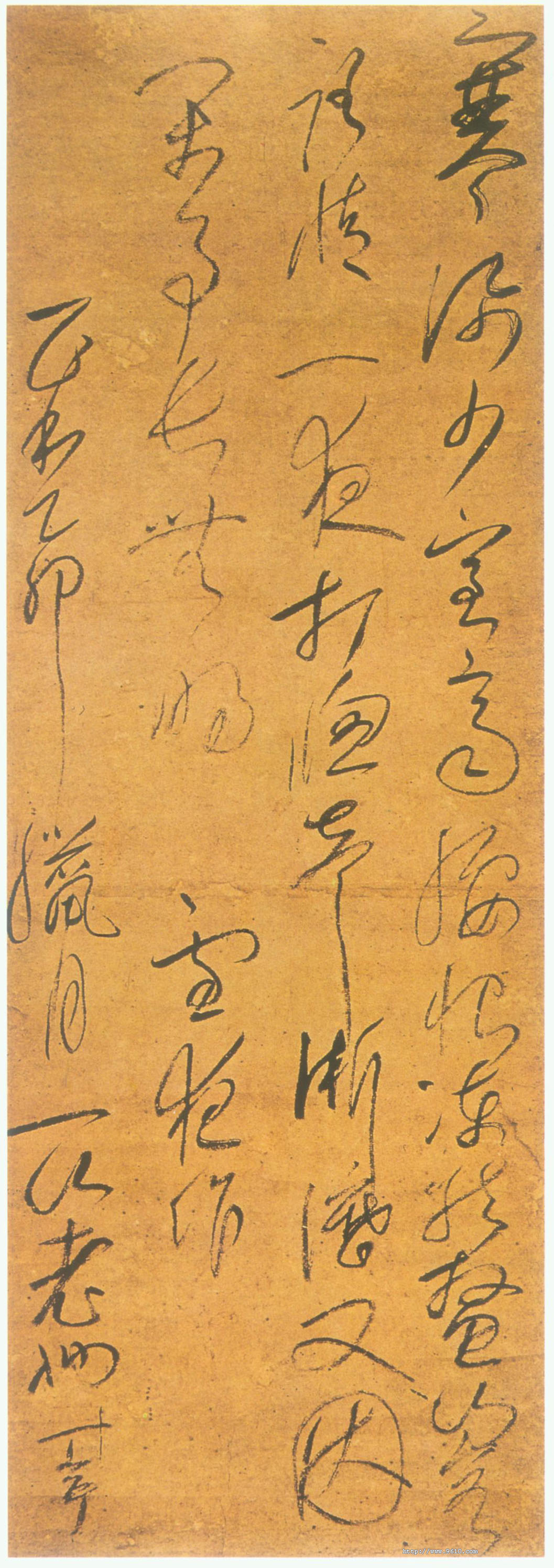
一山一寧・雪夜作
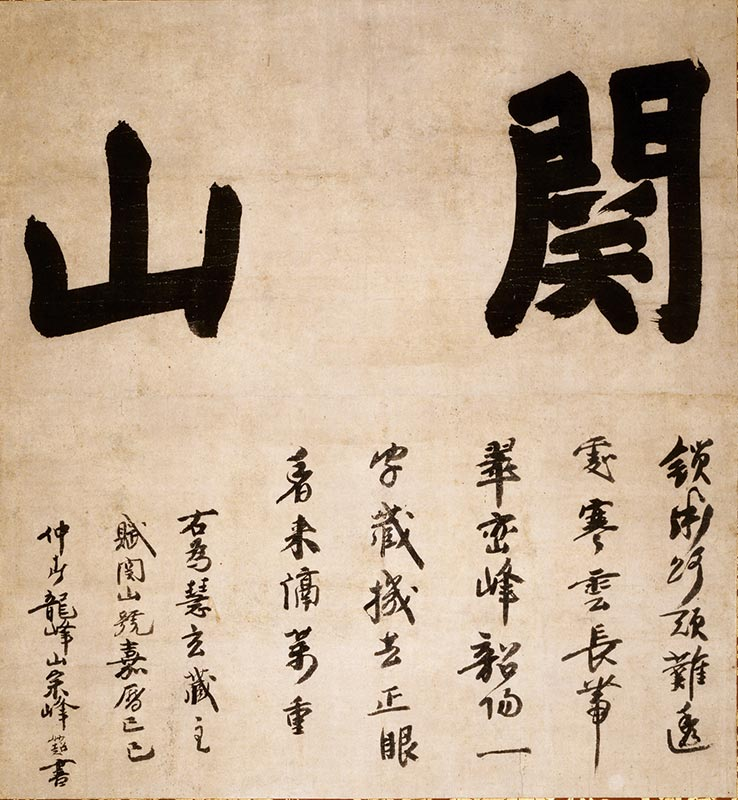
宗峰妙超・関山字号
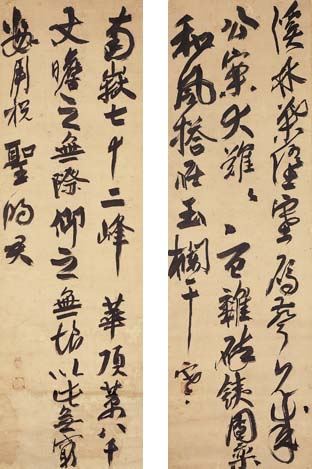
宗峰妙超・渓林偈・南嶽偈
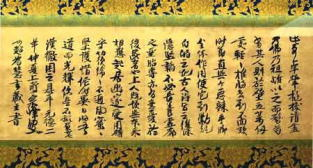
宗峰妙超・与関山慧玄印可状

この時代に書名のあった人物
この時代の筆跡
| 筆跡名                     | 筆者       | 年代                        | 書体、書風           | 現所在                                        |
| -------------------------- | ---------- | --------------------------- | -------------------- | --------------------------------------------- |
| 東大寺仏舎利奉納願文       | 九条兼実   | 1183年                      | 行書                 | 前田育徳会                                    |
| 熊野懐紙                   | 藤原雅経   | 1200年                      | 行書・かな、和様     | 東京国立博物館                                |
| 熊野懐紙                   | 寂蓮       | 1200年                      | 行書・かな、和様     | 陽明文庫                                      |
| 熊野懐紙                   | 藤原家隆   | 1200年                      | 行書・かな、和様     | 陽明文庫                                      |
| 熊野懐紙                   | 後鳥羽天皇 | 1201年                      | 行書・かな、和様     | 陽明文庫                                      |
| 申文                       | 藤原定家   | 1202年                      | 行草、定家様         | 東京国立博物館                                |
| 明月記                     | 藤原定家   | 1180年から 1235年までの日記 | 行書、定家様         | 冷泉家時雨亭文庫、諸家分蔵 東京国立博物館など |
| 更級日記                   | 藤原定家   | 不詳                        | かな                 | 三の丸尚蔵館                                  |
| 消息                       | 九条良経   | 1203年                      | 行草                 | 京都国立博物館                                |
| 書状                       | 藤原定家   | 1207年ごろ                  | 草書・かな           | 東京国立博物館                                |
| 十五首和歌                 | 藤原定家   | 1227年                      | 行書・かな、定家様   | 東京国立博物館                                |
| 普勧坐禅儀                 | 道元       | 1233年                      | 楷書                 | 永平寺                                        |
| 懐紙 (藤原為家)            | 藤原為家   | 1234年ごろ                  | 行書・かな、和様     | 五島美術館                                    |
| 御手印置文                 | 後鳥羽上皇 | 1239年                      | 行草・かな           | 水無瀬神宮                                    |
| 春日懐紙                   | 不明       | 不詳                        | 行書・かな、和様     | 京都国立博物館                                |
| 教行信証                   | 親鸞       | 不詳                        | 行書                 | 東本願寺                                      |
| 宸翰消息                   | 後嵯峨天皇 | 1246年                      | 行草                 | 仁和寺                                        |
| 立正安国論                 | 日蓮       | 1269年                      | 行書                 | 法華経寺                                      |
| 後撰和歌集巻二十（筑後切） | 伏見天皇   | 1294年                      | 行草・かな、伏見院流 | 誉田八幡宮                                    |
| 雪夜作                     | 一山一寧   | 1315年                      | 草書、墨跡           | 建仁寺                                        |
| 関山字号                   | 宗峰妙超   | 1329年                      | 楷書、墨跡           | 妙心寺                                        |
| 渓林偈・南嶽偈             | 宗峰妙超   | 不詳                        | 行草、墨跡           | 正木美術館                                    |
| 与関山慧玄印可状           | 宗峰妙超   | 1330年                      | 行書、墨跡           | 妙心寺                                        |
| 看読真詮榜                 | 宗峰妙超   | 不詳                        | 行書、墨跡           | 真珠庵                                        |

- 日蓮・立正安国論
- 一山一寧・雪夜作
- 宗峰妙超・関山字号
- 宗峰妙超・渓林偈・南嶽偈
- 宗峰妙超・与関山慧玄印可状

## 室町・安土桃山時代
室町時代は乱世で、書道は和漢ともに頽れた。安土桃山時代に入り古筆を愛玩賞味する風潮が興り、わずかに生気を保った。この時代、中国では元から明の時代に当たる。
和様
鎌倉時代からこの時代にかけて、三筆、三跡を祖とする和様が現れているが、もっとも勢力があったのは、世尊寺流、法性寺流、尊円法親王を祖とする青蓮院流、持明院基春による持明院流の4派であり、いずれも行成の流れをくむものである。また、鎌倉時代の伏見天皇ら諸天皇による宸翰様の後を受けて、この時代の諸天皇も華麗な筆跡を遺している。尊円法親王は伏見天皇の第6皇子で、その青蓮院流はのちに御家流と呼ばれ、江戸時代まで日本の書道の中心的書風となった。
禅僧の書（墨跡）

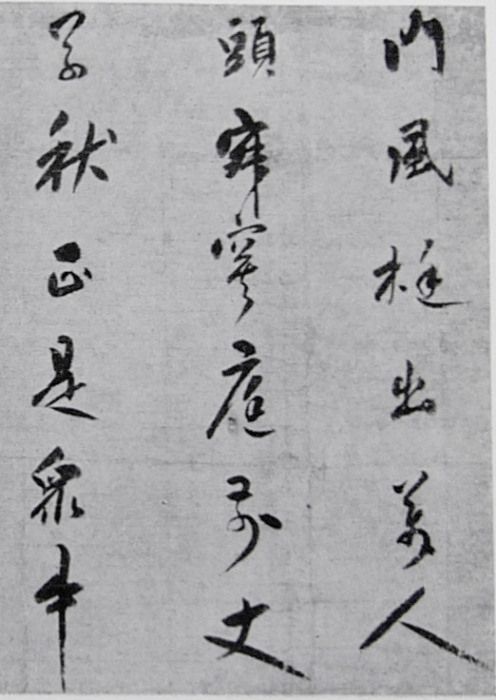
墨跡
寂室元光書

この時代も禅宗は公家や武家の帰依を受け発展を続けた。鎌倉時代の禅僧の書は宋風であったが、この時代は元の趙孟頫の影響を受けている。雪村友梅、寂室元光らがその代表である。また五山文学が盛行するとその禅僧の書風に日本趣向が加味された五山様が流行した。
古筆、上代様
平安時代から鎌倉時代に書かれたかなの名筆を特に古筆という。安土桃山時代になって豊臣秀吉らは古筆や墨跡で茶室を装飾し、文人などを招いて愛玩賞味するようになった。その風潮はやがて民間にも波及し古筆はますます珍重された。もともと古筆は巻物や帖であったが、それを切断して収蔵するようになり、それぞれを古筆切（こひつぎれ）と呼ぶようになった。これらの古筆の真贋を鑑定する人を古筆鑑定家と称し、当時、古筆了佐は有名である。また、平安時代中期の三跡の書や古筆など完成期の和様書を指して特に上代様と呼び、鎌倉時代以降の書流による和様書と区別している。

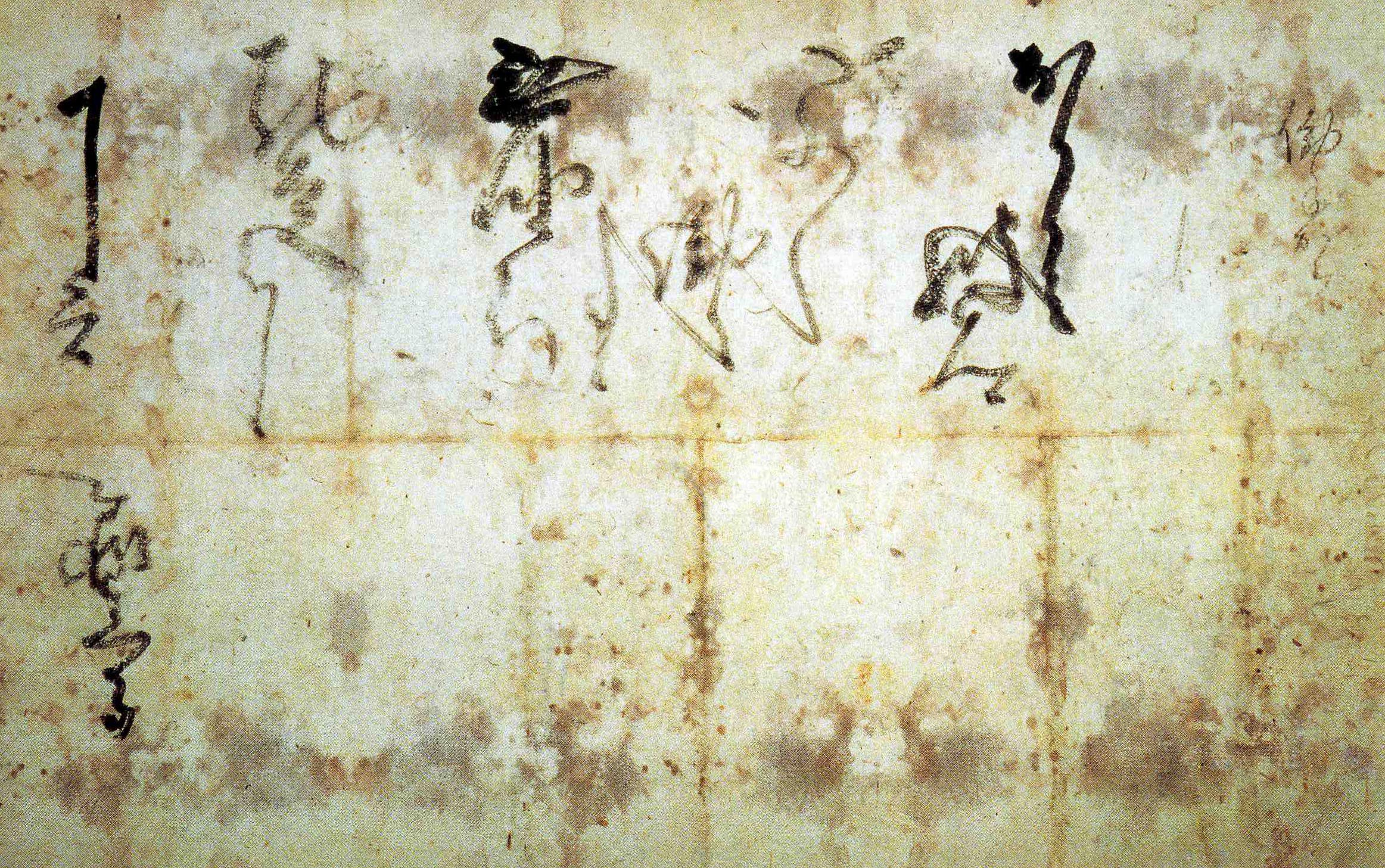
織田信長・感状

この時代に書名のあった人物
この時代の筆跡
| 筆跡名             | 筆者       | 年代   | 書体、書風             | 現所在         |
| ------------------ | ---------- | ------ | ---------------------- | -------------- |
| 大覚寺結夏衆僧名単 | 尊円法親王 | 1335年 | 行草                   | 御物           |
| 梅花詩             | 雪村友梅   | 1339年 | 行草、墨跡（趙孟頫風） | 北方文化博物館 |
| 消息               | 尊道法親王 | 不詳   | 行草、青蓮院流         | 御物           |
| 十牛之頌           | 絶海中津   | 1395年 | 楷行、墨跡             | 相国寺         |
| 葉室字号           | 一休宗純   | 1456年 | 楷行、墨跡             |                |
| 感状               | 織田信長   | 1577年 | 草書                   | 永青文庫       |

- 織田信長・感状

## 江戸時代

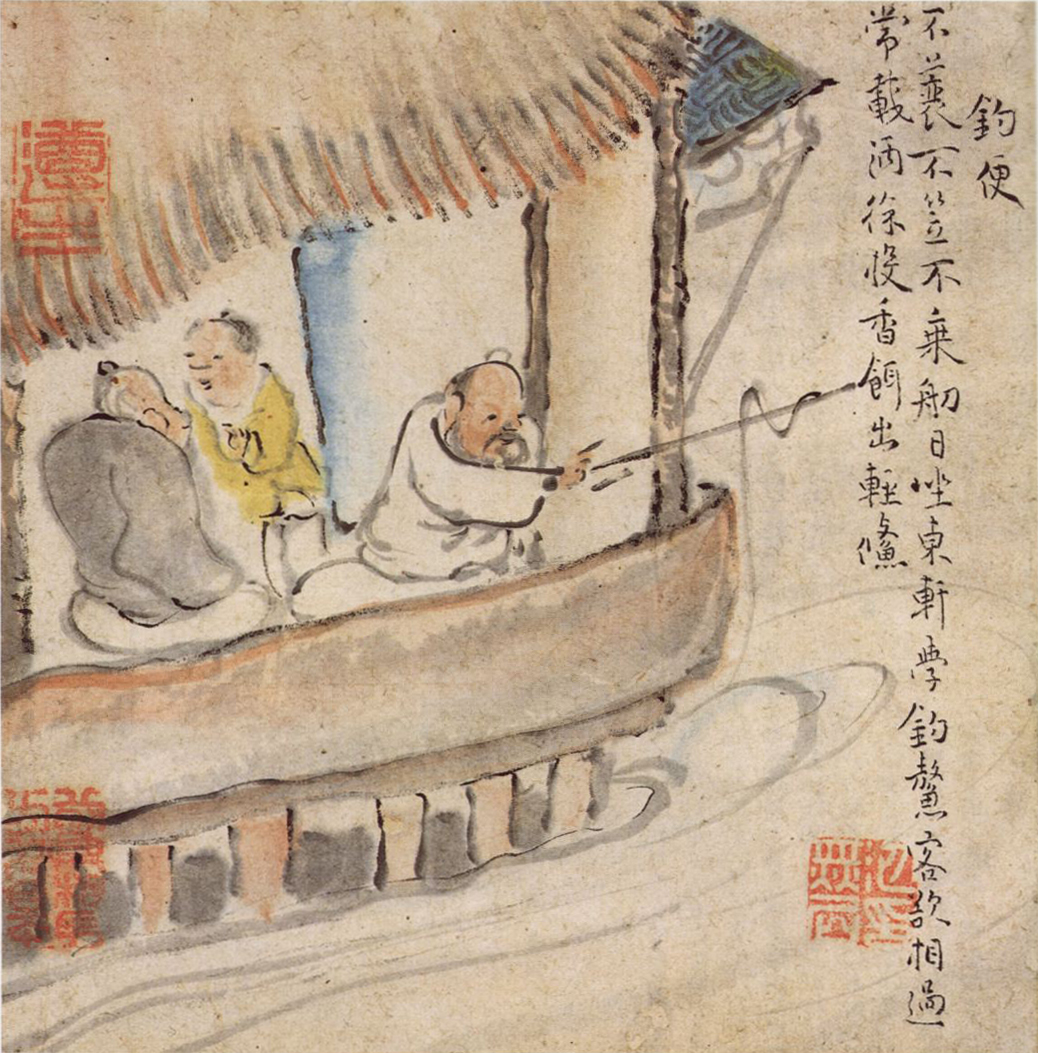
『十便十宜図（釣便図）』
池大雅書

徳川家康が征夷大将軍になってからの時代で、中国では清の時代にあたる。この時代は江戸幕府の文教政策によって書道界にも革新の風が起こり、唐様・和様に大きな変化があった。

### 和様

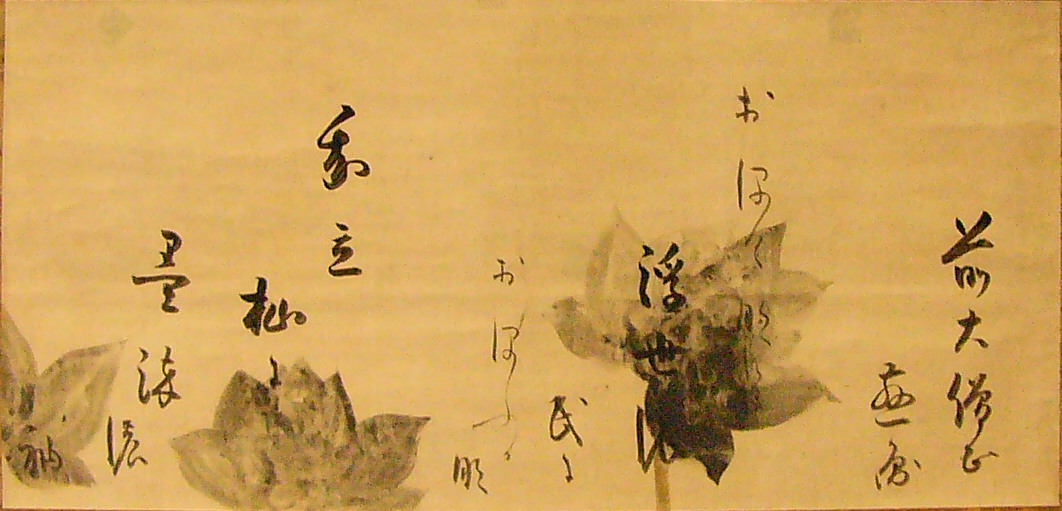
『蓮下絵和歌巻』（部分）
本阿弥光悦書

江戸時代初期を代表する寛永の三筆（近衛信尹・本阿弥光悦・松花堂昭乗）の書は、前代から継承された御家流を土台としており、彼らの格調高い書風を学ぶ者が多かった。
貴族文化から庶民文化へ
平安時代以来の書道は上流社会の人々の間で行われていたが、この時代の書道は一般庶民にまで普及した。これは寺子屋という一般庶民の教育機関が全国に設けられ、その教育の中心が手習いであったことによる。寺子屋ではおもに御家流が習われた。唐様が儒者や文人趣味を好む学者など特定の範囲で広まったのに対し、和様は公家・武家・庶民を含めた広範囲に広まり、数の上では和様が勝った。
和様の代表
江戸時代中期の和様の代表は、幕府右筆の森尹祥、上代様の復興に努めた近衛家熙、千蔭流を成した加藤千蔭、池大雅などがいる。池大雅はのちに中国の書の影響を受けて独自の書風を確立した。
この時代に書名のあった人物（和様）
この時代の筆跡（和様）
| 筆跡名           | 筆者       | 年代       | 書体、書風               | 現所在         |
| ---------------- | ---------- | ---------- | ------------------------ | -------------- |
| 蓮下絵和歌巻     | 本阿弥光悦 | 1605年ごろ | 草書・かな、和様         | 東京国立博物館 |
| 長恨歌           | 松花堂昭乗 | 1614年     | 行書・草書、和様         | 東京国立博物館 |
| 三十六歌仙色紙帖 | 松花堂昭乗 | 17世紀前半 | 草書・かな、和様・大師流 | 東京国立博物館 |
| 源氏物語抄       | 近衛信尹   | 1600年ごろ | かな、和様               | 東京国立博物館 |
| 和歌懐紙         | 加藤千蔭   | 不詳       | 行書・かな、和様         | 東京国立博物館 |
| 和歌懐紙         | 近衛家熙   | 17世紀後半 | 行書・かな、和様         | 東京国立博物館 |

### 唐様
墨跡
この時代の墨跡は、大徳寺・妙心寺の禅僧と黄檗派の禅僧の書をいい、宋の米芾、元の趙孟頫、明の文徴明・祝允明・董其昌の書風である。寛永10年（1633年）の鎖国令によって中国の書籍・法帖などの輸入がきわめて制限されている中、この黄檗僧たちの書は主として儒者・文人・僧侶などに受け入れられた。黄檗僧の中で隠元隆琦、木庵性瑫、即非如一の3人は特に能書で黄檗の三筆と称された。
唐様
墨跡の中国書法は北島雪山に伝授され、雪山は唐様の創始者として活躍した。その書法は江戸の門人細井広沢に伝えられ、唐様の流行を確固たるものにした。そして広沢は『観鵞百譚』など多くの著書を残し、唐様推進の原動力となった。その後、寂厳・池大雅らが継承し、江戸時代末期には幕末の三筆と呼ばれる市河米庵・巻菱湖・貫名菘翁の3人へと展開していった。この3人は武家や儒者に信奉者が多く、特に江戸の市河米庵は諸大名にも門弟があり、その数5,000人ともいわれた。江戸時代中期ごろから書法の研究が進み、これまでの元・明の書風から晋唐の書風を提唱する者があらわれ、巻菱湖・貫名菘翁らは晋唐派であり、市河米庵などは明清派であった。この2派の流れは明治時代になってからも続き、明治時代の多くの書家に影響を与えていく。

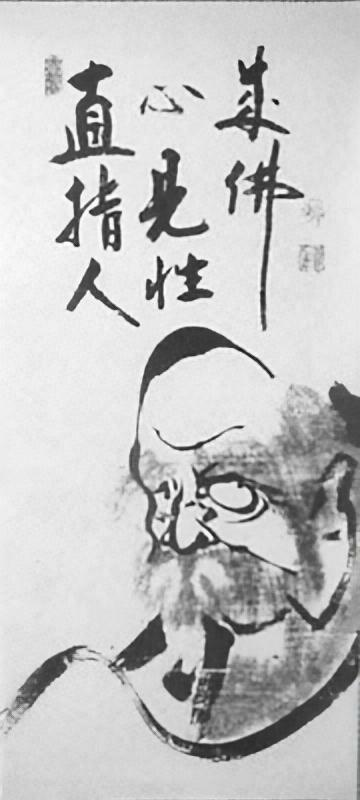
白隠慧鶴・達磨図
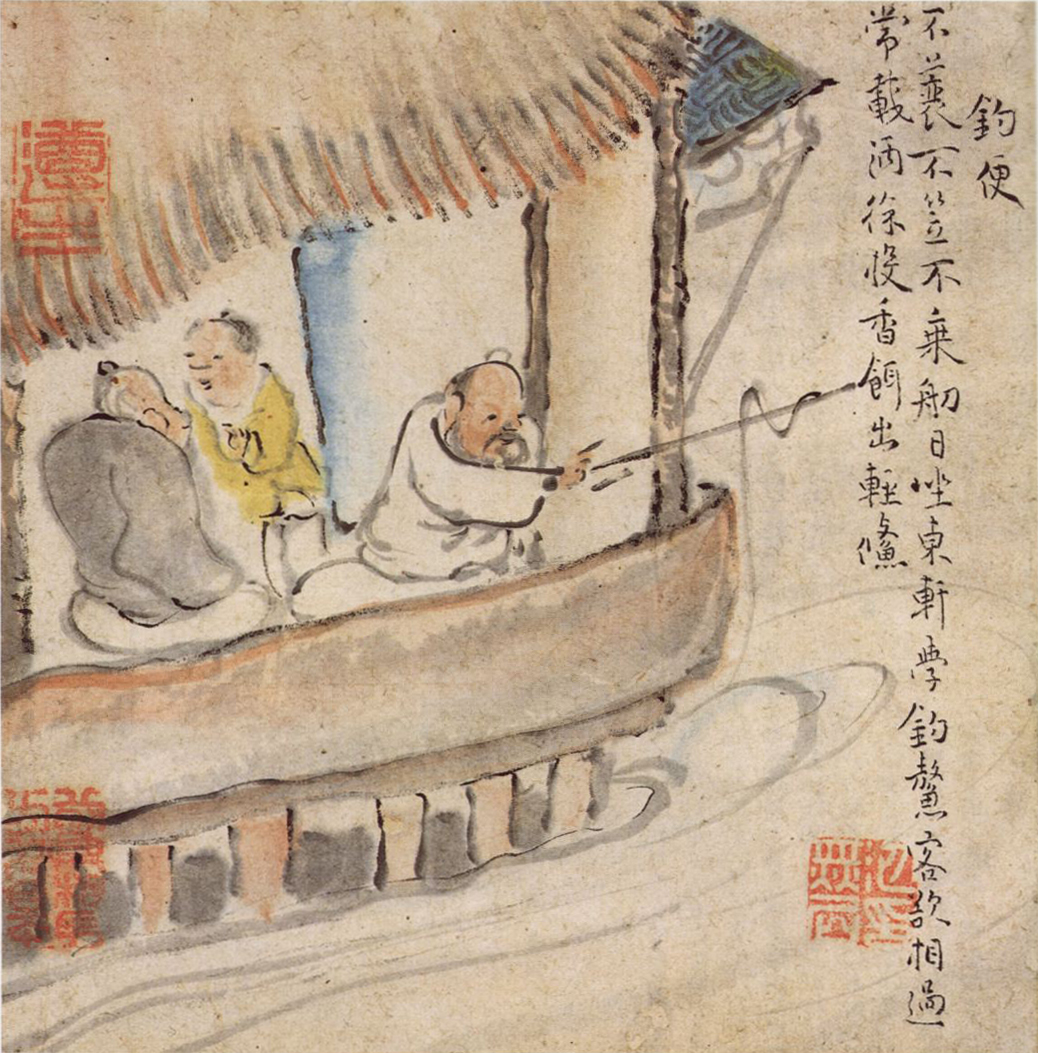
池大雅・十便十宜図（釣便図）
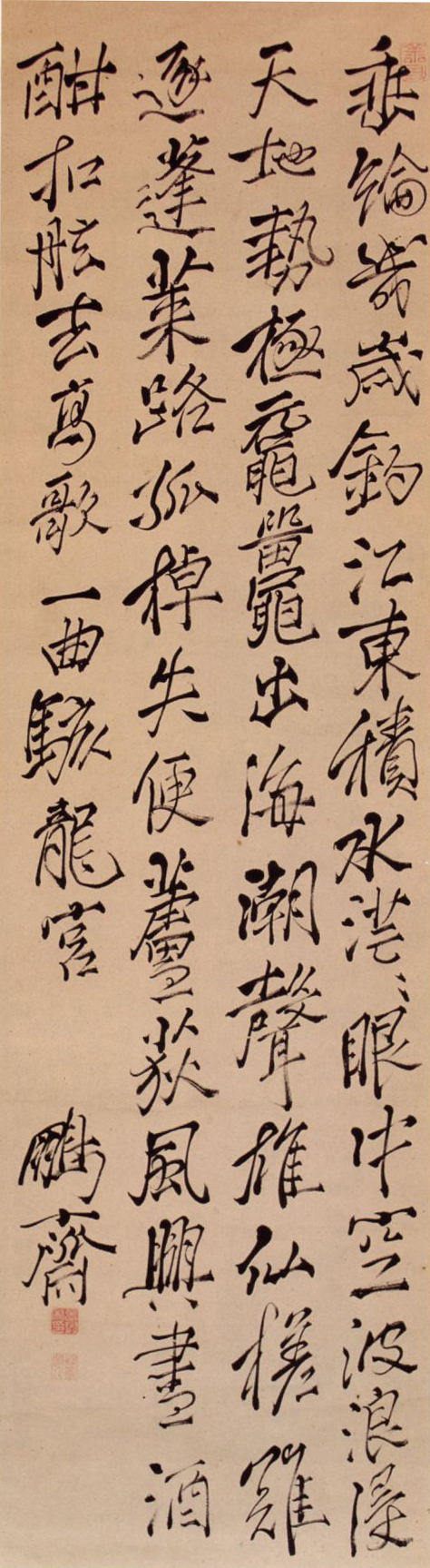
亀田鵬斎・瀑近春風温
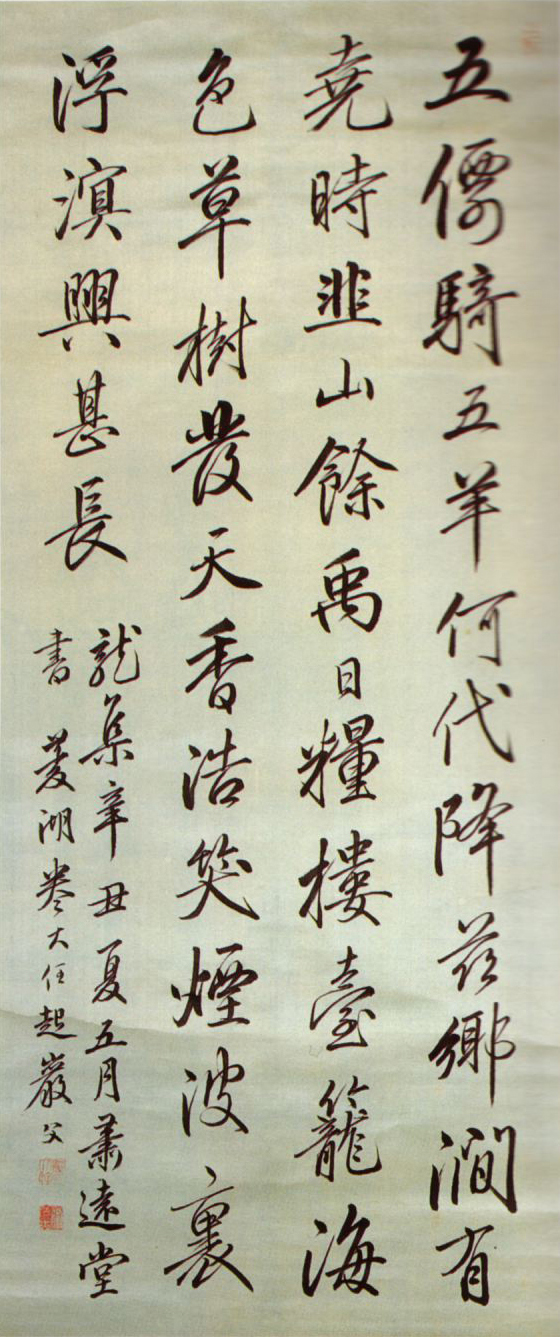
巻菱湖・五仙騎五羊（左幅）
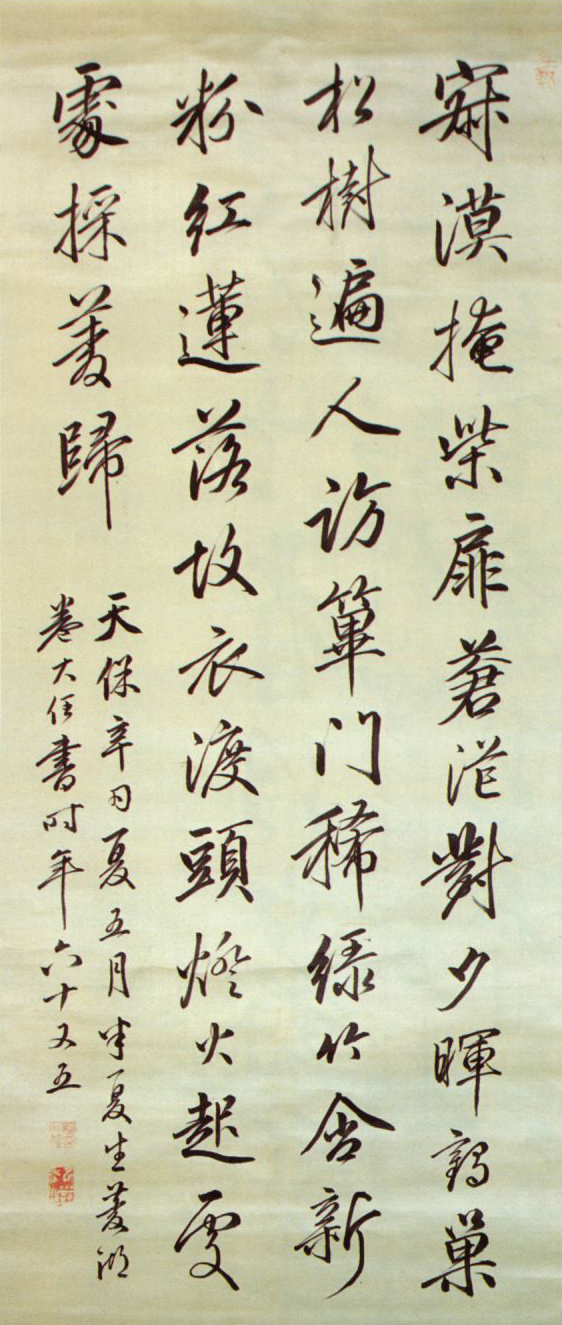
巻菱湖・五仙騎五羊（右幅）
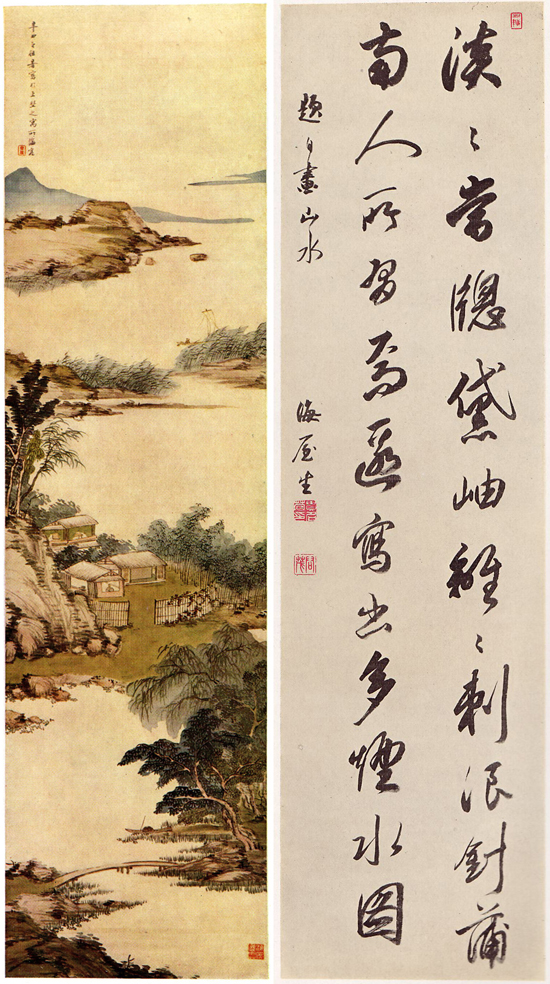
貫名菘翁・山水詩画双幅
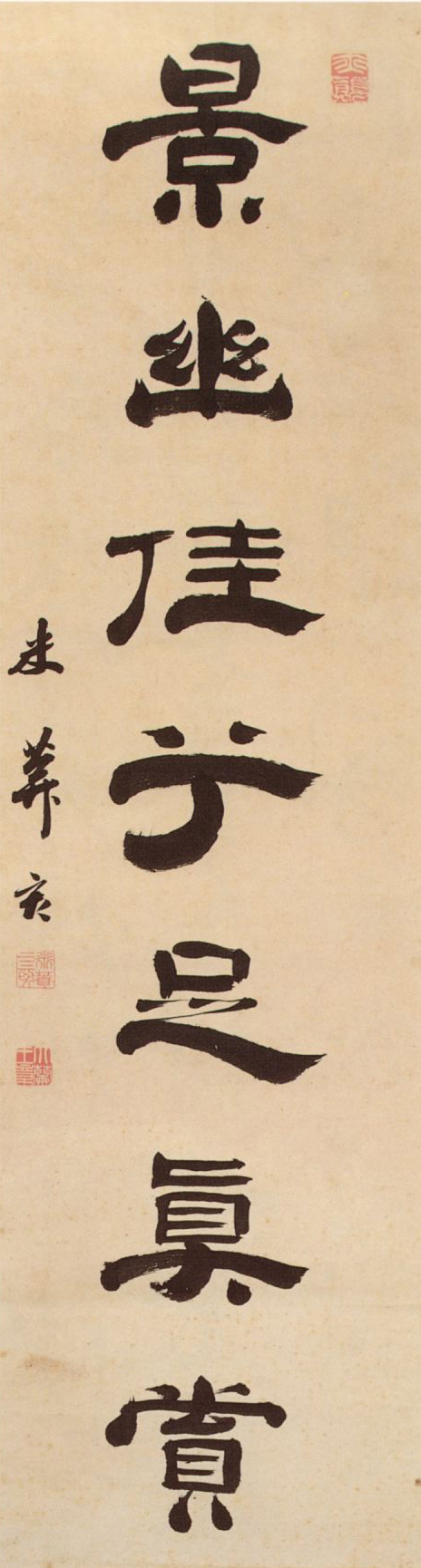
市河米庵・景幽佳兮足真賞

この時代に書名のあった人物（唐様）
この時代の筆跡（唐様）
| 筆跡名                | 筆者     | 年代         | 書体、書風             | 現所在         |
| --------------------- | -------- | ------------ | ---------------------- | -------------- |
| 拈香偈                | 隠元隆琦 | 1669年       | 草書、墨跡（明風）     | 萬福寺         |
| 竹林二字              | 即非如一 | 不詳         | 行書、墨跡             | 萬福寺         |
| 鉄牛和尚五十初度偈    | 木庵性瑫 | 1677年       | 草書、墨跡             | 浄住寺         |
| 白髪千梳詩            | 独立性易 | 不詳         | 草書、墨跡（黄檗様）   | 京都国立博物館 |
| 庵字                  | 白隠慧鶴 | 18世紀中ごろ | 行草、墨跡             | 松蔭寺         |
| 朱子家訓              | 石川丈山 | 不詳         | 隷書、唐様             |                |
| 唐詩屏風              | 北島雪山 | 不詳         | 行草、唐様             | 永青文庫       |
| 西湖十景              | 細井広沢 | 1720年       | 行草、唐様             | 東京国立博物館 |
| 戊辰臘八大雪買酒      | 亀田鵬斎 | 1808年       | 楷書、唐様             | 東京国立博物館 |
| 維馨尼宛書状          | 良寛     | 19世紀前半   | 行草、唐様             | 良寛記念館     |
| 王維竹里館 裴迪竹里館 | 池大雅   | 不詳         | 草書、唐様             | 詩仙堂         |
| 市河寛斎墓銘          | 市河米庵 | 1820年       | 楷書、唐様（顔真卿風） | 本行寺         |
| 高都護驄馬行          | 巻菱湖   | 1823年       | 行書、唐様             |                |
| 書状                  | 狩谷棭斎 | 1824年       | 草書、唐様（晋唐風）   |                |
| 前赤壁賦              | 市河米庵 | 1827年       | 楷書、唐様             | 東京国立博物館 |
| 狩谷棭斎墓碣銘        | 小島成斎 | 1835年       | 楷書、唐様（虞世南風） | 法福寺         |
| 朱子家訓              | 貫名菘翁 | 1853年       | 楷書、唐様（褚遂良風） |                |

- 白隠慧鶴・達磨図
- 池大雅・十便十宜図（釣便図）
- 亀田鵬斎・瀑近春風温
- 巻菱湖・五仙騎五羊（左幅）
- 巻菱湖・五仙騎五羊（右幅）
- 貫名菘翁・山水詩画双幅
- 市河米庵・景幽佳兮足真賞

## 戦前

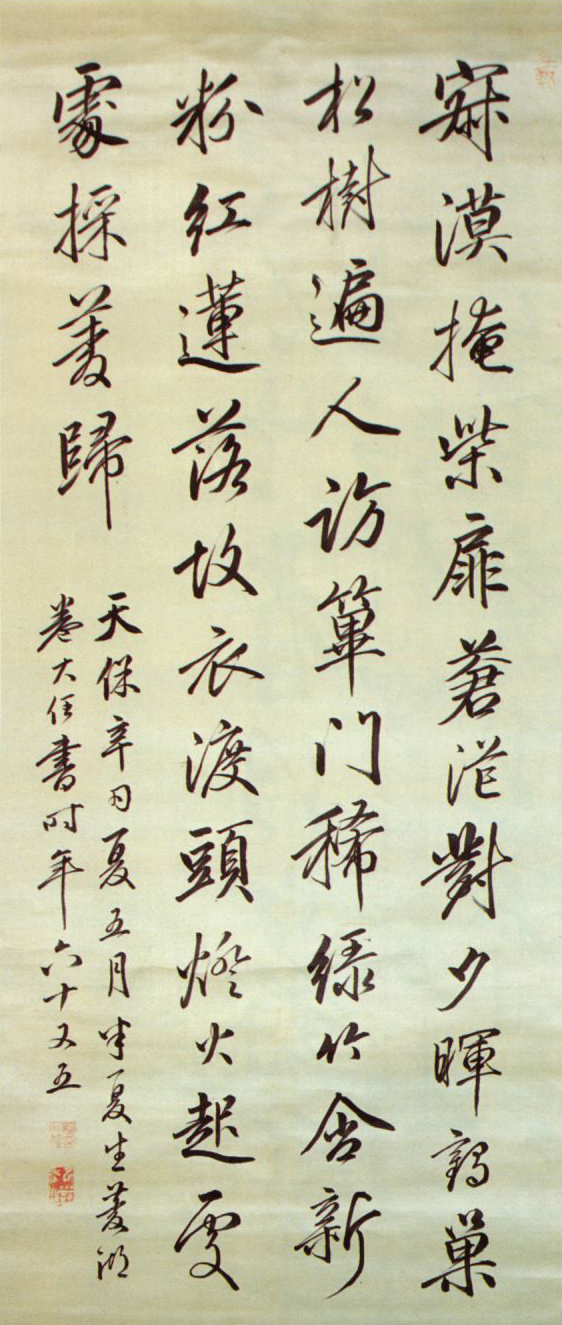
『五仙騎五羊』（右幅）
巻菱湖書

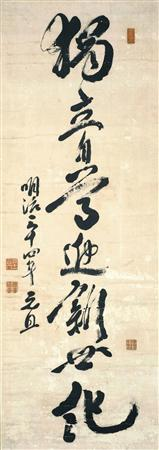
福沢諭吉遺墨「獨立自尊」

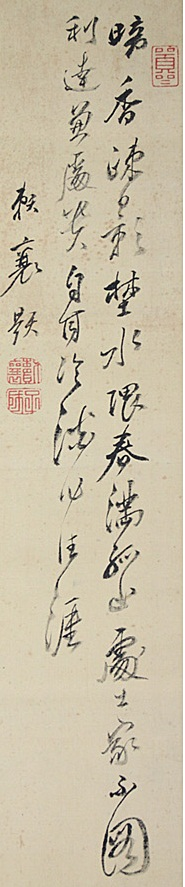
頼山陽の筆跡「賛」

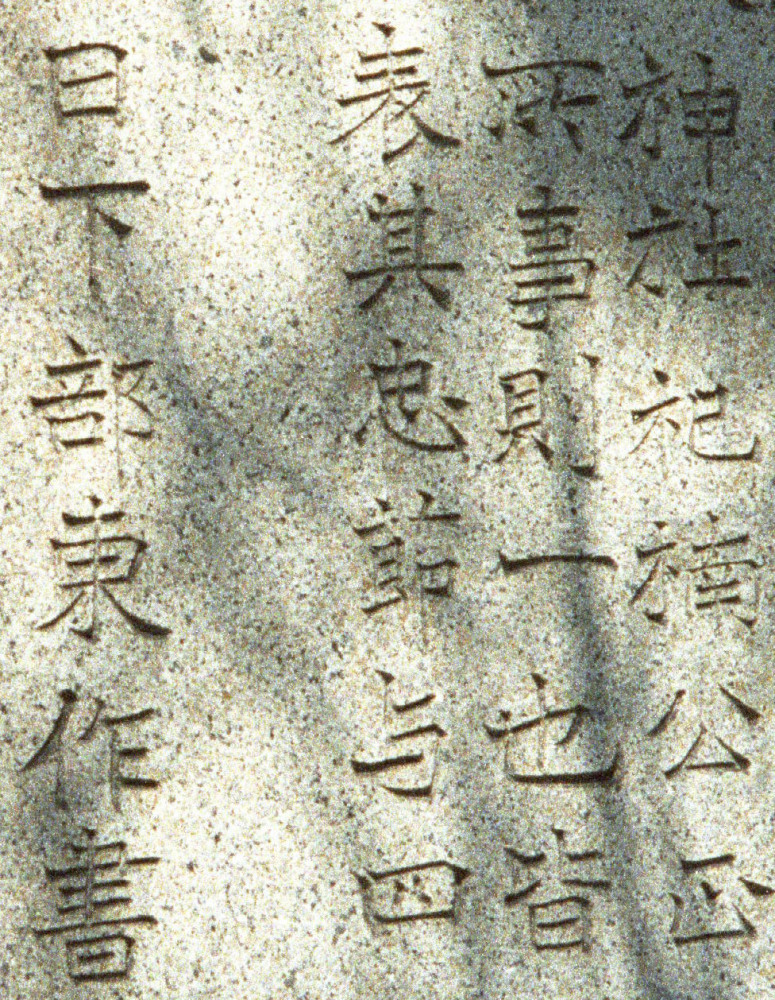
木村重成碑（1886年）（部分）日下部鳴鶴書

### 明治時代概観[27]
和様から唐様へ
江戸時代末期、「御家流でなければ書にして書にあらず」という偏見があったが、御家流全盛の時代にも唐様を書くものがあり、その多くは文人墨客・儒者・医家などであった。幕府が倒れて明治政府になり、政治の中心である太政官の文書課には、幕府時代の唐様を書く人々が多く職を奉じるようになった。巖谷一六・日下部鳴鶴・長松秋琴・菱田海鴎・北川泰明などがそれであり、これによって宮中府中の文書は唐様で執筆されるようになり、日本の書風に一大変遷を来たした原因となった。当時の唐様といえば、西では海屋流、東では菱湖流・米庵流などが新派の頭目であった。それから10年ほどは変遷もなく、しばらく唐様が発展した。
六朝書道の勃興
1880年（明治13年）に来朝した楊守敬により日本における六朝派の書風が始まる。その後、中林梧竹が渡清し書法の研究に従事した。この梧竹の留学と楊守敬の来朝によって、維新の初年、御家流を滅ぼした唐様の新派に代わって六朝書道が流行するに至ったのである。それ以来、明治の終局まで大体において我が国の書風に変化というものはなかった。

#### 菱湖流
唐様の新派の中で菱湖流（巻菱湖の書風）が盛り上がりを見せ、かなも菱湖の字体に調和した千蔭流が用いられた。欧陽詢の書法を取り入れた新鮮で明るい菱湖の書風が明治維新の新興の感覚に受け入れられ、明治政府の官用文字は御家流から菱湖流に改められた。やがて菱湖の楷書はますます人気が高まり一世を風靡した。菱湖の門弟として中沢雪城が師風をよく継承し、のちに巖谷一六・西川春洞などの大家を輩出する。また、菱湖の門弟の巻菱潭が習字教科書の執筆者になるなど、菱湖流はおもに教育面と実用面でその後も貢献する。

#### 六朝書道
楊守敬の渡来とその影響
1880年（明治13年）4月、楊守敬は清国駐日公使何如璋の招きで漢魏六朝の碑帖1万3,000点を携えて来日し、4年間在留した。この出来事は、それまで貧弱な版本を頼りに研究するより他に方法のなかった日本の書道界に大きな影響を与え、特に漢碑や北碑に注目が集まった。奈良時代以降、日本の書は晋唐・宋・元・明清の書を典拠にしてきており、漢碑や北碑は日下部鳴鶴らの目に新奇なものとして映った。そして巖谷一六・松田雪柯・日下部鳴鶴の3人は、ほとんど日課同様に楊守敬を訪ね書法を問い、これが六朝書道流行の発端となった。こののち、日本人の渡清が相次ぐ。
1882年（明治15年）中林梧竹が余元眉（よげんび、長崎の清国理事府理事官）とともに渡清し、余元眉の師潘存（はんそん、楊守敬の師でもある）を訪れ、書法の研究に従事した。帰朝後、長崎方面で六朝派の書風を鼓吹し、その後、東上して日下部鳴鶴らと交流したが、楊守敬の説とは往々見解が異なっていた。しかし、この梧竹の留学は楊守敬の来朝とともに六朝風勃興の最大原因となったのである。続いて1891年（明治24年）鳴鶴が渡清し、兪樾、楊峴、呉大澂などの大家を尋ねた。
徐三庚の影響
北方心泉は1877年（明治10年）7月、東本願寺の命により布教のために渡清した。その後も数度渡航し、兪樾と交わるが、当時の大家徐三庚をもっともよく学んだと言われる。岸田吟香（実業家）と円山大迂（篆刻家）は1879年（明治12年）ごろ、吟香が上海に開いた商業上の関係を機縁として徐三庚に親近し教えを受けた。秋山碧城（探淵、白巌ともいう）は1886年（明治19年）渡清し、徐三庚のもとで永年学び、師の書風を伝えている。西川春洞は日本で秋山碧城が清国から持ち帰った徐三庚の書を学び、徐三庚へ傾倒した。当時は通常、楷書・行書・草書を学ぶまでであったが、春洞は書域を隷書・篆書まで広げた。
帖学派と碑学派
このように明治に入って清人の碑学派との交流により、北碑の書などを中心にこの碑学派に走る新しい思潮が生まれたが、これに同調しない動きもあった。成瀬大域、長三洲、日高梅溪、吉田晩稼、金井金洞などは伝統的な書を守ろうとし、唐の顔真卿の書法（顔法）を主張した。そして長三洲の門弟の日高梅溪が国定習字教科書の執筆者となったことから、この時代の教科書の書風は顔法になっている。このような保守派と革新派との対立は、ちょうど清国の帖学派と碑学派に酷似している。

#### かな
庶民の間では依然として御家流が根強い人気であったが、上代様に対する知識の普及に力を傾倒した「難波津会」（なにはづかい）が1890年（明治23年）に三条梨堂、東久世竹亭、小杉榲邨、高崎正風、大口周魚、阪正臣、田中光顕らによって創設された。この「難波津会」の運動は、伝来の御家流に修正を加える努力を開始し、今日のかな書道の基底を形成する上に大きく貢献した。かな書道における重要な人々はほとんど「難波津会」に属していた。また1896年（明治29年）には大口周魚が西本願寺から『西本願寺本三十六人家集』の完本を発見し、平安仮名の粋を紹介した。

#### 学者
明治の初期は、幕府の精神的支柱であった漢学者と洋学者の感性が混じり合い、独創的な文人趣味風の詩文の達人が多く生まれている。西洋の学問にも大いに理解のあった福澤諭吉や川田甕江、中村敬宇（正直）、三島中洲（毅）、安井息軒は見事な揮毫を残している。梁川星巌の直系も栄え、森田梅礀、大沼枕山、森春濤、小野湖山は「星門の四天王」と呼ばれて詩壇で活躍した。明治中期の代表的な文人書家の中でも、大きな存在感を示したのは副島蒼海（種臣）である。副島は何如璋や黄遵憲から直接指導を受け、しばしば互いに墨の宴を開いて詩文の応酬を行い、王韜や楊守敬と親交を結んだ。これら使館の人々と深く交わった人物は意外にも少ない。
一方、京都では東京とは違った独特の詩壇が築かれており、代表的な書家としては山田梅東、岡本黄石、山田翠雨、草場船山、山中静逸、伊勢小淞（氏華）、神山鳳陽、江馬天江、市村水香、梁川紅蘭らが挙げられる。彼らは頼山陽の系統を引いた人々で互いに関係があった。ただ、草場船山は1876年（明治9年）に肥前より敬塾を率いて京都に出た人物で、ほかの文人とは別格の存在であった。これら京都の学者文人の中でもっとも勢力があったのは宮原節庵であったといわれる。

#### 建碑の流行・政治家
江戸時代後期から大正時代にかけて建碑が流行し、東京の下町には江戸文人たちの碑がたくさん残っている。特に明治26年（1890年（明治23年））ごろから未曽有の建碑ブームとなり、日下部鳴鶴は全国を行脚して碑文を書き、その数、千数百基に及ぶといわれる。巖谷一六は鳴鶴についで多くの碑文を揮毫している。その他、西川春洞、柳田正斎、長三洲、野村素軒、金井金洞、宮島詠士など多数の書家が携わっている。また、明治天皇の勅命により神道碑が明治から大正時代にかけて8基建てられた。
明治初期の政治家の中には書に通じた人物が多く、鳥尾小弥太や山岡鉄舟らは代表的である。また、元勲の中には能書が多く、勝海舟、広沢真臣、伊藤春畝（博文）、木戸松菊（孝允）、大久保甲東（利通）、三条梨堂（実美）、西郷南洲（隆盛）などがあげられ、大正に入ってからも犬養木堂（毅）などによって書の振興が行われ、神道碑が建てられている政治家も多い。
神道碑
神道碑（しんどうひ）とは、墓所の墓道に建てる頌徳碑であり、『大久保公神道碑』などがある。
- 大久保公神道碑

日下部鳴鶴73歳のとき、加賀山中温泉で150日を費やして書した。1字の大きさは5センチ角で、総字数2,919字は我が国最大の楷書碑であり、鳴鶴の最高傑作といわれる。青山霊園にあるが、ここには1万5,000の墓碑が立ち、書的に貴重なものも多い。
| 名称           | 受者       | 墓所             | 筆者       | 建碑年月               |
| -------------- | ---------- | ---------------- | ---------- | ---------------------- |
| 毛利公神道碑   | 毛利敬親   | 上宇野令香園     | 野村素軒   | 1896年（明治29年）1月  |
| 忠正公神道碑   | 井伊直憲   | 豪徳寺           | 日下部鳴鶴 | 1905年（明治38年）12月 |
| 木戸公神道碑   | 木戸孝允   | 京都霊山護国神社 | 野村素軒   | 1906年（明治39年）5月  |
| 大久保公神道碑 | 大久保利通 | 青山霊園         | 日下部鳴鶴 | 1910年（明治43年）9月  |
| 三条公神道碑   | 三条実美   | 護国寺           | 杉溪六橋   | 1925年（大正14年）4月  |
| 大原公神道碑   | 大原重徳   | 谷中霊園         | 北村信篤   | 1925年（大正14年）4月  |
| 広沢公神道碑   | 広沢真臣   | 松陰神社         | 杉山令吉   | 1925年（大正14年）4月  |
| 島津公神道碑   | 島津久光   | 福昌寺           | 松川敏胤   | 1926年（大正15年）11月 |
| 岩倉公神道碑   | 岩倉具視   | 海晏寺           | 杉溪六橋   | 1926年（大正15年）12月 |

#### 書道会の発足
明治中期ごろから書道会の結成と会報の発刊が始まった。1902年（明治35年）には六書協会が展覧会を開き、現代の書道団体の形態に近づいてきた。
| 主宰者、発起人                                      | 会名       | 結成年             | 会報         |
| --------------------------------------------------- | ---------- | ------------------ | ------------ |
| 小野鵞堂                                            | 斯華会     | 1890年（明治23年） | 『斯華之友』 |
| 前田黙鳳・江川近情                                  | 書学会     | 1892年（明治25年） | 『書鑑』     |
| 西川春洞門下                                        | 尚古書会   | 1897年（明治30年） | なし         |
| 斎藤芳洲・高畑翠石等                                | 書道奨励会 | 1900年（明治33年） | 『筆の友』   |
| 西川春洞・渡辺沙鴎・金井金洞 中根半嶺・久志本梅荘等 | 六書協会   | 1902年（明治35年） | なし         |
| 諸井春畦                                            | 明治書道会 | 1911年（明治44年） | なし         |

### 大正時代
この時代の書道界は、机上の研究から、小さいながらも一種のジャーナリスティックな世界をも形成し、盛んな論争が行われ、展示会が街頭に進出して一般の人に話題を提供するなど、次第に近代的な成長を遂げていく。
書道の刊行物の発行
書道思想の普及、宣伝の新たな方策として、明治時代末期から大正時代にかけて書道の刊行物が発行され、今日の書道界におけるPR運動の先駆けとなった。『談書会集帖』『書苑』『書道及画道』『筆の友』『書道研究』『書勢』『六朝書道論』などが発行された。また前田黙鳳は不便な出版事情にあって貧弱な法帖出版から出発して、古典資料の普及にその半生を費やした。

#### 漢字
楊守敬より啓発を受けた日下部鳴鶴、巌谷一六の六朝書道、また、徐三庚に影響された西川春洞、さらに中林梧竹らの活躍によって、明治末から大正にかけての漢字書道界は華やかな動きを示している。

#### かな
かな書道界でも難波津会の啓蒙運動が清新な息吹を注入するが、その中でもっとも大きな出来事は、小野鵞堂を主柱とする斯華会の活動である。多田親愛、大口周魚などが古筆の領域で研鑽を重ねていたが、鵞堂はこれに参画しながらも平安朝の草仮名を基底として独目の流麗なスタイルを案出し、婦人たちで習字をするものは、ほとんどこの組織で習うという盛況を呈した。

### 戦前昭和時代
西川春洞門の豊道春海による大正末期の「日本書道作振会」の創立を皮切りに、大規模な書道団体の結成が相次ぎ、その団体による書道展が開催された。近代書壇史の始まりである。また日下部鳴鶴門の比田井天来による現代書の出現もこの時代の特色である。そして書道に関する各種の刊行物が多量に発行されたこともあって、書道の普及、発達が著しい時代であった。代表的な書家には、「昭和の三筆」と称された西川寧、日比野五鳳、手島右卿が挙げられる。

#### 書道団体の離合集散（戦前）
謙慎書道会
1904年（明治37年）西川春洞の高弟達により創立された謙慎同窓会を母体に持ち、諸井春畦、豊道春海、武田霞洞らが参加。1930年（昭和5年）には春興書道会創立。1933年（昭和8年）5月 に西川寧・林祖洞・江川碧潭・鳥海鵠洞・金子慶雲により謙慎書道会が創立された。大東亜戦争終結後、築地本願寺にて書談会を行い、篆刻部を設置。理事制を敷いてからは青山杉雨が初代理事長となり、副理事長には殿村藍田、上條信山を擁し、「七賢人」（西川寧、青山杉雨、上條信山、殿村藍田、浅見筧洞、成瀬映山、小林斗盦）を輩出。昭和57（1982年（昭和57年））にはかな部が新設され、漢字・かな・篆刻の三部門となる。同会は現在も存続しており、定期的に日本藝術院へ人材を送り出している。
日本書道作振会
1922年（大正11年）正月に日下部鳴鶴が亡くなり、同年12月に小野鵞堂が逝去した。その2年後の1924年（大正13年）8月、西川春洞（1915年（大正4年）没）の高弟である豊道春海が当時のほとんどの書家を結集して「日本書道作振会」を創立させるという偉業を成し遂げた。その第1回展は翌1925年（大正14年）11月、日本美術協会列品館で開催された。1926年（大正15年）の第2回展は新築の東京府美術館（現在の東京都美術館）で開催されたが、比田井天来と丹羽海鶴はすでに脱会を宣言している。そして第3回展が開催された翌年、8人の書家による新書道会創立という宣言書が発せられた。
戊辰書道会
長谷川流石・川谷尚亭・吉田苞竹・高塚竹堂・田代秋鶴・松本芳翠・佐分移山・鈴木翠軒の8人を発起人とする1928年（昭和3年）1月の書道会創立宣言書には、

書道󠄁ノ作興ニ對シ、小生等豫テヨリ稽フル處アリシガ今回愈〻其ノ機熟シ玆ニ新タナル書道󠄁會ヲ創立シ書道󠄁ノ健󠄁全󠄁ナル向上發展ヲ圖ルト同時ニ實力本位ニヨリ新進󠄁ノ大成ヲ期󠄁シ兼󠄁テ後進󠄁ヲ誘掖センコトヨ欲ス。（以下省略）

とある。この8人が中心となって1928年（昭和3年）7月に結成したのが「戊辰書道会」であり、日本書道作振会からの分離独立によって書道界は二分された。
泰東書道院
「戊辰書道会」結成からわずか2年後の1930年（昭和5年）6月、日本書道作振会と戊申書道会が統合して新団体「泰東書道院」が結成された。これも豊道春海の尽力によるものであった。第1回展は早くも1930年（昭和5年）11月、東京府美術館で華々しく開催された。
東方書道会
吉田苞竹・松本芳翠・高塚竹堂・佐分移山・長谷川流石・辻本史邑・黒木拝石の7人が「泰東書道院」を分断して新しい書道会の創立を計画し、のちに川村驥山・服部畊石・柳田泰雲・篠原泰嶺が加わり、1932年（昭和7年）4月、「東方書道会」を結成した。
三楽書道会
若海方舟が提唱者で昭和9年（1934年）5月に誕生し、第1回展が同月、開催された。
大日本書道院
1937年（昭和12年）4月、比田井天来が鳴鶴門の一部の人々と天来直門の人々で組織したのが「大日本書道院」である。1937年（昭和12年）7月24日から8日間、東京府美術館で第1回展を開催し、2,950点の出品作品を天来が単独審査し話題を呼んだ。また、70余点におよぶ鳴鶴遺墨展を併催した。第2回展を終えた翌年、1939年（昭和14年）1月4日、天来が急逝したが会は遺業を受け継いで存続した。しかし、昭和16年（1941年）12月29日、声明書を発して解散し、「興亜書道連盟」に吸収された。
興亜書道連盟
川崎克（政治家）が満州と中華民国との親善を目的に1939年（昭和14年）4月、「興亜書道連盟」を結成した。第1回展は北京中南海公園懐仁堂・大連三越・上海中部日本学校・南京朝天宮・大阪市立美術館の5会場で公開された。
書壇革新協議会
1940年（昭和15年）12月、東亜書道新聞社が座談会を催し、書家の参集を求めて書道界の大同団結について意見を交換し、1941年（昭和16年）1月、「書壇革新協議会」の結成に至った。しかし種々の難問があったことや所期の目的を達成したことからすぐに解散の声明を発した。
大東亜書道会
大政翼賛会が乗り出して国策に添う新団体結成を図り、1943年（昭和18年）1月、「大東亜書道会」が結成された。反対意見が許されない時代背景もあって時局は緊迫し、「東方書道会」は解散、「泰東書道院」「三楽書道会」は休眠状態に入り、「興亜書道連盟」は健在である声明書を発したものの自由が利かなくなった。「大東亜書道会」は戦争を背景にした特殊機関であり、もはや書道のための団体ではなかった。

#### 現代書への胎動
日下部鳴鶴を継ぐ主な人々の中で、もっとも壮大な展開をしたのは比田井天来である。天来は30歳のとき、文検（習字科）に合格し書家としての活躍が始まった。鳴鶴は唐様を六朝書によって革新し、さらに碑版法帖の体系的研究により、書にもその時代に相応しい根拠を持たせようとした。これに対して天来は碑版法帖をよりいっそう体系づけるとともに個性・芸術性という内面的な美意識を開拓していった。この鳴鶴から天来への展開は、天来の門弟たちに引き継がれ、この時代に「現代書」として現れる。
- 日下部鳴鶴
  - 比田井天来
    - 上田桑鳩…前衛書
    - 手島右卿…一字書
    - 金子鷗亭…近代詩文書
    - 桑原翠邦…漢字書

現代書の宣言
1933年（昭和8年）天来の教えを受けた上田桑鳩を中心とした若い世代が「書道芸術社」を結成し、機関誌『書道芸術』を発刊した。その創刊の辞に、

「現代に活きて居る吾等には自ら現代の書がなければならぬ。」「明治大正の二時代に於て、先覚は献身的に復古運動を絶叫された。然し復古そのものが最後でも目的でもない。此の基礎に立って古いものを現代化し、或は進んで新しく生み出すことに意義がある。」（抜粋）

と述べている。また鮫島看山は同じく創刊号の「作書理法覚書」の中で、

「書は文字と云ふ素材を借りて作者の主観を表現するところの線芸術である。」「社会状勢が変り、作者の主観が異り、用具が新に発明さるるならば、更に新しい様式が生れる可きは当然である。だから何時迄も従来の篆隷楷行草に固執する必要はないと云ふことになる。」（抜粋）

と述べている。このように『書道芸術』創刊号は「現代書」の進むべき方向性を明らかにするものであった。
近代詩文書については、1933年（昭和8年）金子薊谷（鷗亭）が『書之研究』に「新調和体」論を展開し、島崎藤村の「秋風の歌」や北原白秋の「けやき」・「かやに」を発表した。また、『書道芸術』は1937年（昭和12年）11月号で、仮名交じり文の研究を特集し、手島右卿は仮名交じり文とともに、それの英語表現を報告している。

#### 上記の流れを汲まない団体
- 日本書鏡院（旧：墨林会） 長谷川耕南により、1933年（昭和8年）に創設され、1961年（昭和36年）7月、東京都美術館で「第一回全国墨林展（現：日本書鏡院展）」が開催される。

## 戦後
戦後の日本の書道界の大きな出来事は以下のとおりである。
- 1948年（昭和23年）日展（第五科）に書道が参加[29]
- 1951年（昭和26年）4月より、小学校4年生以上に毛筆習字の正科が復活
- 前衛書道の出現

前衛書道は、かつて「新派」や「新傾向」と呼ばれていたが、1954年（昭和29年）の毎日書道展で、「墨象芸術」の名が与えられ、美術評論界などでは「抽象書道」などとも呼ばれた。「書道芸術社」で現代書の運動に関与した上田桑鳩と大澤雅休は、それぞれ書道芸術院内で、「書の美」と「平原社」のグループを結成し相拮抗していた。近年の前衛書道の団体としては、この書道芸術院のほかに、「奎星会」「草人社」「蒼狼社」「現代書作家協会」があり、その他無所属に比田井南谷らがいた。
- 日本書道美術院が発足
- 日本書作院の結成
- 辻本史邑を中心に、大阪で日本書道院（現在の日本書芸院）が発足。戦後しばらくまで東京を拠点とする書家が書道界をリードしていたが、辻本に共鳴する関西の書家が「関東より3割いい作品を書く」をモットーとし、また若手育成に力を入れた結果、日本書芸院は日本最大規模の書道団体となり、現在の日本の書道界は「西高東低」となっている[30]。

## 学校の書道教育
近代書道教育の発展に貢献したのは小中学校の習字教科書の筆者ともいえる。その書風は明治初期の菱湖流から始まり、明治後期から顔法が昭和初期まで続いたが、このころから筆者である書家たちの古典研究が盛んになり、次第にその影響が現われてくるようになった。中でも六朝書風から脱皮して晋唐書風に傾倒した丹羽海鶴が文部省教員検定試験委員（習字科）になり、学校の書道教育の基準を初唐の楷書におくことを提唱した。その結果、海鶴の門下である鈴木翠軒が国定の習字教科書の執筆をするに至り、この基準は確固たるものとなった。
| 筆者                                                             | 期間                                    | 区分                     |
| ---------------------------------------------------------------- | --------------------------------------- | ------------------------ |
| 巻菱潭、村田海石、香川松石 玉木愛石、名和菱江、三宅盤鴻 西川春洞 | 明治5年（1872年） - 1902年（明治35年）  | 習字教科用図書検定制時代 |
| 日高梅溪                                                         | 1903年（明治36年） - 1909年（明治42年） | 国定一期本               |
| 日高梅溪、香川松石、板倉潭石                                     | 1910年（明治43年） - 1917年（大正6年）  | 国定二期本               |
| 日高梅溪、西脇呉石、山口半峯                                     | 1918年（大正7年） - 1932年（昭和7年）   | 国定三期本               |
| 鈴木翠軒、高塚竹堂 比田井小琴                                    | 1933年（昭和8年） - 1940年（昭和15年）  | 国定四期本               |
| 井上桂園                                                         | 1941年（昭和16年） - 1945年（昭和20年） | 国定五期本               |
| 金田心象                                                         | 1947年（昭和22年）                      | 文部省著作中学校用教科書 |

### 文部省教員検定試験
文部省教員検定試験（文検）とは、中学校・師範学校の教員の資格を与える検定試験であり、1885年（明治18年）から1948年（昭和23年）までの63年間に亘り施行された。
背景
明治時代になり、学校制度は小学校・中学校・師範学校・大学等が設けられたが、中学校・師範学校の教師の有資格者が乏しく、これを補うために、1884年（明治17年）8月13日、「中学校師範学校教員免許規程」が定められた。その第3条に「学力ノ検定ハ試験ニ依ルモノトス」とあり、明治18年（1885年）3月、第1回学力検定試験が施行された。
文検習字科
中学校・師範学校の習字科教員として教職に就くためには、この文検習字科に合格する必要があった。受験者は主として小学校教員であったが、検定試験の合格率は5%と大変厳しく、有資格者の欠を充たすには程遠かった。したがって有資格者がいない学校も相当数あったことから習字成績の学校差は歴然たるものであった。
1935年（昭和10年）前後から「文検習字科」は「文検書道科」に改名された。これは実用主義に造形芸術としての美の追求が加味された結果であり、世論の要求に文部当局が応じたものであった。よって受験者もそれぞれの時代の要求に応じて周到な準備をする必要があった。

## 近現代書の人脈

### 漢字
漢字書道界における巨星は日下部鳴鶴であった。六朝書道の主唱者であり、最も多くの門人を擁した明治書道界の啓蒙者である。西川春洞がこれに拮抗し、今日の漢字書道界の基礎はほとんどこの2人を中心に造られた。また、日下部鳴鶴門下の比田井天来は鳴鶴の古典研究をさらに発展させて、書の近代化と芸術的独立のために努力し、その門下から進歩的な書家が多く輩出した。

### かな
かな書道界における小野鵞堂もまた多くの門人を育成した。また、大口周魚に学んだ尾上柴舟は古筆第一主義をとり、多くの門人に影響を与えた。

## 年表

### 近代書道史年表
| 明治10年 | 1877年 | - 7月、北方心泉が渡清（参考：#徐三庚の影響）。 - 8月、第1回「内国勧業博覧会」開催。 - 「龍池会」結成（大槻盤溪等）。 |
| 明治11年 | 1878年 | - 「述筆法堂清談会」結成（松田雪柯等）。 |
| 明治13年 | 1880年 | - 4月、楊守敬が来朝（参考：#六朝書道）。 |
| 明治14年 | 1881年 | - 3月、第2回「内国勧業博覧会」開催。 - 9月、松田雪柯没。 |
| 明治15年 | 1882年 | - 中林梧竹が渡清（参考：#六朝書道）。 |
| 明治18年 | 1885年 | - 3月、第1回「文検」実施。 - 前田黙鳳が渡清。 |
| 明治19年 | 1886年 | - 秋山碧城が渡清（参考：#徐三庚の影響）。 |
| 明治20年 | 1887年 | - 1月、「龍池会」が「日本美術協会」に改名。 |
| 明治23年 | 1890年 | - 5月、第3回「内国勧業博覧会」開催。 - 「斯華会」結成（小野鵞堂）。 - 「難波津会」結成（三条梨堂・東久世竹亭等）。 |
| 明治24年 | 1891年 | - 日下部鳴鶴が渡清（参考：#六朝書道）。 - 豊道春海が西川春洞に師事。 |
| 明治27年 | 1894年 | - 「同好会」結成（日下部鳴鶴）。 |
| 明治28年 | 1895年 | - 3月、長三洲没。 - 4月、第4回「内国勧業博覧会」開催。 |
| 明治29年 | 1896年 | - 8月、大口周魚が『西本願寺本三十六人家集』を発見。 |
| 明治30年 | 1897年 | - 「尚古書会」結成（西川春洞門下）。 |
| 明治33年 | 1900年 | - 「書道奨励協会」結成（斎藤芳洲等）。 - 5月、『筆之友』刊行（「書道奨励協会」）。 |
| 明治34年 | 1901年 | - 「六書展覧会」開催（渡辺沙鴎）。 |
| 明治35年 | 1902年 | - 2月、『書鑑』刊行（前田黙鳳）。 - 「六書協会」結成（西川春洞・渡辺沙鴎・金井金洞等）。 |
| 明治37年 | 1904年 | - 1月、「謙慎堂同窓会」結成（諸井春畦・豊道春海等）。 - 『斯華の友』刊行（小野鵞堂）。 |
| 明治38年 | 1905年 | - 4月、多田親愛没。 - 7月、巖谷一六没。北方心泉没。 |
| 明治40年 | 1907年 | - 6月、「談書会」結成（巖谷小波・犬養木堂・阪正臣等）。 - 7月、「日本書道会」結成（野村素軒・渡辺沙鴎等）。 - 10月、第1回「文展」開催。 - 「丁未印社」結成（岡本椿所・浜村蔵六 (五世)等）。                                                                         |
| 明治41年 | 1908年 | - 「健筆会」結成（前田黙鳳・土方秦山・中村不折・野村素軒等）。 |
| 明治42年 | 1909年 | - 5月、「健筆会」第1回展（上野・日本美術協会）。 |
| 明治43年 | 1910年 | - 9月、大久保公神道碑建碑（日下部鳴鶴揮毫、参考：#建碑の流行）。 |
| 明治44年 | 1911年 | - 6月、「日本書道会」第1回展（渡辺沙鴎、両国・回向院）。 - 11月、『書苑』刊行（黒木欽堂、「法書会」）。 |
| 大正2年  | 1913年 | - 8月、中林梧竹没。 - 10月、『龍眠』刊行（中村不折）。 - 「平安同好会」結成（山本竟山）。 |
| 大正3年  | 1914年 | - 1月、「大正博覧会」開催。 - 2月、『六朝書道論』刊行（井土霊山・中村不折共訳）。 - 「瑞雲書道会」結成（豊道春海）。 |
| 大正4年  | 1915年 | - 1月、楊守敬没。 - 8月、西川春洞没。 |
| 大正5年  | 1916年 | - 10月、渡辺沙鴎没。 |
| 大正6年  | 1917年 | - 1月、「全国書道大会」開催（諸井春畦、帝国劇場）。 - 5月、「大同書会」結成（井原雲涯等）。 |
| 大正7年  | 1918年 | - 11月、前田黙鳳没。 |
| 大正8年  | 1919年 | - 4月、鈴木翠軒が丹羽海鶴・比田井天来に師事。 - 5月、諸井春畦没。 - 9月、「帝国美術院」結成。 |
| 大正9年  | 1920年 | - 10月、大口周魚没。 - 「平安同好会」が「平安書道会」（長尾雨山等）と改名。 |
| 大正10年 | 1921年 | - 上田桑鳩が井原雲涯・近藤雪竹・比田井天来に師事。 |
| 大正11年 | 1922年 | - 1月、日下部鳴鶴没。 - 4月、「東京平和博覧会」開催（松本芳翠が金牌、大野百錬が銀牌、佐分移山が銅牌）。 - 12月、小野鵞堂没。 |
| 大正13年 | 1924年 | - 8月、「日本書道作振会」結成（豊道春海等、参考：#書道団体の離合集散（戦前））。 |
| 大正14年 | 1925年 | - 5月、『書鑑』刊行（辻本史邑、「寧楽書道会」）。 - 11月、「日本書道作振会」第1回展（日本美術協会）。 |
| 大正15年 | 1926年 | - 9月、『平安朝時代の草仮名の研究』刊行（尾上柴舟、雄山閣）。 |
| 昭和2年  | 1927年 | - 12月、野村素軒没。 |
| 昭和3年  | 1928年 | - 4月、井原雲涯没。『書壇』刊行（吉田苞竹）。 - 7月、「戊辰書道会」結成（参考：#書道団体の離合集散（戦前））。 - 10月、近藤雪竹没。「春興会」（謙慎書道会の前身）結成。 - 11月、斎藤芳洲没。「戊辰書道会」第1回展（日本美術協会）。                                 |
| 昭和5年  | 1930年 | - 2月、『習字の友』刊行（中村春堂）。 - 4月、『春興集』刊行（西川寧）。 - 5月、『書の光』刊行（吉田苞竹）。 - 6月、「泰東書道院」結成（豊道春海等、参考：#書道団体の離合集散（戦前））。 - 11月、「泰東書道院」第1回展（東京府美術館）。                            |
| 昭和6年  | 1931年 | - 3月、「泰東書道院」による支那書道視察団出発。 - 7月、丹羽海鶴没。『書道春秋』刊行（比田井天来）。 - 8月、阪正臣没。 - 10月、「関西書道会」結成。『書契』刊行（柳田泰麓）。 - 11月、『実用書道』刊行（比田井天来）。『六朝の書道』刊行（西川寧、「東亜研究会」）。 |
| 昭和7年  | 1932年 | - 1月、「関西書道会」第1回展（大阪・三越）。 - 4月、「東方書道会」結成（参考：#書道団体の離合集散（戦前））。 - 5月、犬養木堂没。 - 7月、『書道』刊行（「泰東書道院」）。『書海』刊行（松本芳翠）。                                                                 |
| 昭和8年  | 1933年 | - 5月、「謙慎書道会」結成。 - 7月、「謙慎書道会」第1回展。 - 10月、「書道芸術社」結成と『書道芸術』刊行（上田桑鳩・桑原翠邦等）。 |
| 昭和9年  | 1934年 | - 1月、山本竟山没。 - 5月、「三楽書道会」結成（若海方舟等、参考：#書道団体の離合集散（戦前））。 - 10月、「中部日本書道連盟」結成。 |
| 昭和10年 | 1935年 | - 6月、「中部日本書道連盟」第1回展（名古屋市美術館）。中林梧竹遺墨展（東京府美術館）。 - 7月、井土霊山没。 |
| 昭和11年 | 1936年 | - 5月、「日本美術協会」第100回記念総合美術展。 - 11月、「書道博物館」創設（中村不折、東京・谷中）。 |
| 昭和12年 | 1937年 | - 4月、「大日本書道院」結成（比田井天来等、参考：#書道団体の離合集散（戦前））。 - 6月、「帝国芸術院」結成。 - 7月、「大日本書道院」第1回展（東京府美術館）。『書勢』刊行（比田井天来）。 - 11月、「書道芸術社」第1回同人展（東京・鳩居堂）。                       |
| 昭和13年 | 1938年 | - 4月、『少年少女書道』刊行（「泰東書道院」）。 - 11月、「日満親善書道展」開催。 |
| 昭和14年 | 1939年 | - 1月、比田井天来没。 - 2月、「興亜書道連盟」結成（川崎克等、参考：#書道団体の離合集散（戦前））。 - 6月、『興亜書報』刊行（「興亜書道連盟」）。 - 9月、「興亜書道連盟」第1回展（中国・北京等）。                                                                   |
| 昭和15年 | 1940年 | - 5月、吉田苞竹没 - 6月、渡辺沙鴎遺作展（東京・鳩居堂）。 |
| 昭和16年 | 1941年 | - 1月、「書壇革新協議会」結成（参考：#書道団体の離合集散（戦前））。 - 3月、大野百錬没。 - 8月、「東亜書道協会」結成。 |
| 昭和17年 | 1942年 | - 4月、長尾雨山没。 - 8月、佐分移山没。 |
| 昭和18年 | 1943年 | - 1月、「大東亜書道会」結成（参考：#書道団体の離合集散（戦前））。 - 6月、中村不折没。 |

### 現代書道史年表
| 昭和21年 | 1946年 | - 7月、「日本書道美術院再建書展」開催（東京都美術館）。 |
| 昭和22年 | 1947年 | - 11月、「書道芸術院」結成。 |
| 昭和23年 | 1948年 | - 3月、「書道教育振興会」結成（委員長豊道春海）。 - 8月、「全国書道展」（毎日新聞社主催、東京都美術館）。 - 10月、第4回日展（書道が第5科に参加）。                                                       |
| 昭和24年 | 1949年 | - 2月、「日本書道院」が「日本書芸院」に改名。川崎克没。 - 3月、「文検」が最後の本試験を実施。 - 5月、「書道同文会」結成。 - 10月、第5回日展（東京都美術館）。 - 12月、『書品』刊行（西川寧・松井如流）。 |
| 昭和25年 | 1950年 | - 2月、「日本書作院」結成。 - 10月、第6回日展。 |
| 昭和26年 | 1951年 | - 4月、「日本書道連盟」結成。小学校4年生以上に毛筆習字の正科が復活。 - 10月、第7回日展。 |
| 昭和27年 | 1952年 | - 4月、「独立書道会」結成（手島右卿等）。 - 10月、第8回日展。 |
| 昭和28年 | 1953年 | - 9月、大澤雅休没。 - 10月、第9回日展。 |
| 昭和29年 | 1954年 | - 2月、秋山碧城没。 - 10月、第10回日展。 |
| 昭和30年 | 1955年 | - 10月、第11回日展。 |
| 昭和31年 | 1956年 | - 10月、第12回日展。 |
| 昭和32年 | 1957年 | - 1月、「現代書道二十人展」開催（朝日新聞社主催）。尾上柴舟没。 - 1月、「東方書道院」結成（松井如流等）。 - 11月、第13回日展。 - 12月、辻本史邑没。                                                      |
| 昭和33年 | 1958年 | - 1月、「書壇協議会」結成。 - 3月、長谷川流石没。 |